# Israel
Israel (en hebreo: יִשְרָאֵל‎ Yisra'el; en árabe: إِسْرَائِيل‎ Isrā'īl), oficialmente Estado de Israel (en hebreo: מְדִינַת יִשְרָאֵל‎, romanizado: Medinat Yisra'el, AFI: [mediˈnat jisʁaˈʔel]; en árabe: دولة إِسرائيل‎, romanizado: Dawlat Isrā'īl, AFI: [dawlat ʔisraːˈʔiːl]), es un país soberano de Asia, ubicado en la región de Oriente Próximo, en el Levante mediterráneo. Limita al norte con el Líbano, al noreste con Siria, al este con Jordania, Cisjordania (Palestina) y el mar Muerto, al oeste con la Franja de Gaza (Palestina), al suroeste con la península del Sinaí (Egipto) y al sur con el golfo de Áqaba, en el mar Rojo. Con una población de casi 10 millones de habitantes, la mayoría de los cuales son judíos, Israel es el único Estado judío del mundo. Es también el hogar de árabes musulmanes, cristianos, drusos y samaritanos, así como otros grupos religiosos y étnicos minoritarios. La capital —con reconocimiento internacional limitado—, sede del gobierno y mayor ciudad del país es Jerusalén. El principal centro económico y financiero se encuentra en la ciudad de Tel Aviv, y el mayor centro industrial se localiza en Haifa.
El Estado de Israel identifica sus raíces con la antigua Tierra de Israel (ארץ ישראל Eretz Yisraˈel), un concepto central para el judaísmo desde hace más de 3000 años. Después de la Primera Guerra Mundial (1914-1918) y durante la partición del Imperio otomano, la Sociedad de Naciones aprobó el Mandato británico de Palestina con la intención de crear un «hogar nacional para el pueblo judío». En 1947, las Naciones Unidas aprobaron la partición de Palestina en dos Estados, uno judío y uno árabe. El 14 de mayo de 1948, el Estado de Israel declaró su independencia, que fue seguida por la Guerra árabe-israelí de 1948 con los vecinos países árabes, que se negaron a aceptar el plan de la ONU. Las sucesivas victorias de Israel en una serie de guerras posteriores ampliaron las fronteras del Estado judío más allá de lo dispuesto en el Plan de Partición de las Naciones Unidas. Desde entonces, Israel ha mantenido numerosos enfrentamientos armados con muchos de los países árabes vecinos, en lo que se conoce como conflicto árabe-israelí.
Desde su fundación, las fronteras de Israel e incluso el derecho a existir del propio Estado han estado sujetos a controversias, especialmente entre sus vecinos árabes. Israel ha firmado tratados de paz con Egipto y Jordania, y se han hecho esfuerzos para alcanzar un acuerdo permanente con la Autoridad Nacional Palestina. En enero de 2020, el entonces presidente de Estados Unidos, Donald Trump, presentó junto al entonces primer ministro israelí, Benjamín Netanyahu, un plan de paz unilateral para resolver el conflicto, que fue ampliamente rechazado por el mundo árabe. Desde octubre de 2023 Israel está involucrado en una nueva guerra local, declarada principalmente contra Hamás, y en la que cuenta con el respaldo de Estados Unidos.
Israel es una democracia representativa con un sistema parlamentario y sufragio universal. El primer ministro actúa como jefe de Gobierno y la Knéset como cuerpo legislativo. En términos de producto interior bruto su economía está situada en el puesto 26.º, y en el puesto 16.º en PIB per cápita según el Fondo Monetario Internacional. Israel ocupa el puesto más alto en Oriente Medio en los índices de  desarrollo humano, nivel de vida, riqueza media por adulto y esperanza de vida. En 2021 es el país más desarrollado de Oriente Medio y uno de los más desarrollados del mundo, siendo también uno de los más avanzados y tecnológicos del mundo. Israel es el tercer país más rico de Asia por PIB nominal per cápita y por riqueza media por adulto. también ocupa el 4º lugar en el índice de felicidad.

## Etimología

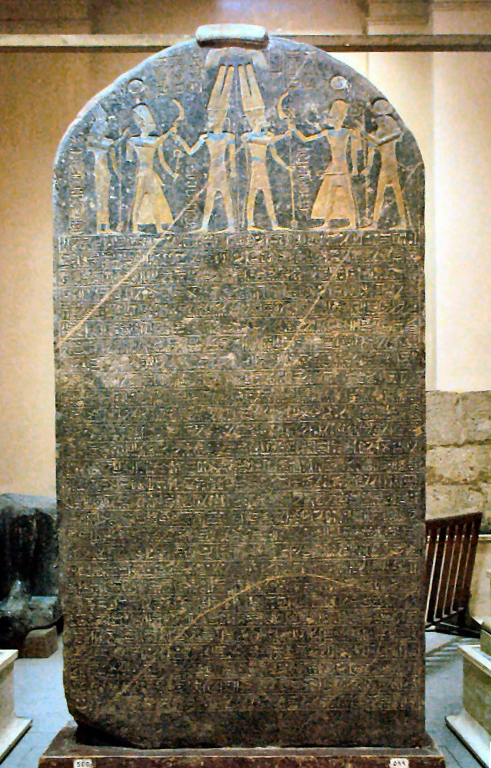
La egipcia Estela de Merenptah contiene la primera mención del nombre «Israel».

Durante los últimos tres mil años, Israel ha identificado, en el uso común y en el religioso, tanto la Tierra de Israel (Eretz Yisraˈel) como todo el pueblo judío, quien ha seguido refiriéndose a la anterior como su patria, Tierra Santa o la Tierra Prometida, pese a que posteriormente los romanos cambiaron la denominación del territorio por la de Siria Palestina tras aplastar la rebelión de Bar Kojba.[cita requerida]
El sustantivo procede de un pasaje del Tanaj, la Biblia hebrea, donde el patriarca bíblico Jacob provocó la admiración de un ángel tras vencerlo en una lucha que duró toda una noche; este le bendijo y le cambió su nombre por el de Yisra'el. Las tribus confederadas que se reconocían como descendientes de Jacob se llamaron a sí mismas «Hijos de Israel» o «israelitas». En cuanto a la arqueología, la mención más antigua que se conoce del nombre Israel, distinta a un nombre personal, es un relato épico grabado en la estela de Merenptah del Antiguo Egipto, que data del año 1210 a. C., donde es empleado como un gentilicio, designando a un pueblo o grupo de gente sin asociación con un lugar geográfico concreto.
Al establecerse el nuevo Estado judío a mediados del siglo XX se barajaron varios nombres para el mismo, como «Eretz Israel», «Sion», «Judea» y «Nueva Judea», que fueron finalmente desestimados. El nombre moderno que adoptó el país fue Medinat Yisraˈel en hebreo, el idioma oficial, y Dawlat Isrā'īl en árabe, un idioma con «estatus especial», con el mismo significado de «Estado de Israel». El gentilicio del país en español es israelí y su plural israelíes, adoptado por su gobierno pocas semanas después de la independencia. El término israelita suele utilizarse en español en referencia a los antiguos habitantes del Reino de Israel, aunque también se emplea como sinónimo de judío o hebreo, e incluso erróneamente de israelí.

## Historia

### Raíces históricas

Las doce tribus de Israel.

La antigua tierra de Canaán, situada al suroeste del llamado Creciente Fértil, fue desde la antigüedad tierra de tránsito y punto intermedio entre las florecientes civilizaciones del río Tigris y el Éufrates, por un lado, y el valle del Nilo por el otro. La región estuvo dividida en pequeñas ciudades-Estado o reinos locales independientes, como Moab, Edom, Judá, Israel, Aram o Fenicia, que hubieron de hacer frente a las sucesivas invasiones tanto de imperios limítrofes (Egipto, Asiria o Babilonia), como de nómadas arábigos o los Pueblos del Mar como los filisteos. En esa tierra vieron la luz dos de los mayores hitos de la civilización occidental: el alfabeto semítico, origen de muchos alfabetos antiguos y modernos, y un monoteísmo del que proceden las religiones abrahámicas, extendiéndose ambos logros por todo Occidente. También vio nacer las primeras ciudades del mundo (como Jericó), hace siete mil años, en plena revolución neolítica, así como uno de los primeros puertos del mundo, la antigua Jaffa.
La Tierra de Israel ha sido sagrada para el pueblo judío desde tiempos bíblicos, albergando los lugares más sagrados del judaísmo. De acuerdo con la Torá, fue prometida por Yahveh a los tres Patriarcas del pueblo judío como su patria; algunos estudiosos han situado este período en los inicios del segundo milenio a. C. En tiempos de Akenatón (c. 1350 a. C.) existían numerosas tribus hebreas situadas en la ribera oriental del río Jordán, tratando de cruzarlo y asentarse en las tierras más fértiles de la ribera occidental. En los últimos tiempos de Ramsés II, con Canaán dividida entre egipcios e hititas, nuevas tribus hebreas llegaron a orillas del Jordán. Varias de ellas se aliaron para invadir Canaán, realizando esta coalición a la manera tribal, identificándose como los descendientes de los hijos de Jacob, Yisra'el, nieto del patriarca Abraham, por lo que se autodenominaron hijos de Israel.
Estas tribus hebreas, que tenían el mismo origen que los amorreos y hablaban un dialecto de la misma lengua semítica que ya se hablaba en Canaán, cruzaron el río Jordán alrededor del año 1240 a. C. y conquistaron Jericó, desde donde se extendieron por las regiones montañosas de la zona, adoptando el alfabeto semítico y muchos otros aspectos de la cultura cananea. Según la tradición, a finales del siglo XI a. C. Saúl estableció el primero de una serie de reinos israelitas en Canaán, los cuales la gobernarían intermitentemente durante los siguientes mil años. Hacia el año 1000 a. C. se establecieron dos reinos, Israel y Judá, que llegaron a formar una monarquía unida en oposición militar a los filisteos y otros pueblos limítrofes. Según la historia tradicional basada en las Escrituras, este reino unificado fue gobernado por los reyes Saúl, David y Salomón antes de su separación definitiva (en el año 924 a. C.); la estela de Tel Dan es aceptada generalmente como la más antigua (y única hasta la fecha) evidencia arqueológica de la existencia de la dinastía de David.

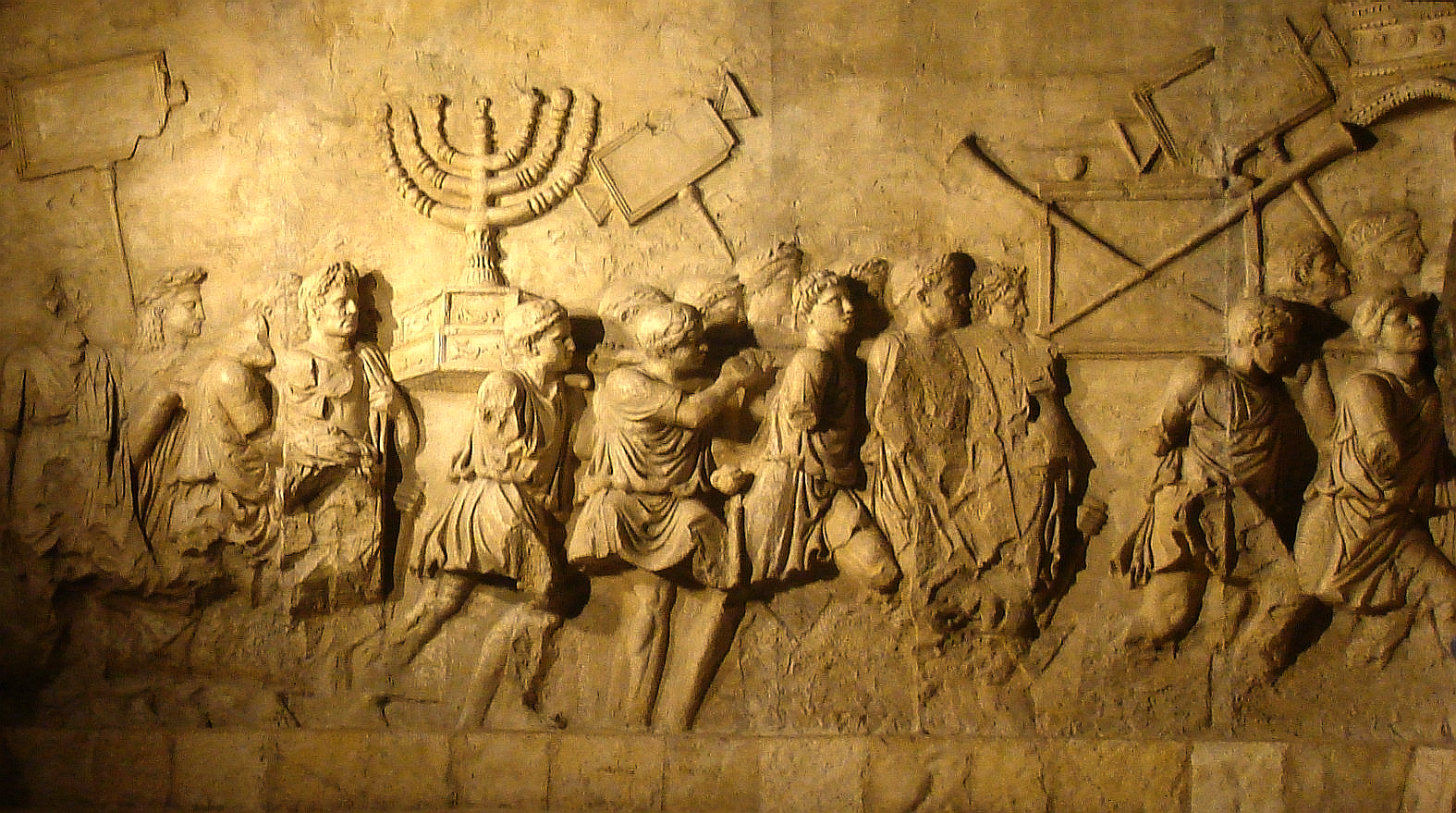
Relieve del Arco de Tito en el que se representan los tesoros expoliados por los romanos a los judíos, entre ellos la menorá, tras el Sitio de Jerusalén del año

Posteriormente, bajo los sucesivos dominios extranjeros de Asiria, Babilonia, el Imperio aqueménida, Macedonia, y el Imperio seléucida, la presencia de judíos se vio sustancialmente disminuida a consecuencia de las sucesivas expulsiones de que fueron objeto. El pueblo de Israel fue independiente tan solo tres veces después del exilio babilónico: la primera ocasión fue durante el dominio seléucida, cuando surgió la dinastía asmonea, una oligarquía formada por la familia sacerdotal de los Macabeos. La dinastía asmonea consiguió liberarse del yugo seléucida y gobernó al pueblo judío a lo largo de un siglo, desde el año 164 a. C. hasta el 63 a. C., cuando el país fue sometido a Roma por Pompeyo. La segunda etapa independiente se produjo durante la primera guerra judeo-romana entre 66 y 73, cuando los judíos se sublevaron por primera vez contra Roma, convertida ya en imperio. Durante esta guerra se produjo la conquista de Jerusalén y la destrucción del Segundo Templo, así como la muerte de más de un millón de judíos y el origen del éxodo de muchos supervivientes.
El último momento de plena independencia del pueblo judío fue el breve período de la rebelión de Bar Kojba. Durante tres años, entre 132 y 135, las fuerzas judías resistieron al Imperio romano, hasta que finalmente la revuelta fue aplastada por el emperador Adriano. El fracaso de la revuelta ocasionó la expulsión definitiva de los judíos del país y la reconstrucción de Jerusalén como colonia romana con el nombre de Aelia Capitolina. Una vez destruido el Estado judío y exiliada la mayor parte de su población, los romanos cambiaron intencionadamente el nombre de la región, que pasó a denominarse Siria Palestina o simplemente Palestina, un nombre derivado de los antiguos adversarios de los judíos, los filisteos. Curiosamente la Mishná y el Talmud, dos de los textos más importantes del judaísmo, fueron escritos en el exilio a partir de esta época.

### Edades Media y Moderna

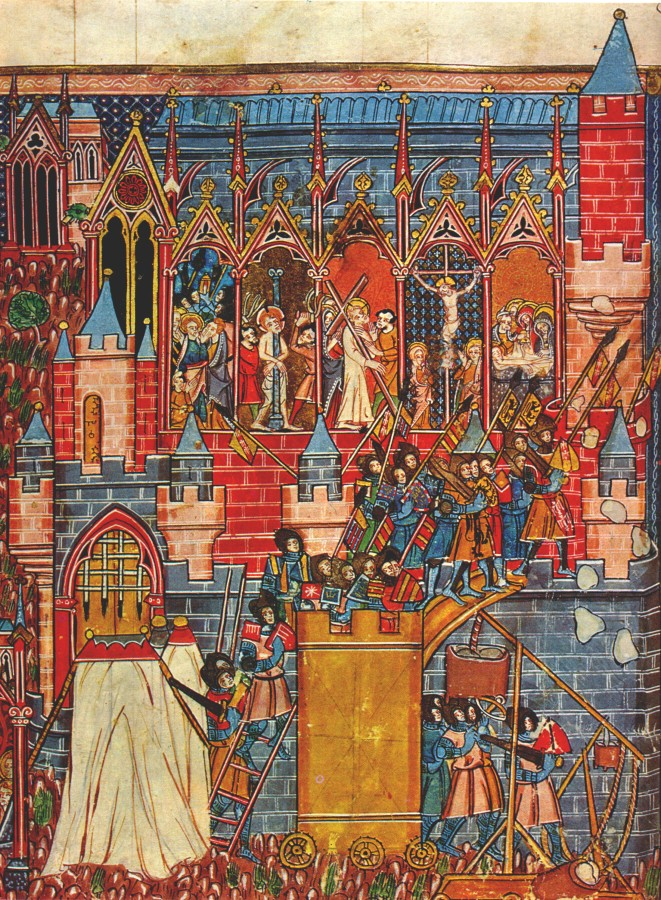
Sitio de Jerusalén (1099) durante la Primera Cruzada. Ilustración del.

Tras la división del Imperio romano, Palestina estuvo bajo el dominio de Bizancio hasta el año 639, en que se produjo la conquista árabe. La dinastía Omeya (661-750), a pesar de los muchos problemas que planteaba la complejidad social y étnica del territorio que dominaban, no registró ni grandes problemas nacionales (entre las distintas etnias del imperio, y especialmente entre los árabes y las demás) ni tampoco choques entre comunidades religiosas, ni entre los no musulmanes y el poder central. El califato Abasí (750-1258), también conocido como Califato de Bagdad, sucedió al omeya, siendo sustituido finalmente por la dinastía Selyúcida (1071).
Entre 1096 y 1244 motivados por el fervor religioso, la pérdida de poder bizantino ante los turcos y la imposibilidad de peregrinar a Jerusalén, la nobleza europea promovió varias Cruzadas. La Primera Cruzada tuvo lugar en 1099 y finalizó con la conquista de Jerusalén y el establecimiento de cuatro Estados Cruzados en oriente próximo, entre ellos el Reino de Jerusalén. Durante la toma de Jerusalén los cruzados realizaron una cruenta matanza, que no respetó judíos ni musulmanes. A lo largo de las siguientes décadas de dominio cristiano se produjo el asentamiento de colonos europeos, sobre todo italianos y francos y un notable incremento comercial impulsado por las Repúblicas marítimas. La ciudad de Jerusalén fue conquistada en el año 1187 por Saladino, fundador de la dinastía ayubí, en aquel momento sultán de Egipto y Siria. La Tercera Cruzada permitió la supervivencia del Reino de Jerusalén, si bien fue confinado a una estrecha franja de tierra próxima a la costa. La dinastía Ayubí fue sustituida por la de los Mamelucos en 1250, quienes con la toma de Acre en 1291 acabaron con el Reino de Jerusalén.
En 1517 la región fue sometida por el Imperio otomano, cuya dominación se prolongó cuatro siglos (hasta 1917), durante los cuales fue parte del vilayato Damasco-Siria, una de las muchas provincias otomanas. Pese a todo, siempre se mantuvo una exigua comunidad judía, que fluctuó considerablemente a través de los siglos. En 1881, respecto a una población total estimada de 470 000 habitantes, vivían en la zona de 20 000 a 25 000 judíos, con una presencia principal en Jerusalén, donde hacia 1884 eran una de las etnias mayoritarias, hasta llegar a ser en 1896 mayoría absoluta.

### Diáspora e inmigración

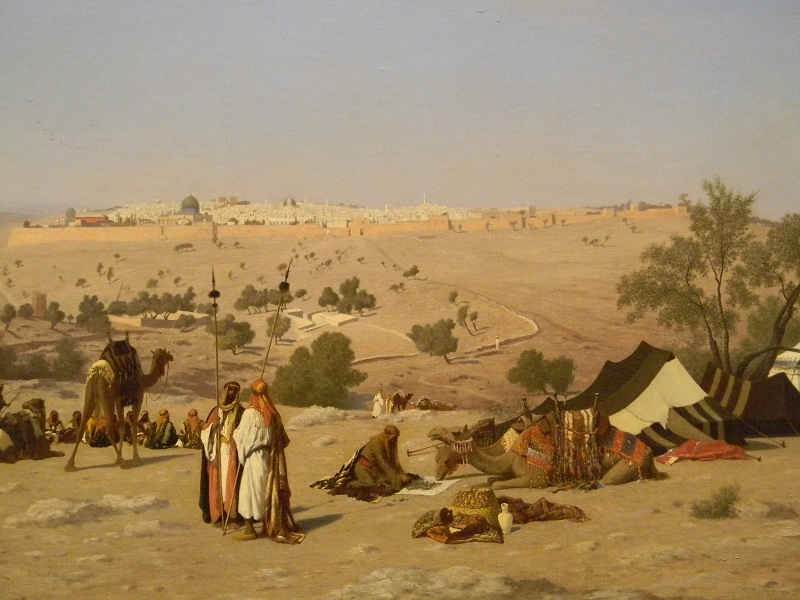
Jerusalén en 1837

Después de diversas sublevaciones, los romanos destruyeron Jerusalén y obligaron a casi la totalidad de los judíos a huir de Palestina, comenzando un largo periodo de exilio conocido como Diáspora. Los judíos de la diáspora anhelaron regresar a Israel durante siglos. Por ejemplo, en 1141 el sefardí Yehuda Halevi realizó un llamamiento a los judíos para regresar a Eretz Israel, encabezando él mismo el regreso a Sion, donde encontró la muerte. Un siglo después, el rabino aragonés Nahmánides emigró a Jerusalén y desde entonces se mantuvo una presencia constante de judíos, especialmente en Jerusalén. El también sefardí Yosef Caro emigró a la gran comunidad judía de Safed en 1535. Oleadas migratorias tuvieron lugar, por ejemplo, en el periodo 1209-1211. Fue también famosa la «aliyá de los rabinos de Francia e Inglaterra» hacia Acre en 1258 y 1266. En 1260 Jehiel de París emigró a Acre junto a su hijo y un numeroso grupo de seguidores. Pequeñas olas migratorias judías tuvieron lugar durante el siglo XVIII, como la de Menachem Mendel de Vitebsk y 300 de sus seguidores, Judah he-Hasid y alrededor de 1000 discípulos y más de 500 discípulos (y sus familias) de Gaón de Vilna conocidos como Perushim. Oleadas de estudiantes rabínicos inmigraron en 1808-1809, asentándose en Tiberíades, Safed y después en Jerusalén.
En 1860, la antigua comunidad judía de Jerusalén comenzó a construir barrios de viviendas fuera de los muros de la Ciudad Vieja. En 1878, se fundó el primer asentamiento agrícola moderno en Petaj Tikva.

### Sionismo yaliyá

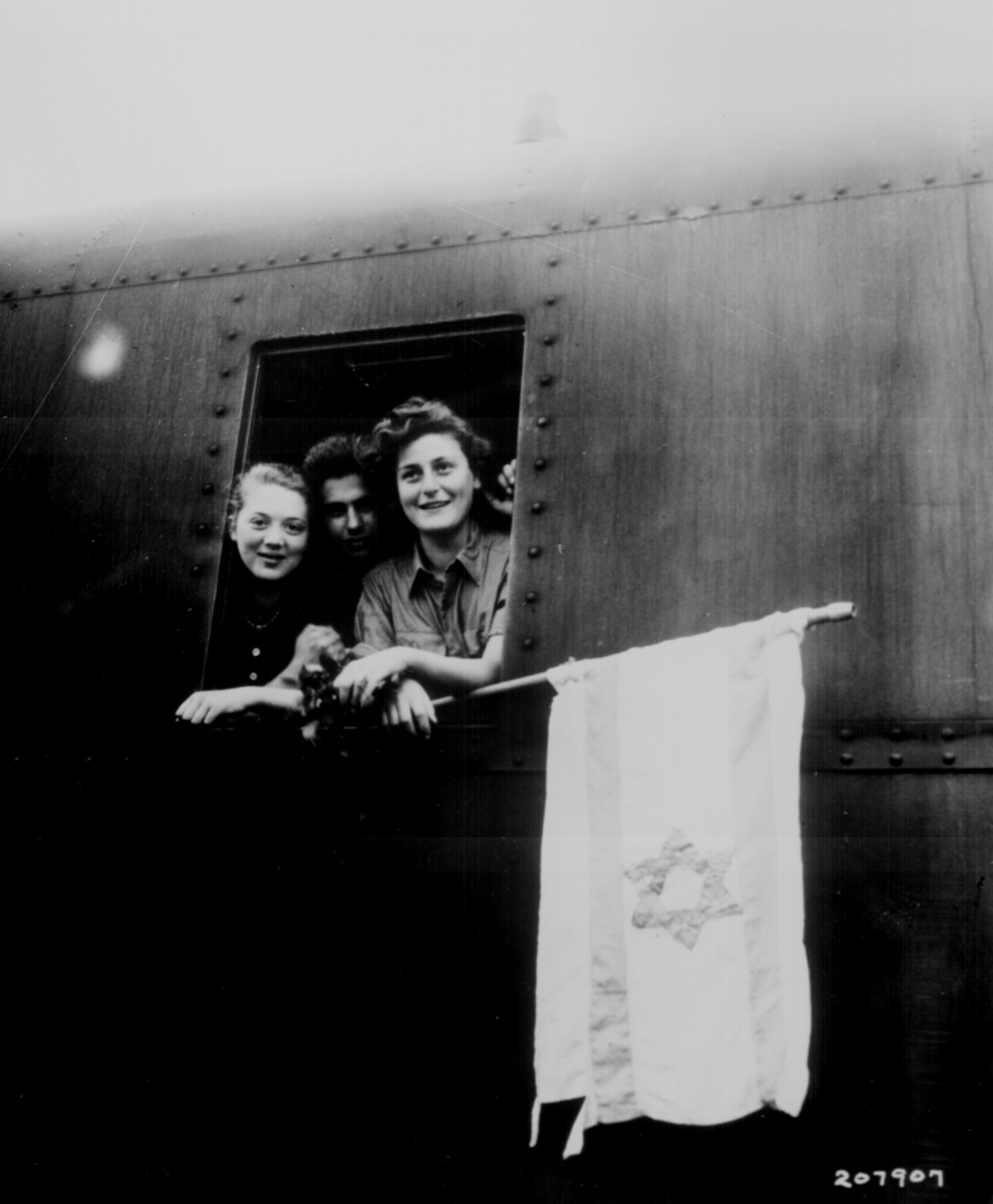
Niños judíos rescatados de los campos de concentración alemanes en 1945 siendo llevados al estado para los judíos en el Mandato Británico de Palestina (actualmente conocido como Estado de Israel).

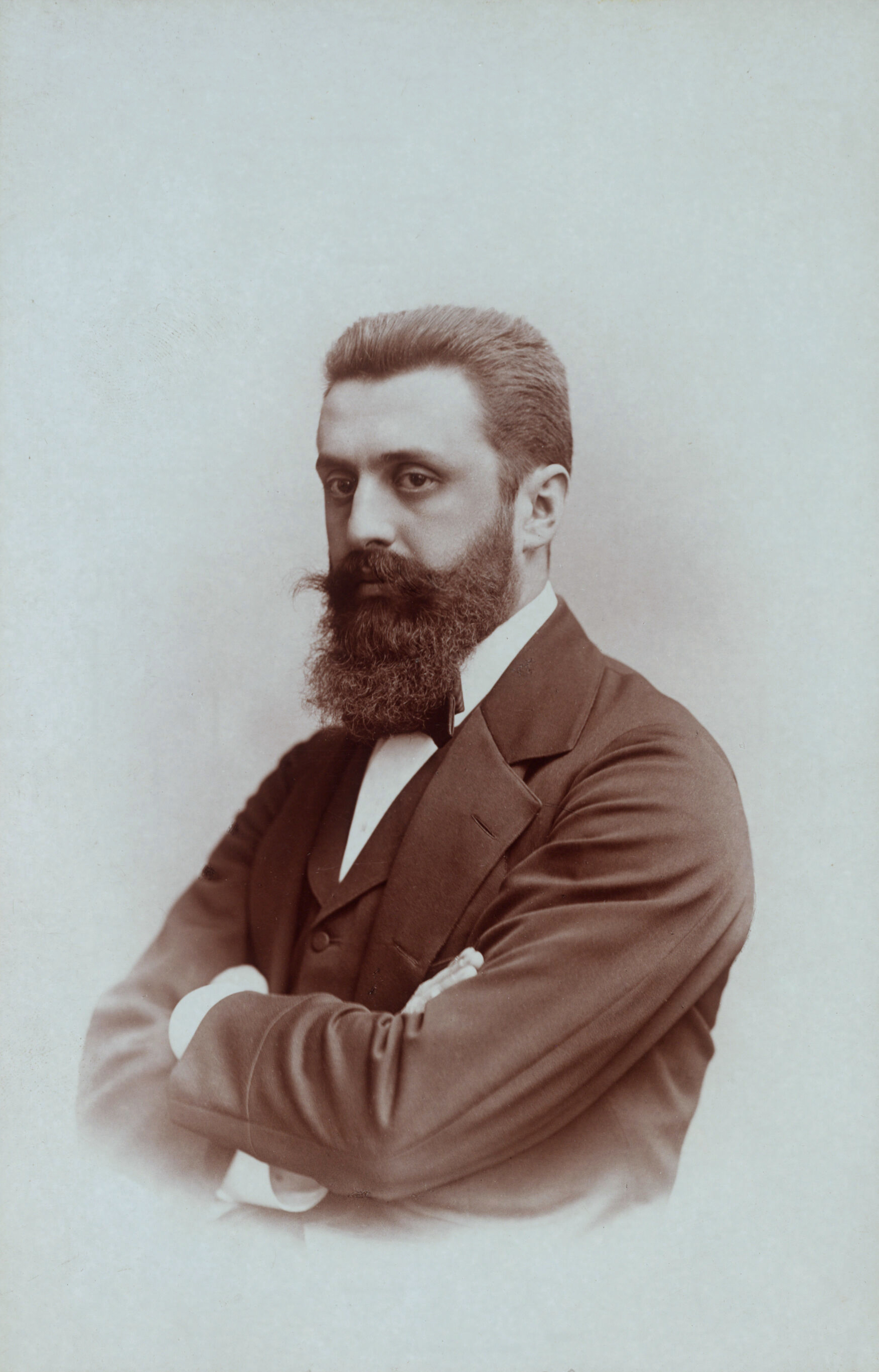
Theodor Herzl, considerado el padre del Estado de Israel.

La primera gran ola de inmigración judía a Palestina, conocida como aliyá, se inició en 1881, como consecuencia de las persecuciones a que eran sometidos los judíos en Europa y las ideas de Moses Hess, un sionista-socialista que abogaba por la redención del territorio considerado como la patria hebrea. Los judíos compraban tierras a las autoridades otomanas y a los terratenientes árabes, surgiendo de esta forma los primeros asentamientos agrícolas. Es en esta época cuando pueden apreciarse las primeras tensiones entre árabes y judíos.
El surgimiento del sionismo, fundado por Theodor Herzl, dio lugar a la segunda Aliyá (1904-1914) en el curso de la cual emigraron a Palestina unos 40 000 judíos. En 1909 un grupo de judíos rusos que llegaron después del fracaso de la revolución de 1905, fundaron Degania, el primer kibutz.
En 1917, el ministro de Asuntos Exteriores británico, Arthur James Balfour, emitió una declaración en donde se promovía la idea del establecimiento de una patria en Palestina para el pueblo judío (la llamada Declaración Balfour). En 1920, Palestina fue adjudicada al Reino Unido para su administración como Mandato de la Sociedad de Naciones.
Después de la Primera Guerra Mundial (1914-1918) se produjeron la tercera (1919-1923) y la cuarta ola (1924-1929) de inmigración judía.
Entre 1916 y 1929, se sucedieron varios ataques por parte de los árabes contra las comunidades judías y cristianas residentes y contra los peregrinos de Tierra Santa. Los más importantes fueron los de 1920 y los de 1929 en Safed y Hebrón (véase Matanza de Hebrón). Ya antes de 1919 los cristianos habían sido acosados por los árabes, furiosos por la venta de terrenos de la parte cristiana de Jerusalén a compradores judíos.
En 1920 los ataques árabes se encontraron con la sorpresiva respuesta, no de los británicos que ignoraron las intenciones de los árabes de atacar a la comunidad judía, sino de los grupos de defensa judíos fundados por, entre otros, Ze'ev Jabotinsky. Fue en ese año cuando nació la Haganá.
Según cierta historiografía judía muchos de los ataques contra los judíos fueron promovidos por Amin al-Husayni. Al-Husayni, antisemita militante y principal líder palestino durante décadas, se convertiría años después en el principal aliado árabe del Tercer Reich.
El avance del nacionalsocialismo en 1933 dio lugar a la Quinta Aliyá. Los judíos de Palestina, que en 1882 suponían el 8 % de la población y que crecieron hasta el 16,9 % en 1931, pasaron a representar el 28,1 % en 1936 y eran propietarios del 6 % del territorio del Mandato británico en 1943. El Holocausto, junto con la negativa de las potencias occidentales de abrir sus fronteras, ocasionó otra ola de inmigrantes a Palestina, elevando su número hasta los 600 000 habitantes judíos.

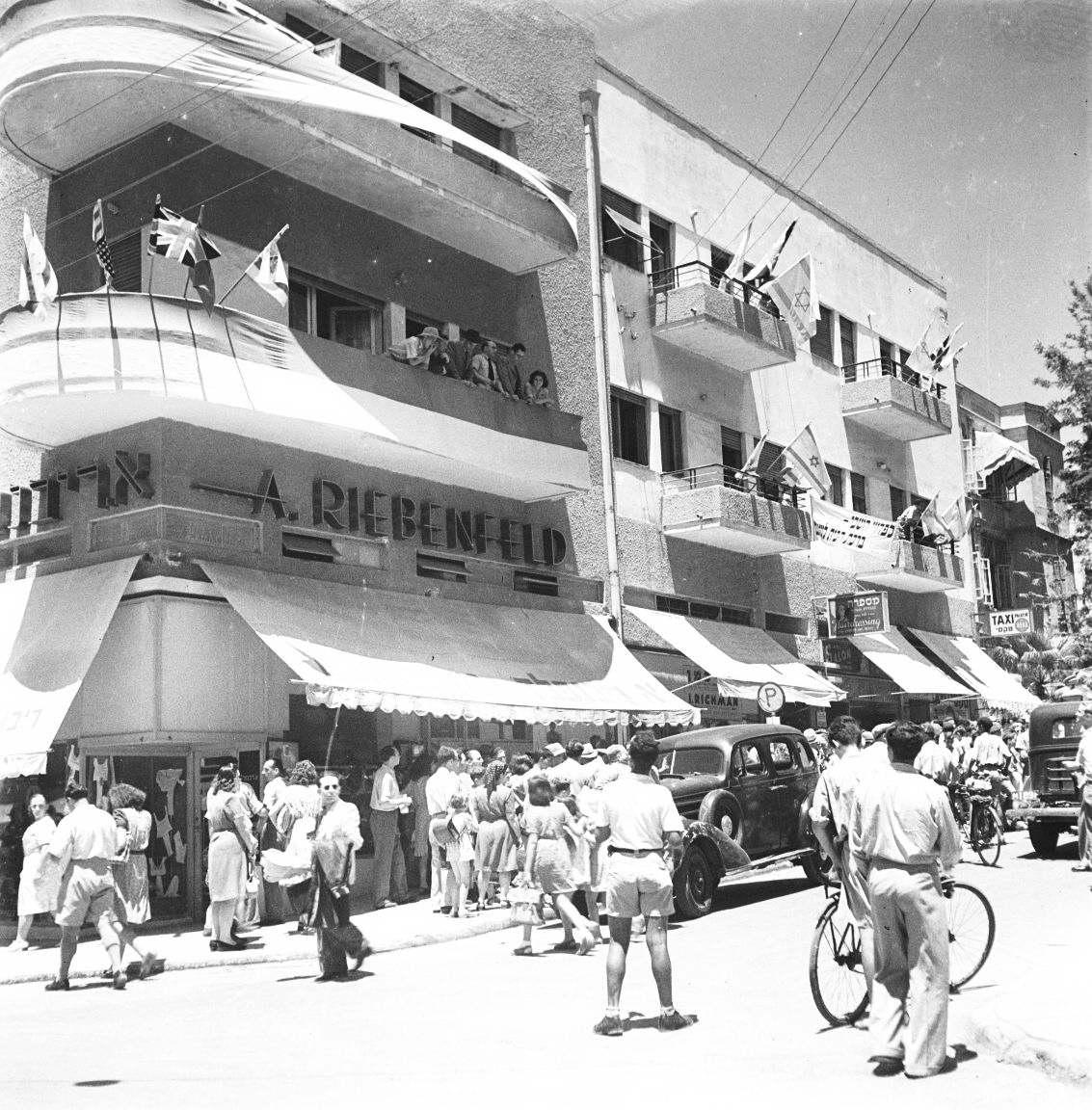
Tel Aviv en 1945

En 1939, los británicos abandonaron el compromiso de favorecer la creación de un Estado judío, así como la de la partición de Palestina, abogando por un único Estado en la región. Además, tomaron medidas para limitar la inmigración judía y restringieron la compra de tierras por parte de los judíos (véase Libro Blanco). Pese a ello, al estallar la Segunda Guerra Mundial en 1939 los líderes sionistas apoyaron decididamente a Gran Bretaña. Los británicos, sin embargo, mantuvieron la prohibición de inmigración judía a Palestina durante toda la Segunda Guerra Mundial (1939-1945). Muchos judíos fueron interceptados y devueltos a la Europa dominada por los nazis, si bien un gran número pudo entrar de forma clandestina en el país.

#### Los refuseniks
Durante la Guerra Fría (1947-1991), los judíos soviéticos fueron considerados con frecuencia como traidores y espías, con ese pretexto se practicó una vez más el antisemitismo oficial por parte de las autoridades soviéticas. Muchos judíos intentaron abandonar la Unión Soviética, pero muy pocos lograban el permiso correspondiente para emigrar. La sola solicitud del visado suponía un grave riesgo, pues conllevaba a menudo la pérdida de sus trabajos, la confiscación de sus bienes e incluso el ostracismo de toda la familia. Con posterioridad a la guerra de 1967, la situación de los judíos a quienes se les rechazaba el visado, conocidos ya como refuseniks, se convirtió en un tema permanente de denuncia por parte de los grupos de derechos humanos occidentales. Algunos de ellos, como Natán Sharanski, fueron confinados en gulags durante varios años.
Con las políticas de glásnost y perestroika, ya en los últimos años de la Unión Soviética y una vez logrado el ansiado derecho de los refuseniks a emigrar, cientos de miles de judíos decidieron abandonar la URSS. Solo entre 1987 y 1991, más de medio millón de judíos salieron de la URSS y Rusia, de los cuales 350 000 se dirigieron a Israel y 150 000 a Estados Unidos.

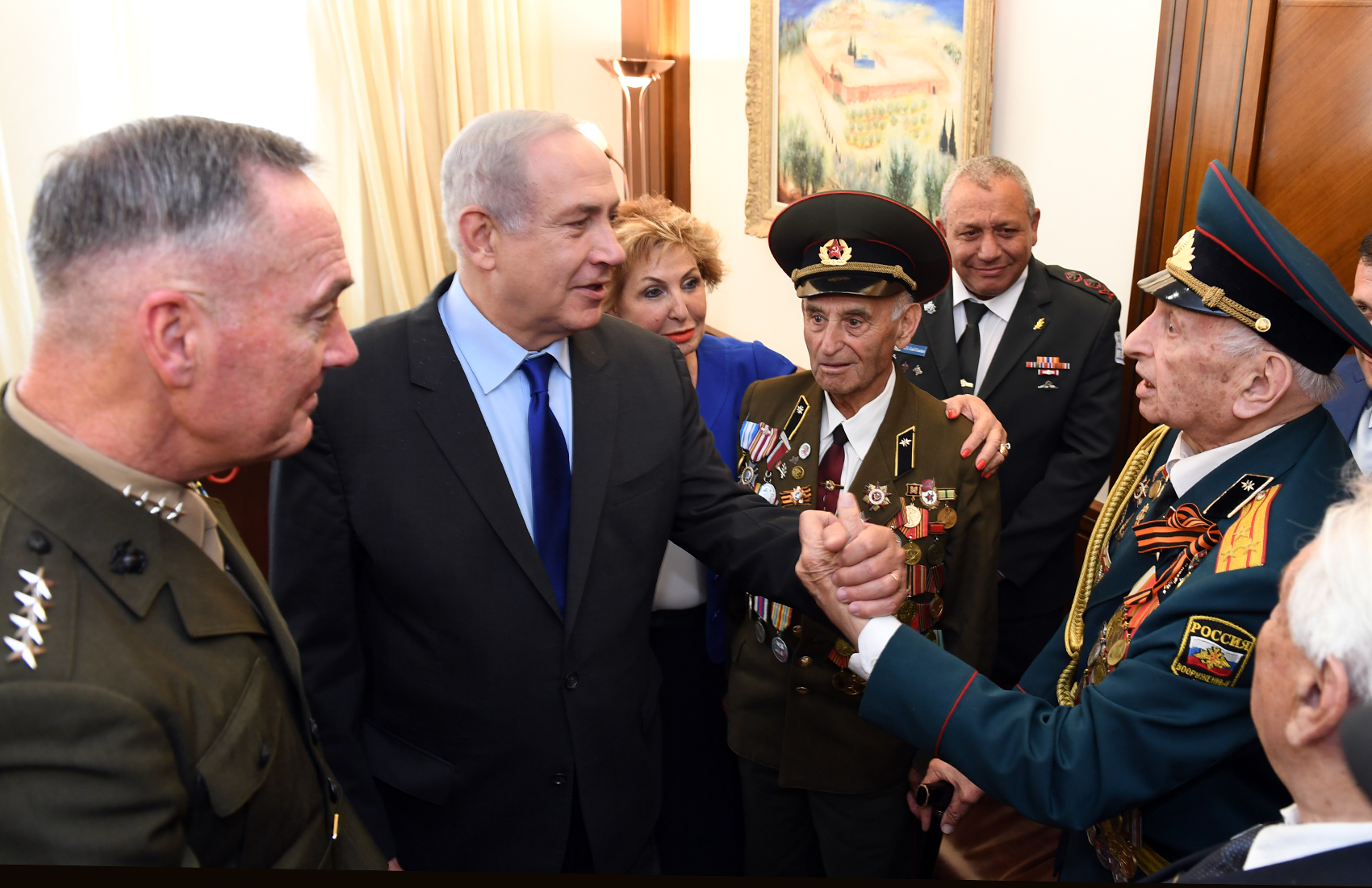
Veteranos judíos del Ejército Rojo

Esta gran oleada migratoria (entre los setecientos mil y el millón de personas para una población total de seis millones de israelíes), que se extendió durante aproximadamente 10 años, influyó notablemente en el equilibrio demográfico y en el desarrollo económico de Israel, generando un salto positivo en el país, también gracias a la cantidad de nuevos inmigrantes con buen nivel académico en todas las ramas de la ciencia y la tecnología.
Hasta el día de hoy, siguen llegando a Israel inmigrantes y descendientes judíos de todo el mundo, a pesar de los últimos conflictos como la Segunda Guerra del Líbano; así, llegaron haciendo aliyá ese mismo año judíos de países como Estados Unidos y Francia gracias a la Ley del retorno.

### Estado de Israel

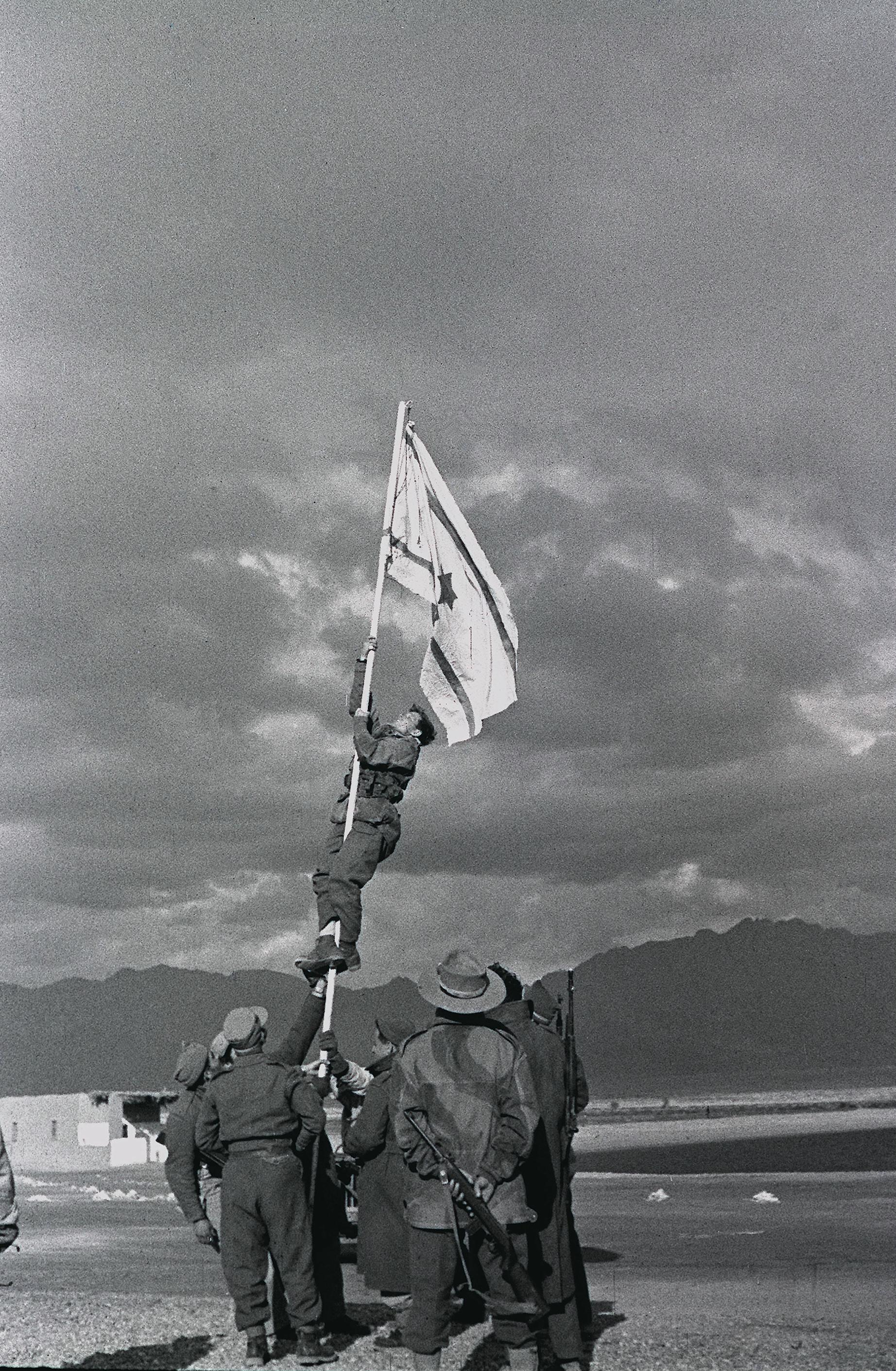
Alzando la bandera de tinta en Umm Rashrash, escena de la guerra árabe-israelí de 1948 que personificó la independencia del Estado de Israel.

En 1947, un año después del atentado al Hotel Rey David perpetrado por el Irgún, una organización paramilitar sionista que operó durante el Mandato británico de Palestina entre 1931 y 1948, y tras los continuos estallidos de violencia por grupos militantes judíos y árabes y ante la imposibilidad de conciliar a ambas poblaciones, el gobierno británico decidió retirarse de Palestina y puso en manos de la ONU la resolución del conflicto. Tras el informe de la comisión Peel, una comisión internacional que evaluó la situación sobre el terreno, la Asamblea General de las Naciones Unidas aprobó el 29 de noviembre de 1947 un plan que dividía a Palestina en dos Estados, dando a los árabes y a los judíos una extensión similar de terreno (el 43,7 %, unos 11 500 km², para el Estado árabe; y el 53,6 %, unos 14 100 km², para el Estado judío, que incluía el desierto del Néguev, el 45 % de la superficie del país), a pesar de que en 1946 los judíos eran el 30 % de la población de Palestina. Un 2,7 % del territorio (700 km²) en torno a las ciudades de Jerusalén y Belén fue considerado corpus separatum y sería administrado por las Naciones Unidas. La ONU no adoptó ninguna disposición para ejecutar el Plan y, apenas dos semanas después, en una reunión pública celebrada el 17 diciembre, la Liga Árabe aprobó otra resolución que rechazaba de forma taxativa la de la ONU y en la que advertía que, para evitar la ejecución del plan de la ONU, emplearía todos los medios a su alcance, incluyendo la intervención armada.
El 14 de mayo de 1948, horas antes de que expirase el Mandato británico sobre Palestina, el Estado de Israel fue proclamado en el territorio otorgado por el plan de las Naciones Unidas, aboliendo como primera medida las leyes antiinmigratorias británicas que impedían desde hacía años la entrada legal de nuevos judíos a Palestina.

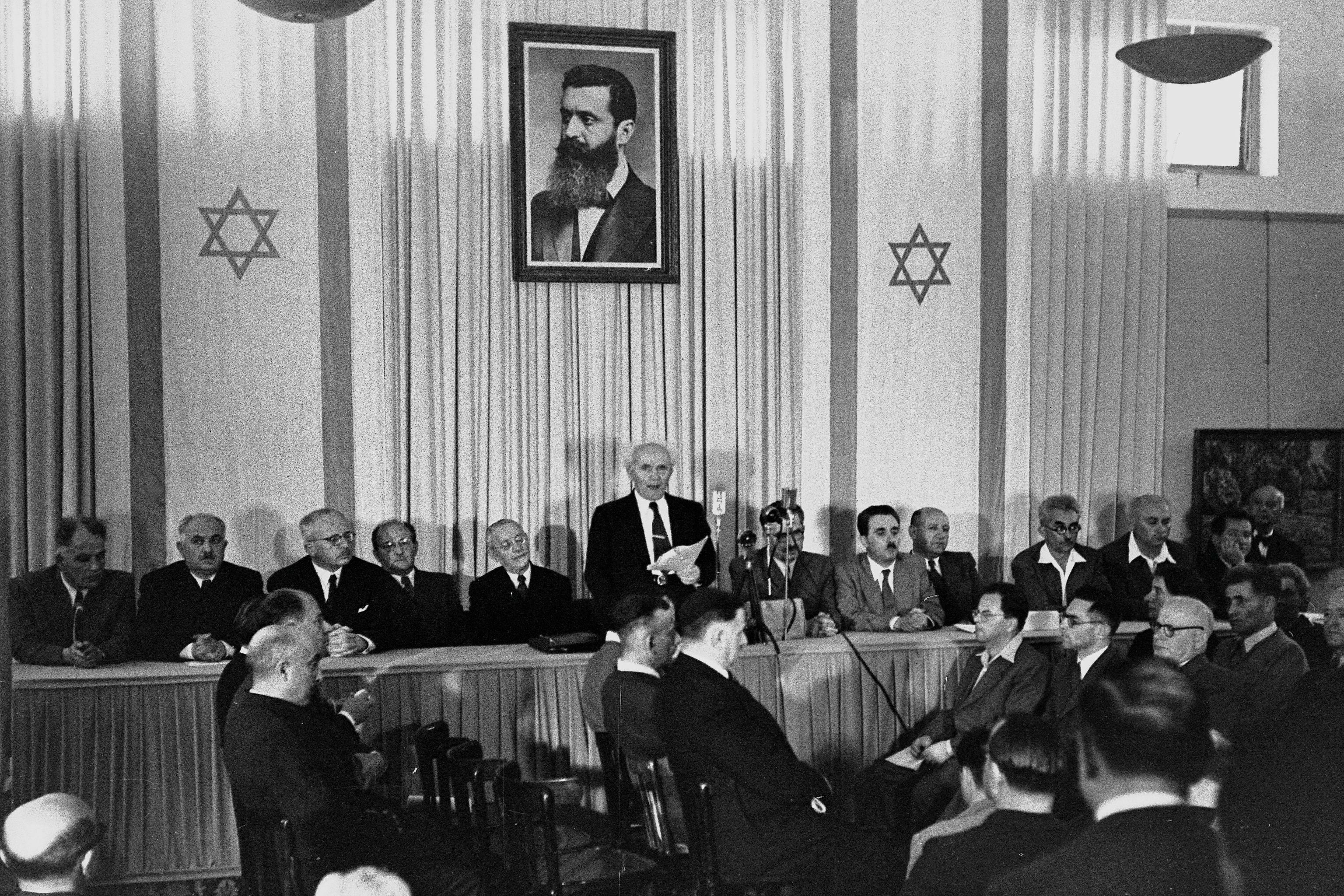
Ben Gurión proclama el Estado de Israel, en un museo de Tel Aviv, bajo el retrato de Theodor Herzl (14 de mayo de 1948).

No hubo ningún intento por parte de la ONU de evitar la intervención armada que había proclamado la Liga Árabe meses atrás y, al día siguiente de la declaración de independencia, los cinco países árabes vecinos declararon la guerra al naciente Estado de Israel y trataron de invadirlo. En la guerra intermitente que tuvo lugar durante los siguientes 15 meses (con varias treguas promovidas por la ONU), Israel conquistó un 26 % de terreno adicional al del antiguo mandato, mientras que Transjordania ocupó las áreas de Judea y Samaria, actualmente conocidas como Cisjordania, y Egipto ocupó el territorio correspondiente a la actual Franja de Gaza.
Al término de la guerra árabe-israelí de 1948, una población árabe estimada por la ONU en unas 711 000 personas se vio privada de sus hogares en las zonas controladas por Israel. Según la terminología de la propia ONU, solo un tercio son técnicamente «refugiados», aquellos que encontraron acogida en los países árabes vecinos; el resto, los que se instalaron en la Franja de Gaza y Cisjordania, son «desplazados» dentro del propio país. Por la otra parte, un número significativo de judíos quedaron en territorio árabe y fueron expulsados, incluidas algunas comunidades judías establecidas en Palestina desde antiguo, entre las que sobresale la de Jerusalén Este.
La inmigración de los supervivientes del Holocausto y la de los refugiados judíos que habitaban en países árabes, en algunos casos desde antes de la arabización e islamización, duplicó la población judía en Israel al año de haberse declarado la independencia del país. Durante la década siguiente aproximadamente 600 000 judíos orientales, una cifra equivalente a la de refugiados palestinos, huyeron o fueron expulsados de territorios árabes, en los que algunas comunidades judías llevaban viviendo desde hacía casi 2000 años, y se refugiaron en Israel (adicionalmente unos 300 000 judíos emigraron a Francia y a Estados Unidos, quedando una ínfima población judía en los países árabes, principalmente en Marruecos y Túnez). En total unos 900 000 judíos se convirtieron en los «otros refugiados» que se menciona en la resolución 242 de la ONU). (véase Éxodo judío de países árabes)

### Guerra del Sinaí de 1956
La guerra del Sinaí se desencadenó a raíz de la nacionalización del canal de Suez y el bloqueo de los estrechos de Tirán, vía de acceso al principal puerto mercantil israelí en el golfo de Aqaba, por parte de Egipto; así como a los ataques de fedayines que sufría Israel. Francia y Reino Unido establecieron una alianza militar secreta con Israel, y los tres países atacaron por sorpresa y de forma coordinada a Egipto, ocupando el canal de Suez, desmantelando por completo el ejército egipcio y aniquilando su fuerza aérea. En solo una semana, Israel conquistó la península del Sinaí al completo, incluyendo zonas estratégicas, como Sharm el-Sheij, que es clave para el acceso al estrecho de Tirán y el golfo de Aqaba, fundamental para liberar la salida al mar desde el puerto israelí de Eilat. Si los objetivos de Israel fueron todo un éxito militar, para Francia y Reino Unido, que consiguieron su objetivo de ocupar el canal de Suez, fue totalmente lo contrario: últimos fracasos de las antiguas potencias colonialistas en declive.
La guerra del Sinaí representó una derrota militar para Egipto, pero una victoria moral y política. La presión diplomática conjunta de los Estados Unidos y de la Unión Soviética, insólitamente de acuerdo frente a la sorpresiva maniobra de Londres y París, que pretendían recuperar el canal de Suez, obligó a Israel a retirarse de la península del Sinaí y de la Franja de Gaza, es decir, tuvo que regresar a la situación prebélica que le había llevado a conquistar 60 000 km² en solo una semana. Tras el alto el fuego decretado por la ONU, Egipto aceptó la fuerza de interposición de la ONU en la frontera (UNEF, una «Fuerza de Emergencia» creada al efecto), para mantener la desmilitarización de la región y evitar los incidentes fronterizos. A Israel le costó renunciar a las enormes conquistas obtenidas en esta guerra relámpago, pero a cambio de la retirada logró que la frontera con Egipto quedase protegida de infiltraciones guerrilleras, gracias al despliegue de la fuerza multinacional, y ganó con ello nueve años de tranquilidad.
Las consecuencias de la guerra de 1956 dejaron a la región en una situación inestable, con una aparente paz fronteriza (aunque los Estados árabes seguían sin reconocer a Israel), pero con un ascenso del nasserismo panárabe que tiene a la causa palestina como elemento movilizador. Siria, alineada con el bloque soviético, comenzó a patrocinar asaltos terroristas en Israel a principios de los años 1960, como parte de su «guerra de liberación», con el propósito de desviar la atención de la oposición doméstica a la dictadura baazista.

### Acueducto Nacional

El río Jordán sirve de frontera entre Israel y Jordania en algunos tramos.

En septiembre y octubre de 1953, cuando Israel empezó a desviar las aguas del río Jordán, se produjeron graves tensiones. En 1964, Israel comenzó a hacer operativo el desvío, extrayendo agua del río Jordán para su Acueducto Nacional. Del 13 al 17 de enero, tiene lugar la cumbre árabe en El Cairo, donde los dirigentes árabes afirman su oposición al desvío de las aguas del río Jordán por parte de Israel Al año siguiente, los Estados árabes iniciaron la construcción del Plan de Desvío de Agua de Cabecera. Al terminar, desviaría el agua del Dan Banias para que ni entrase a Israel ni al Lago Tiberíades, sino que fluyese a un muro de contención ubicado en Mukhaiba para Jordania y Siria. También desviaría el agua del río Hasbani al río Litani, en Líbano. El desvío habría reducido la capacidad del transporte de agua hacia Israel en aproximadamente un 35 %. A pesar del desvío, todavía en 1990 la disponibilidad de agua per cápita en Israel era de 470 metros cúbicos, mientras que en la vecina Jordania era de 260 metros cúbicos un 45 % menos que en el caso israelí. Las Fuerzas de Defensa de Israel (FDI) atacaron el proyecto en Siria en marzo, mayo y agosto de 1965.
El 14 de diciembre de 1993, 155 Estados aprobaron, en las Naciones Unidas, la Declaración de Principios firmada por israelíes y palestinos, el acuerdo de paz entre Israel y Jordania y concedieron total apoyo a los logros del proceso de paz.
Para la ONU, la escasez de agua en la región, caracterizada por un clima árido y semiárido, es considerada cada vez más un tema crucial para el bienestar de sus países y pueblos. Los Territorios Palestinos Ocupados, especialmente las zonas elevadas de Cisjordania, poseen una abundancia de recursos hídricos renovables en comparación con el resto de Oriente Medio.

### Guerra de los Seis Días

Territorio de Israel:
Antes de la guerra de los Seis Días
Después de la guerra La península del Sinaí fue devuelta a Egipto en 1982.

La guerra de los Seis Días fue un conflicto armado que tuvo lugar en Oriente Próximo en 1967. Advertido por la retirada de los cascos azules de la frontera del Sinaí, el bloqueo de los estrechos de Tirán y los movimientos de tropas de Egipto, Siria y Jordania al otro lado de la frontera, junto a la concentración de unidades iraquíes y kuwaitíes y de otros países árabes, Israel decidió pasar a la ofensiva para conjurar lo que suponía una inminente agresión y atacó a Egipto. Pese a que los medios de comunicación árabes prometían la destrucción y aniquilación de toda la población israelí, devolviendo al primer plano los recuerdos de la shoá, otras fuentes pusieron en duda, con posterioridad, que los árabes fuesen realmente a atacar Israel.
Durante el conflicto, Israel conquistó la egipcia península del Sinaí hasta el canal de Suez, iniciando con posterioridad un plan de colonización de la península. 
También durante la guerra de 1967 Israel conquistó los territorios de Cisjordania con Jerusalén Este, entonces bajo administración jordana, así como ocupó los Altos del Golán, en territorio sirio. En octubre de 1973, durante la guerra de Yom Kipur, las tropas sirias atacaron las posiciones israelíes en los Altos del Golán, mientras que Egipto luchaba a lo largo del canal de Suez. Tras las primeras conquistas sirias, Israel expulsó a los sirios de los Altos del Golán y avanzó hasta llegar a 32 kilómetros de Damasco. Tras el acuerdo de cese de fuego firmado entre Siria e Israel en mayo de 1974, se estableció una zona desmilitarizada entre las posiciones sirias e israelíes. Israel incorporó los Altos del Golán a su sistema administrativo en 1981, en el Distrito Norte, si bien formalmente no los ha anexionado.
Dada la alta densidad de población árabe de todos estos territorios, Israel nunca propició la anexión de los mismos (salvo Jerusalén Este), manteniendo su presencia militar hasta el presente.[cita requerida]

### Guerra de Yom Kipur
El día de Yom Kipur de 1973 (6 de octubre), Siria y Egipto invadieron militarmente las zonas ocupadas por Israel; Siria entró en la zona del Golam, y Egipto recuperó durante unos días la ribera este del canal de Sinai. En tanto las tropas israelíes, recuperadas de la sorpresa inicial, cruzaron el canal, deteniéndose a 101 kilómetros de la capital de Egipto, El Cairo. El 25 de octubre se acordó un alto al fuego definitivo. Tras esta acción relámpago, Egipto fue el único (además de Jordania) país árabe que firmó la paz con Israel, formalizada en los acuerdos de paz de Camp David, que tuvo como más señalado resultado la devolución de la península del Sinaí (exceptuando la Franja de Gaza), el reconocimiento del Estado de Israel por parte de Egipto, y el establecimiento de relaciones diplomáticas por primera vez entre Israel y uno de sus 4 países limítrofes, incluyendo el intercambio de embajadores.

### Guerra y ocupación del sur del Líbano
Por último, Israel ha mantenido bajo ocupación militar durante cerca de veinte años una franja de terreno en el sur del Líbano, la denominada por Israel «zona de seguridad», debido a los continuos ataques que desde el sur de Líbano se producían contra las ciudades del norte de Israel por parte de los grupos armados palestinos. Ya en 1978 el Tsahal efectuó la llamada Operación Litani, con el fin de liquidar las bases palestinas desde las que se llevaban a cabo infiltraciones guerrilleras contra Israel.

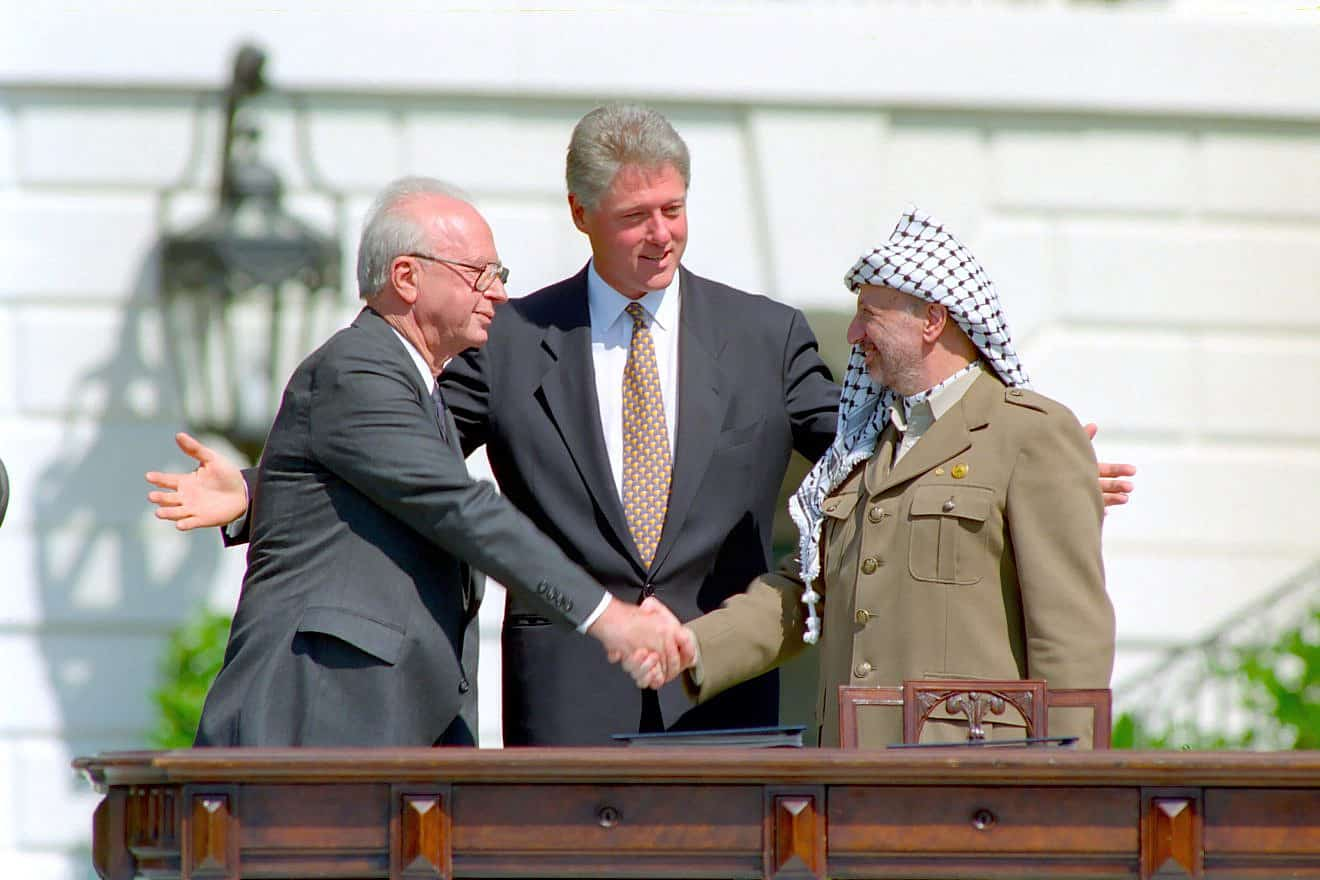
Isaac Rabin y Yasir Arafat se estrechan la mano tras la firma de los Acuerdos de Oslo en 1993, con Bill Clinton en el centro.

La invasión israelí del Líbano, iniciada el 6 de junio de 1982 tras el asesinato del embajador israelí en Reino Unido, Shlomo Argov, a manos del grupo de Abu Nidal, provocó la huida de la OLP a Túnez, ocupando su vacío el grupo armado Hezbolá, apoyado por Siria e Irán. Israel se retiró unilateralmente de esta zona el 24 de mayo de 2000, acatando la resolución 425 del Consejo de Seguridad de la ONU de 1978, debido a la promesa electoral del primer ministro Ehud Barak de buscar una paz de compromiso tanto con Siria como con Líbano, propuesta de paz que posteriormente fue rechazada por el régimen sirio, que mantuvo su presencia en el Líbano hasta 2005 y su respaldo militar a Hezbolá.
En julio de 2006, tras la muerte de ocho soldados israelíes en una emboscada en la frontera y el secuestro de otros dos por parte de milicianos de Hezbolá, Israel lo consideró un «acto de guerra» y se desencadenó la guerra del Líbano de 2006.

### Estatus de Jerusalén
Como parte del plan para la partición de Palestina, La resolución 181 de la Asamblea General de las Naciones Unidas, del 29 de noviembre de 1947 estableció que «La ciudad de Jerusalén se establecerá como un "corpus separatum" bajo un régimen internacional especial y será administrada por las Naciones Unidas». No obstante, la guerra que inmediatamente después de la Declaración de Independencia desencadenaron los países árabes contra Israel (la guerra árabe-israelí de 1948) hizo inaplicable dicha resolución.
Tras el armisticio acordado en julio de 1949, la ciudad de Jerusalén, que debía ser internacional, quedó dividida en dos; la parte oriental, que incluía la Ciudad Vieja, se unió formalmente a Jordania; y la parte occidental quedó dentro del Estado de Israel, que la proclamó como su capital en 1950.

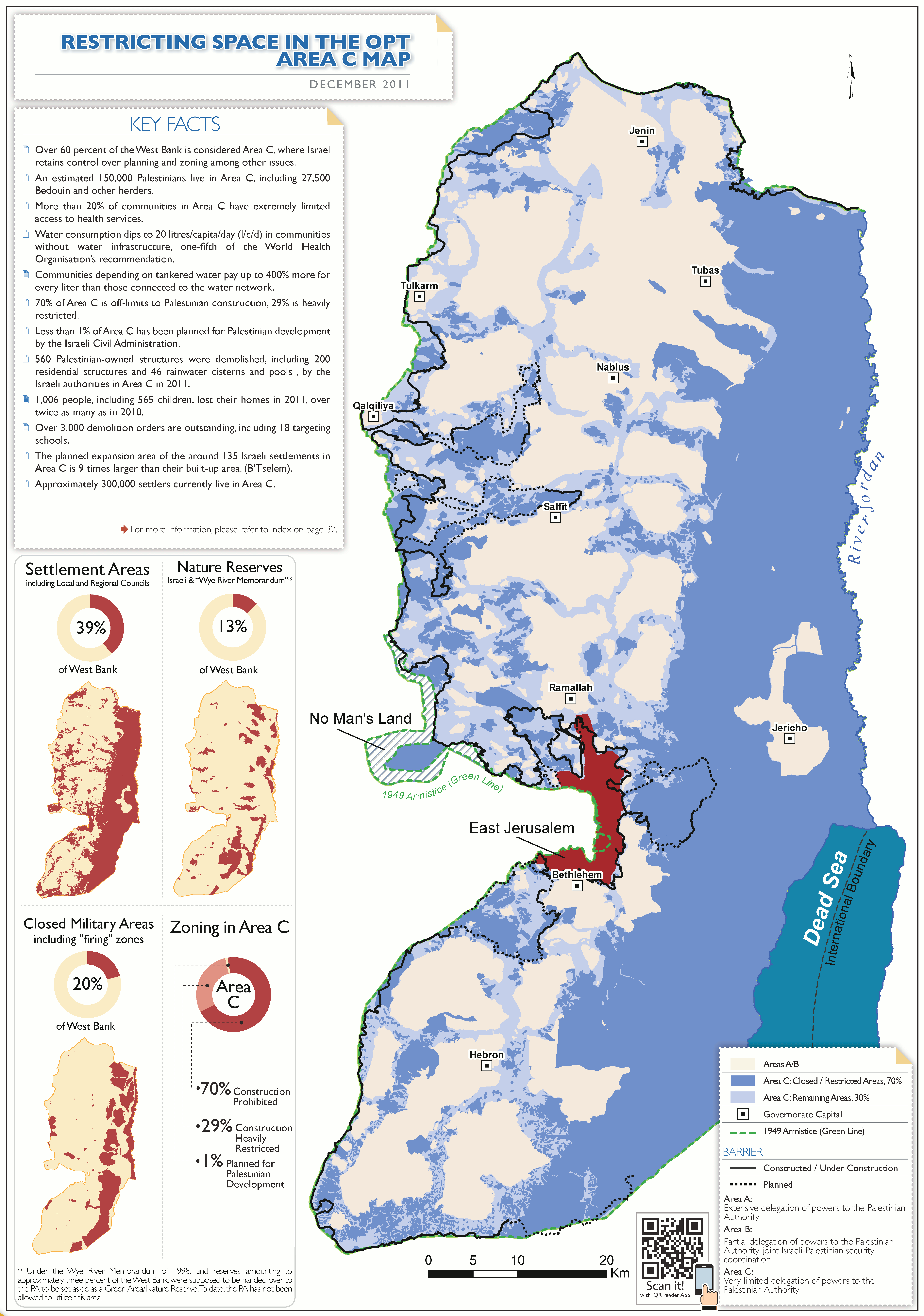
Jerusalén Este y Cisjordania.

En la guerra de los Seis Días de 1967, Israel conquistó también la parte oriental de la ciudad, la llamada Jerusalén Este. Inmediatamente la segregó de Cisjordania y la anexionó de facto al resto del municipio. En julio de 1980, mediante la Ley de Jerusalén, Israel reunió en su legislación nacional ambas partes en un solo municipio, proclamándola como su «capital eterna e indivisible».
Solo un mes después, como medida de castigo por la anexión, la ONU aconsejó a sus Estados miembros que trasladasen sus embajadas a la ciudad de Tel Aviv. Desde entonces, en esta ciudad se localizan las sedes diplomáticas de aquellos países que sostienen relaciones con Israel y organismos internacionales, esto debido a que la soberanía sobre Jerusalén Este se encuentra disputada y la comunidad internacional prefiere esperar a que el estatus oficial se resuelva mediante las negociaciones con sus vecinos. Los últimos en adoptar esa medida fueron Estados Unidos en 2017 y Brasil en 2019. No obstante, Paraguay y Bolivia mantienen las suyas en Jerusalén Occidental. Por su parte, Estados Unidos aprobó una ley en 1995 que declaraba que «Jerusalén debe ser reconocida como la capital del Estado de Israel» y, de acuerdo con dicha ley ("Ley sobre autorizaciones sobre relaciones exteriores, año fiscal 2003", HR 1646), que no puede interpretarse como una orden sino como una sugerencia, fue rechazada por la Casa Blanca por interferir indebidamente con la autoridad constitucional del presidente de Estados Unidos, único autorizado para manejar las relaciones exteriores de Estados Unidos. En mayo de 2018, gracias a una orden del presidente Donald Trump, la embajada de EE. UU. fue trasladada a Jerusalén.

### Conflictos en la Franja de Gaza
Durante el año 2008 y el principio de 2009 se llevaron a cabo numerosos ataques con cohetes contra territorio de Israel por parte de Hamás, lanzados desde la Franja de Gaza, que provocaron 14 víctimas mortales, 11 de ellos militares y unos 300 heridos. El ejército israelí respondió bombardeando el territorio palestino, provocando la muerte de más de 1300 palestinos y más de 5000 heridos, la gran mayoría civiles, además de ocasionar la destrucción de numerosos edificios e infraestructuras. El episodio es conocido como Conflicto de la Franja de Gaza de 2008-2009.
Aparte de otros episodios con menor número de víctimas, como la llamada Operación Pilar Defensivo (2012), en el año 2014, y también como respuesta a los ataques de Hamás, que provocaron la muerte de más de 70 israelíes (la gran mayoría soldados), y más de 1000 heridos, se produjeron numerosos bombardeos de las fuerzas armadas israelíes en Gaza, donde perdieron la vida más de 2300 palestinos (la mayoría civiles) y más de 10000 heridos, quedando destruidas miles de viviendas y numerosas infraestructuras. El episodio es conocido como Conflicto entre la Franja de Gaza e Israel de 2014.

## Gobierno y política

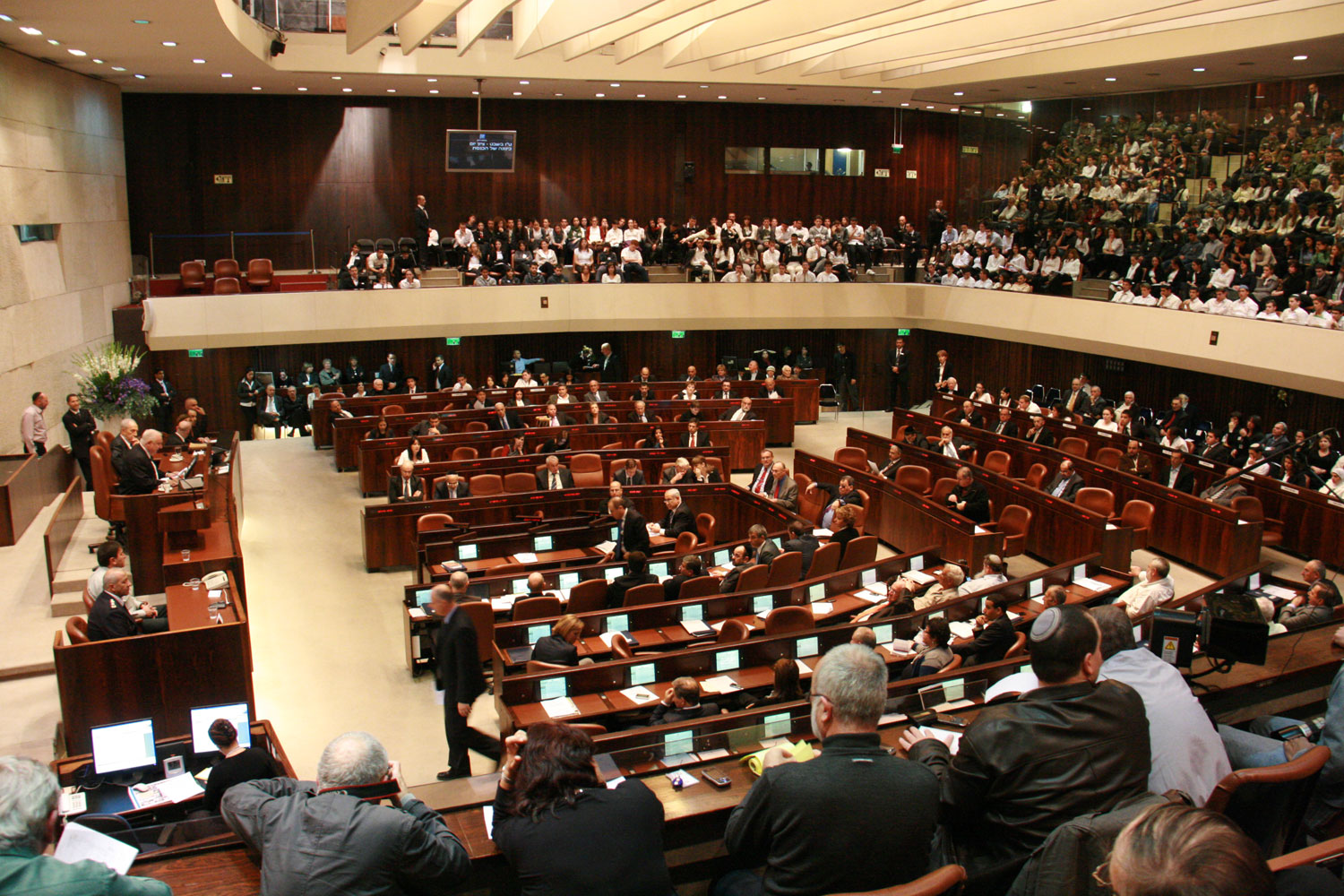
La Knéset, Parlamento de Israel.

Israel es una democracia parlamentaria con un sistema pluripartidista y separación de poderes con sufragio universal. De acuerdo a la Ley del Estado-nación, Israel se describe a sí mismo como un país de soberanía judía. El sistema político israelí está formado por el poder legislativo, el poder ejecutivo y el judicial. Sus instituciones más importantes son el presidente, que se desempeña como jefe de Estado, la Knéset (el parlamento unicameral del país), el primer ministro y su Gabinete, que forman el gobierno, y el sistema judicial, cuyo más alto tribunal es la Corte Suprema y su independencia está garantizada por ley.
Israel está gobernado por 120 miembros parlamentarios, conocido como el Knéset. La Knéset se basa en la representación proporcional de los partidos políticos.
Las elecciones parlamentarias se celebran cada cuatro años, pero la Knéset puede disolver el gobierno en cualquier momento por una moción de confianza. Las Leyes fundamentales de Israel funcionan con una constitución no escrita. En 2003, la Knéset comenzó a redactar una constitución oficial sobre la base de estas leyes.

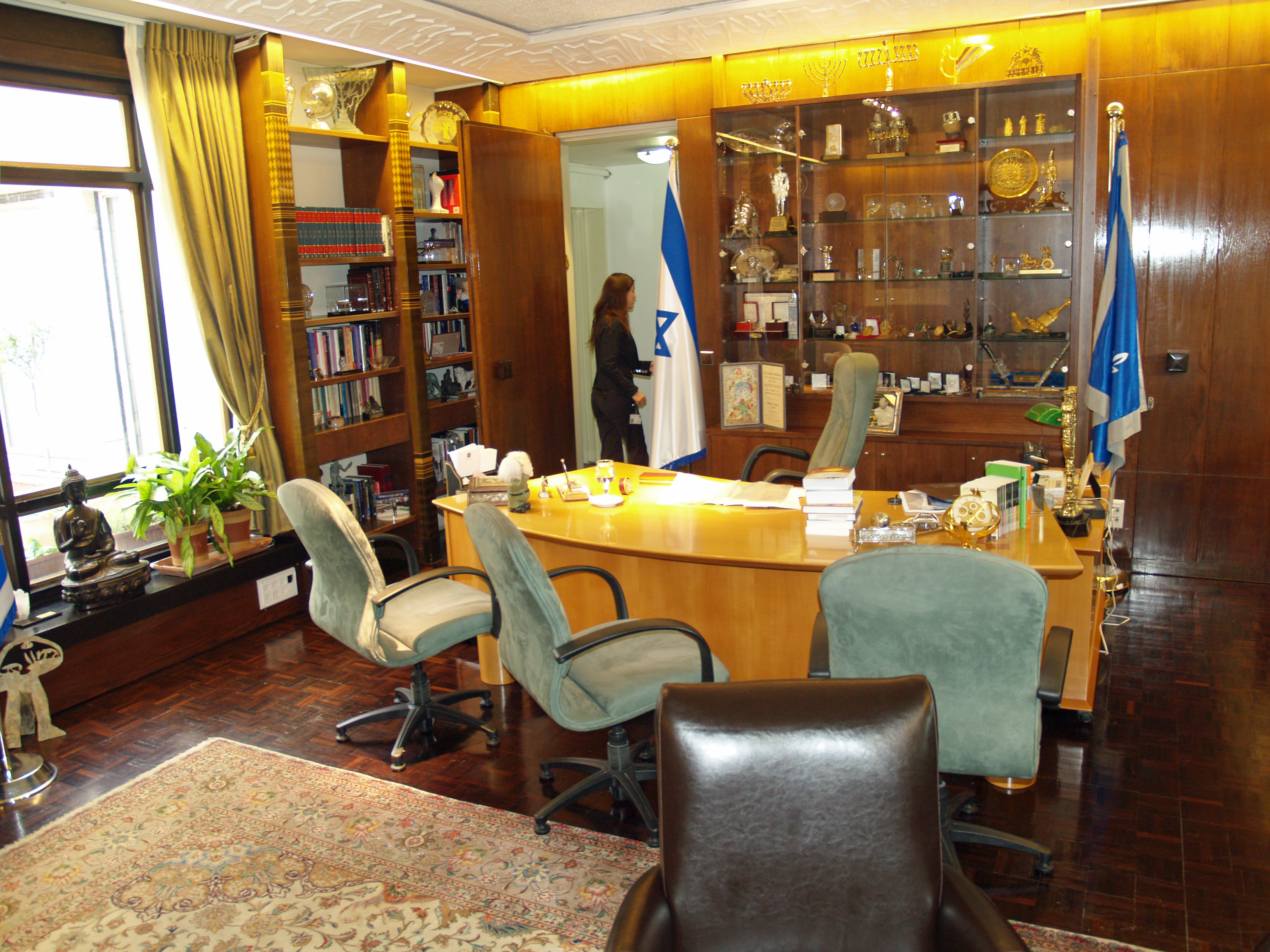
Despacho del presidente de Israel (2007).

El Sistema Judicial de Israel consiste de un sistema de tres niveles. El nivel más bajo son los tribunales de magistrados, situado en la mayoría de las ciudades de todo el país. Por encima de ellos están los tribunales de distrito, que actúan como tribunales de apelación y tribunales de primera instancia, que están situados en cinco de los seis Distritos de Israel. El tercer y más alto nivel el Tribunal Supremo de Israel, asentado en Jerusalén. Cumple un doble papel como corte suprema de justicia y como Tribunal Superior de Justicia. En este último papel, la Corte Suprema dicta normas como un tribunal de primera instancia, que permite que las personas, tanto ciudadanos como no ciudadanos, presentar una petición contra las decisiones de las autoridades estatales. El ordenamiento jurídico de Israel combina el derecho anglosajón, el derecho civil y las leyes religiosas judías (Halajá). Se basa en el principio de stare decisis (precedente) y es un sistema acusatorio, donde las partes en el pleito deben presentar pruebas ante el tribunal. En el tribunal los casos son decididos por jueces profesionales en lugar de jurados. El matrimonio y el divorcio están bajo la jurisdicción de los tribunales religiosos: judíos, musulmanes, drusos y cristianos. La elección de los magistrados es llevado a cabo por un comité de miembros de la Knéset, magistrados de la Corte Suprema, y miembros de la Asociación de Abogados de Israel.
Israel es considerado un país «libre» de acuerdo con la evaluación que efectúa Freedom House, una organización financiada por el Departamento de Estado de los Estados Unidos. El nivel de libertades civiles permite la crítica abierta en temas de Estado por parte de grupos tales como B'Tselem, una organización de intelectuales israelíes de derechos humanos muy crítica con las actuaciones del gobierno en Gaza y Cisjordania, además de otros grupos antisionistas o antiisraelíes que operan legalmente en Israel.[cita requerida]
Según Transparencia Internacional, en el índice de Percepción de Corrupción del año 2010 Israel, con 61 puntos, ocupa el puesto número 30 del ranking entre 178 países (en el cual 1 es el menos corrupto y 178 el de mayor índice de percepción de corrupción). El índice de corrupción se mantuvo en 61 puntos en 2013 (0 = percepción de altos niveles de corrupción y 100 = percepción de muy bajos niveles de corrupción).

### Relaciones exteriores

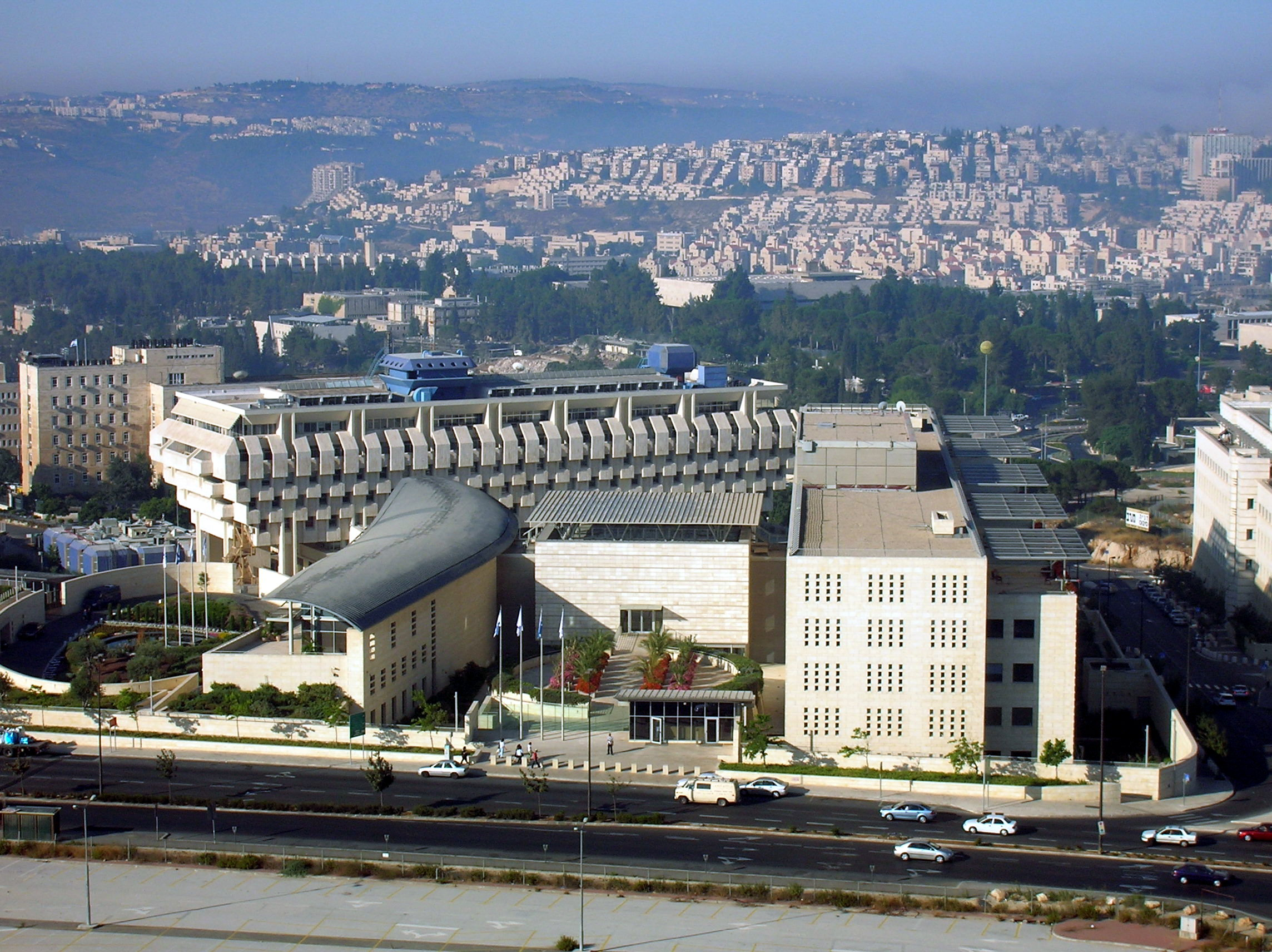
Sede del Ministerio de Relaciones Exteriores en Jerusalén.

En 2007, Israel mantenía relaciones diplomáticas con 161 países y disponía de 94 misiones diplomáticas en todo el mundo. Tres miembros de la Liga Árabe han normalizado las relaciones con Israel: Egipto y Jordania, que firmaron tratados de paz en 1979 y 1994 respectivamente y Mauritania, que optó por completas relaciones diplomáticas con Israel en 1999. Desde 2003 las relaciones con Marruecos se mantienen en constante aumento y el ministro de Asuntos Exteriores de Israel ha visitado el país. En virtud de la legislación israelí, el Líbano, Siria, Arabia Saudita, Irak y Yemen son países enemigos y los ciudadanos israelíes no podrán visitarlos sin permiso del Ministerio del Interior. Desde 1995 Israel es miembro de Diálogo Mediterráneo, que fomenta la cooperación entre siete países de la cuenca del Mediterráneo y los miembros de la Organización del Tratado del Atlántico Norte.
España reconoció al Estado de Israel el diecisiete de enero de 1986 por decisión del Consejo de ministros presidido por Felipe González, mientras que al mismo tiempo, en La Haya, capital de la Presidencia de turno de la Unión Europea, los representantes de ambos gobiernos firman el acta del establecimiento de las relaciones.
Entre los más íntimos aliados de Israel se encuentran Estados Unidos, Alemania, Reino Unido e India. Estados Unidos fue el primer país en reconocer al Estado de Israel, seguido por la Unión Soviética. Se puede considerar a Israel como su principal aliado en Asia Sudoccidental, sobre la base de políticas compartidas y los valores religiosos. A pesar de no establecer plenas relaciones diplomáticas entre Turquía e Israel hasta 1991, Turquía ha cooperado con el Estado desde que confirmó el reconocimiento de Israel en 1949. Sin embargo, los lazos de Turquía con otras naciones de mayoría musulmana de la región han dado lugar en ocasiones a la presión de los Estados árabes para que modere su relación con Israel. Fuertes vínculos entre Alemania e Israel incluyen la cooperación científica y educativa y ambos Estados mantienen sólidos vínculos en los sectores económico y militar. India estableció plenos lazos diplomáticos con Israel en 1992 y ha fomentado sólidos vínculos con el país tanto en el sector militar como en el cultural desde entonces. El Reino Unido, que ha mantenido relaciones diplomáticas plenas con Israel desde su formación, ha realizado dos visitas del jefe de Estado en 2007. Las relaciones entre los dos países se consolidaron durante el gobierno del ex primer ministro Tony Blair debido a sus esfuerzos por encontrar una resolución a los dos Estados. El Reino Unido es visto como una relación «natural» con Israel a cuenta del mandato británico de Palestina. Irán tenía relaciones diplomáticas con Israel bajo el gobierno de la dinastía Pahlevi, pero retiró su reconocimiento de Israel durante la Revolución iraní.

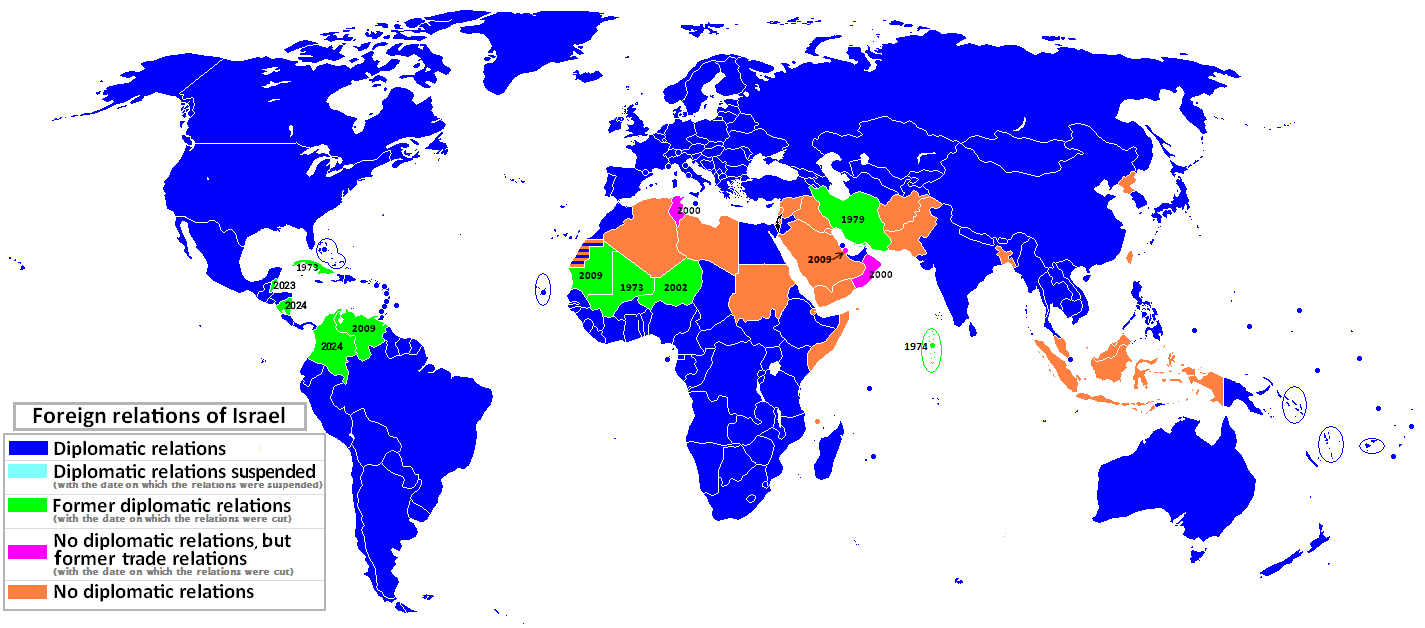
Relaciones diplomáticas
Relaciones diplomáticas suspendidas
Relaciones diplomáticas en el pasado
Sin relaciones diplomáticas, pero con relaciones comerciales en el pasado
Sin relaciones diplomáticas

En América Latina, Colombia es un importante socio comercial de Israel. El Estado de Israel también ha asesorado al gobierno colombiano mediante espías para el asesinato selectivo a miles de personas de partidos de izquierda, como es el caso de la Unión Patriótica. Panamá, desde la fundación de Israel, ha sido un fuerte aliado, llegando a votar en contra de la admisión del Estado palestino como miembro observador de Naciones Unidas en 2012; asimismo, el expresidente panameño Ricardo Martinelli llegó a afirmar en una visita de Estado a Israel en 2010 que «Israel es el guardián de Jerusalén», además de que Panamá fue el primer país americano en tener un presidente judío: Eric Arturo Delvalle. Ecuador fue el tercer país en el seno de las Naciones Unidas que reconoció a Israel y el primero de América Latina en comprar aviones de combate IAI Kfir, así desde 2021 Israel se ha convertido en uno de los aliados en defensa, seguridad nacional y tecnología más importante de Ecuador, existen comunidades judías en Quito y Guayaquil. Por el contrario, tanto Venezuela como Bolivia rompieron relaciones diplomáticas con Israel en 2009, a raíz del conflicto de la Franja de Gaza de 2008-2009.
En el caso de la India, Israel mantiene relaciones diplomáticas con dicho país desde 1991. Antes de esa fecha la India tenía una posición más proárabe y prosoviética, votando incluso en contra de la fundación de Israel en la Asamblea General de las Naciones Unidas en 1948, argumentando que se oponía a la creación de países basados en la religión (como el caso de su oposición a la fundación del Pakistán islámico y el Jalistán sij); sin embargo, es posible que dicho distanciamiento se debiera más a motivos geopolíticos. En todo caso, una serie de factores provocaron el acercamiento de India con Israel a partir de 1991, entre ellos la disolución de la Unión Soviética (que tenía fuertes vínculos con la India), la declaración de la Organización de la Conferencia Islámica de que Cachemira era legítimamente territorio de Pakistán en 1986, y las críticas de dicha organización contra India en materia de derechos humanos de los musulmanes en el 2001, lo que distanció a la India del mundo islámico. La llegada al poder del Likud en Israel, con Ariel Sharón al frente, y el Bharatiya Janata en India, liderado por Atal Bihari Vajpayee, tuvo también su influencia, ya que tanto el Likud como el BJP son partidos conservadores, ligados a grupos nacionalistas religiosos de judíos e hindúes respectivamente y que promueven una política de mano dura contra el terrorismo islámico.[cita requerida]
La visita del primer ministro Ariel Sharón a la India en 2003 fue empañada por airadas protestas contra Sharón protagonizadas principalmente por musulmanes en el país, donde se le acusaba de genocidio y crímenes de guerra en pancartas. Jaswant Singh fue el primer canciller de la India en visitar Israel en el año 2000. Aunque las relaciones diplomáticas entre Israel y la India permanecieron normales aún con el cambio de gobierno al centroizquierdista Congreso Nacional Indio, los musulmanes de India siguen siendo mayoritariamente propalestinos.
En 2010, el reconocimiento oficial de los territorios palestinos como Estado independiente realizado por cuatro naciones sudamericanas (Argentina, Brasil, Bolivia y Uruguay) provocó airadas críticas por parte del gobierno israelí.
Los diversos ataques llevados a cabo por Israel contra objetivos civiles durante la Guerra de Gaza le han causado un creciente aislamiento internacional. Bolivia rompió todos los lazos diplomáticos con Israel el 31 de octubre y, horas más tarde, Chile y Colombia llamaron a consultas a sus embajadores. Jordania hizo lo propio el 1 de noviembre, Baréin el 2 de noviembre, Honduras el 3 de noviembre, Turquía el 4 de noviembre, Chad el 5 de noviembre, Sudáfrica el 6 de noviembre y Belice el 14 de noviembre. El 6 de febrero de 2024, la Unión Africana decidió suspender la decisión de conceder a Israel el estatus de observador. El 1 de mayo el presidente de Colombia, Gustavo Petro, anunció que su país rompería relaciones diplomáticas con Israel «por tener un Gobierno, por tener un presidente genocida». El 29 de mayo, Brasil retiró a su embajador en Israel sine die.  El 11 de octubre la vicepresidenta de Nicaragua, Rosario Murillo, informó que su país había roto relaciones con el Gobierno de Israel en respuesta al «brutal genocidio que se está perpetrando contra el pueblo palestino en la Franja de Gaza».
Algunos politólogos han argumentado que Israel está al borde de convertirse en un Estado paria como consecuencia de lo sucedido en la guerra en Gaza, condenado globalmente y aislado en el escenario mundial.

### Derechos humanos
En materia de derechos humanos, respecto a la pertenencia a los siete organismos de la Carta Internacional de Derechos Humanos, que incluyen al Comité de Derechos Humanos (HRC), Israel ha firmado o ratificado:
| Israel | Tratados internacionales | Tratados internacionales | Tratados internacionales | Tratados internacionales  | Tratados internacionales  | Tratados internacionales | Tratados internacionales | Tratados internacionales | Tratados internacionales  | Tratados internacionales | Tratados internacionales | Tratados internacionales | Tratados internacionales  | Tratados internacionales    | Tratados internacionales | Tratados internacionales  | Tratados internacionales    | Tratados internacionales  |
| --- | ------------------------ | ------------------------ | ------------------------ | ------------------------- | ------------------------- | ------------------------ | ------------------------ | ------------------------ | ------------------------- | ------------------------ | ------------------------ | ------------------------ | ------------------------- | --------------------------- | ------------------------ | ------------------------- | --------------------------- | ------------------------- |
| Israel | CESCR                    | CESCR                    | CCPR                     | CCPR                      | CCPR                      | CERD                     | CED                      | CEDAW                    | CEDAW                     | CAT                      | CAT                      | CRC                      | CRC                       | CRC                         | CRC                      | MWC                       | CRPD                        | CRPD                      |
| Israel | CESCR                    | CESCR-OP                 | CCPR                     | CCPR-OP1                  | CCPR-OP2-DP               | CERD                     | CED                      | CEDAW                    | CEDAW-OP                  | CAT                      | CAT-OP                   | CRC                      | CRC-OP-AC                 | CRC-OP-SC                   | CRC-OP-CP                | MWC                       | CRPD                        | CRPD-OP                   |
| Pertenencia | Firmado y ratificado.    | Sin información.         | Firmado y ratificado.    | Ni firmado ni ratificado. | Ni firmado ni ratificado. | Firmado y ratificado.    | Sin información.         | Firmado y ratificado.    | Ni firmado ni ratificado. | Firmado y ratificado.    | Sin información.         | Firmado y ratificado.    | Ni firmado ni ratificado. | Firmado pero no ratificado. | Sin información.         | Ni firmado ni ratificado. | Firmado pero no ratificado. | Ni firmado ni ratificado. |
| Firmado y ratificado, firmado, pero no ratificado, ni firmado ni ratificado, sin información, ha accedido a firmar y ratificar el órgano en cuestión, pero también reconoce la competencia de recibir y procesar comunicaciones individuales por parte de los órganos competentes. |                          |                          |                          |                           |                           |                          |                          |                          |                           |                          |                          |                          |                           |                             |                          |                           |                             |                           |

Israel también ha ratificado los cuatro Convenios de Ginebra pero no todos sus protocolos adicionales ni el Estatuto de Roma de la Corte Penal Internacional. En marzo de 2021 la fiscalía del Tribunal Penal Internacional (TPI) anunció que abrirá una investigación formal sobre presuntos crímenes de guerra cometidos contra la población civil por el ejército israelí en los territorios ocupados. Israel no es miembro del TPI, pero Palestina lo reconoce desde el año 2014, por lo que el tribunal determinó que era competente para juzgar estos posibles crímenes. Además, diversas organizaciones de derechos humanos y la propia ONU han señalado que el Estado de Israel comete apartheid y otros crímenes de guerra o de odio contra ciudadanos palestinos de manera ininterrumpida. Estas críticas han arreciado más recientemente, respecto a las operaciones militares en la Franja de Gaza, desde el 9 de octubre de 2023, aunque han sido rechazadas continuamente por el Estado israelí bajo la excusa de que dichas denuncias remiten a supuestos sentimientos antisemitas de parte de esos organismos e instituciones.
También se han denunciado crímenes como la muerte de Shireen Abu Akleh, una corresponsal palestina de Al Jazeera que fue asesinada por el ejército Israelí durante una redada el 11 de mayo de 2022 del ejército en Yenín, al norte de Cisjordania. Israel inicialmente sugirió que podría haber muerto de un disparo de los palestinos, pero posteriormente los funcionarios israelíes dijeron que no podían descartar que fueran los disparos de sus tropas los que la mataron. La Autoridad Palestina señaló que aceptarían la participación de organismos internacionales en la investigación, rechazando que Israel participe. Según el periodista israelí Ben-Dror Yemini «...no hay una sola zona de conflicto en la que los periodistas sean a prueba de bala. Aunque los hechos no apoyan la culpabilidad de Israel, siempre hay alguien deseoso de comprar la infaltable propaganda antiisraelí». El 24 de mayo, CNN publicó una investigación en la que sugiere que el suceso fue un ataque selectivo por parte de las fuerzas israelíes. Por su parte, la Associated Press publicó un artículo en el que afirmaba que obtuvo evidencias que sugieren que el disparo vino de un rifle israelí. El 5 de septiembre, el Ejército de Israel concluyó que existía una alta probabilidad de que uno de sus soldados hubiese dado muerte «por error» a la periodista, pero rechazó investigar penalmente al responsable porque, según afirmó, pensó que Abu Akleh era un miliciano palestino.
El 29 de diciembre de 2023, Sudáfrica presentó un caso ante la Corte Internacional de Justicia acusando a Israel de incumplir sus obligaciones bajo la Convención sobre el Genocidio de 1948 en sus ataques en la Franja de Gaza. El 26 de enero de 2024, la Corte Internacional de Justicia dictaminó de manera provisional que había indicios de que se estuviese cometiendo un genocidio y ordenó una serie de medidas cautelares mientras se desarrollase la investigación oficial. El viernes 5 de abril, el Consejo de Derechos Humanos de las Naciones Unidas adoptó una resolución en la que pedía que Israel rindiese cuentas por posibles crímenes de guerra y contra la humanidad cometidos durante la invasión de Gaza. El 20 de mayo, el fiscal jefe de la Corte Penal Internacional solicitó órdenes de detención contra el primer ministro de Israel, Benjamin Netanyahu, su ministro de Defensa, Yoav Galant y tres líderes de Hamás, entre ellos Yahya Sinwar, acusados de crímenes de guerra y crímenes contra la humanidad por los atentados del 7 de octubre y la posterior guerra en Gaza. En concreto, Karim Khan solicitó una orden de detención contra Netanyahu y Galant por los crímenes de exterminio, uso del hambre como arma de guerra, denegación de ayuda humanitaria y ataques deliberados a civiles.
En junio de 2024 la ONU incluyó a Israel en la lista de países que violan «de manera muy grave» los derechos de los niños en conflictos armados. Se trata de la primera ocasión en se incluye a Israel en la lista, si bien ya el año pasado había sido citado en el informe como una de las naciones con los niveles más altos de violaciones graves comprobadas.
El 21 de noviembre de 2024, la Corte Penal Internacional emitió órdenes de arresto internacional contra Netanyahu, y el exministro de Defensa del país, Yoav Gallant, por los presuntos crímenes de guerra y contra la humanidad cometidos en la guerra de Gaza.
En 2024, con 43 periodistas encarcelados, Israel se convirtió en el segundo país con mayor número de periodistas encarcelados, sólo superado por China. Según un informe publicado por el Comité para la Protección de los Periodistas antes del inicio de la guerra en 2023, Israel «rara vez aparecía en el censo anual de prisiones». Pero desde entonces, «se catapultó al segundo lugar el año pasado al intentar silenciar la cobertura de los territorios palestinos ocupados».
El 5 de febrero de 2025, el ministro de Asuntos Exteriores de Israel, Gideon Saar, anunció que su país se retiraría del Consejo de Derechos Humanos de las Naciones Unidas. Saar argumentó que el Consejo ha protegido a quienes violan los derechos humanos y ha demonizado obsesivamente a Israel, a la que calificó como la única democracia de Oriente Medio. Israel ha acusado al Consejo de tener un sesgo en su contra, señalando que adopta resoluciones desproporcionadas contra su país mientras pasa por alto abusos en otros lugares. Sin embargo, el retiro de Israel podría afectar la capacidad de la ONU para monitorear la situación en los territorios palestinos y debilitar la cooperación internacional en temas de derechos humanos en la región.
Esta declaración del ministro de Exteriores de Israel surge justo después de que el presidente de Estados Unidos, Donald Trump, emitiera varias órdenes ejecutivas para retirar a su país del Consejo de Derechos Humanos de la ONU. Además, Trump también decidió poner fin a la financiación de la Agencia de Naciones Unidas para los Refugiados Palestinos en Oriente Próximo.

## Organización territorial
El territorio de Israel está dividido en seis distritos o mejozot (מחוזות), dirigidos por un comisario designado por el Ministerio del Interior. Son los siguientes: Central, Haifa, Jerusalén, Norte, Meridional y Tel Aviv.
A su vez los seis distritos se dividen en quince subdistritos conocido como nafot (נפות), que son a su vez divididos en cincuenta regiones naturales. Las regiones naturales son unidades no administrativas que utiliza el Gobierno de Israel para cuestiones estadísticas y el censo de población.
Los distritos son una herencia del Imperio otomano que controlaba la región y entre sus atribuciones se encuentran las de elaborar la legislación local, controlar los impuestos y los presupuestos locales, aprobar los proyectos de obras públicas y conceder créditos a los gobiernos locales.[cita requerida]
En cuanto a los territorios ocupados durante la Guerra de los Seis Días, los Altos del Golán están integrados administrativamente en el Distrito Norte, Jerusalén Este en el Distrito de Jerusalén y Cisjordania, gobernada por la Administración Civil israelí, integra el Área de Judea y Samaria solo a efectos estadísticos. La Franja de Gaza dejó de estar administrada por Israel a raíz de su retirada en el año 2005.[cita requerida]
Estadísticamente el país está dividido en tres áreas metropolitanas: Tel Aviv y Gush Dan (con una población de 3 150 000 habitantes), Haifa (996 000 habitantes), y Beerseba (531 600 habitantes). Sin embargo, la ciudad más grande de Israel, tanto en población como en superficie, es Jerusalén, con 732 100 habitantes en un área de 126 km². Tel Aviv, Haifa y Rishon LeZion se encuentran entre las ciudades más pobladas de Israel, con una población de 384 600, 267 000 y 222 300 respectivamente.
| Distrito                      | Capital       | Área (km²) | Subdistritos                                                 | Población (2016)                                                                           | Densidad (hab/km²) |
| ----------------------------- | ------------- | ---------- | ------------------------------------------------------------ | ------------------------------------------------------------------------------------------ | ------------------ |
| Central                       | Ramla         | 1293       | Rishon LeZion, Sharon (Netanya), Petaj Tikva, Ramla, Rejovot | 2 115 800                                                                                  | 1636,3             |
| Haifa                         | Haifa         | 864        | Haifa, Hadera                                                | 996 300                                                                                    | 1153,1             |
| Jerusalén                     | Jerusalén     | 652        | Jerusalén                                                    | 1 083 300                                                                                  | 1661,5             |
| Meridional                    | Beerseba      | 14231      | Ascalón, Beersheba                                           | 1 244 200                                                                                  | 87,4               |
| Norte                         | Nazaret       | 4478       | Mar de Galilea, Safed, Acre, Golan, Valle de Jezreel         | 1 401 300                                                                                  | 312,9              |
| Tel Aviv                      | Tel Aviv-Yafo | 176        | Bat Yam, Bnei Brak, Guivatayim, Jolón, Ramat Gan, Tel Aviv   | 1 388 400                                                                                  | 7888,6             |
| Judea y Samaria (***) Ocupada | Ariel         | 5878       | Área de Judea y Samaria                                      | 2 592 555 ciudadanos de la Autoridad Nacional Palestina 399 300 colonos judíos / israelíes | 441,1              |

(***) El área de Judea y Samaria (Cisjordania) es considerada internacionalmente parte de los territorios palestinos, al igual que Jerusalén este.

### Fronteras

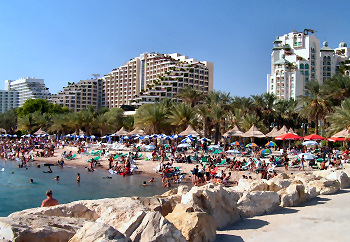
Eilat se encuentra en el extremo sur de Israel muy cerca de la frontera con Egipto (al oeste) y Jordania (al este)

El Estado de Israel limita con Líbano en el norte, frontera reconocida oficialmente por la ONU tras la retirada israelí del sur de dicho país; con Siria al noreste, con Jordania, Cisjordania y Jerusalén Este al este y con Egipto y la Franja de Gaza al sur, siendo sus fronteras con Jordania y Egipto reconocidas a partir de los acuerdos de paz firmados con ambos países.
Israel aún no ha fijado sus fronteras con Siria ni con la Autoridad Palestina en la zona de Cisjordania, aunque en este sentido la comunidad internacional suele considerar como frontera la Línea Verde, la línea de armisticio entre Israel y sus vecinos árabes que funcionó como frontera de facto hasta la Guerra de los Seis Días. Israel también mantiene grandes bloques de asentamientos próximos a dicha línea e incluso más allá, especialmente en torno a Jerusalén Este y el Bloque Etzión, y en la ciudad de Ariel en Cisjordania.
Como parte del proceso de paz, bajo el lema "tierras por paz", Israel entregó la península del Sinaí a Egipto, incluyendo la Franja de Gaza militarmente administrada por los egipcios, luego de una total evacuación de los israelíes en 1982.
En septiembre de 2005, Israel culminó su retirada unilateral de la Franja de Gaza hasta la «Línea Verde».

## Fuerzas armadas

Emblema de las Fuerzas Armadas de Israel.

Israel tiene la mayor proporción de gastos militares en relación con su producto interior bruto y sus presupuestos de todos los países desarrollados; en 1984, por ejemplo, el país llegó a gastar más de un 24 % de su PIB en defensa, aunque esta proporción ha tendido a atenuarse, y esa cifra era del 6,2 % en 2012. Las Fuerzas de Defensa de Israel (Tzahal) son la única rama militar de las Fuerzas de Seguridad de Israel. Las Fuerzas de Defensa están encabezadas por el Ramatcal, rango equivalente a teniente general, que a su vez está subordinado al Consejo de Ministros. El ejército israelí se divide en el Cuartel General del Ejército Israelí o Ejército de Tierra, comúnmente conocido como Mazi, la Fuerza Aérea Israelí y la Marina. El ejército israelí fue fundado en 1948, durante la primera guerra árabe-israelí, mediante la consolidación y unión de las principales organizaciones paramilitares de la Haganá, predecesora del Tzahal. Las fuerzas armadas del país también cuentan con la Dirección de Inteligencia Militar o Aman, responsable de agencias de inteligencia como el Mosad o el Shabak. Las Fuerzas de Defensa de Israel han estado involucradas en varias guerras y conflictos fronterizos, por lo que están consideradas como uno de los ejércitos mejor entrenados del mundo, a pesar de su corta historia.
La mayoría de los israelíes deben servir en el ejército a los 18 años de edad. Los hombres sirven durante tres años y las mujeres entre dos o tres. Tras el servicio obligatorio, los hombres pasan a la reserva hasta los 40 años de edad. Es habitual que varias semanas al año durante su estancia en la reserva sirvan en servicio activo. Por su parte las mujeres en su amplia mayoría están exentas de formar parte de la reserva. Los ciudadanos árabe israelíes también están exentos, excepto los drusos. Los estudiantes a jornada completa de temas religiosos están exentos de realizar el servicio militar, medida que ha generado una fuerte controversia en la sociedad israelí desde hace años, sobre todo con la exención que disfrutan los estudiantes de las yeshivot (judíos ultra ortodoxos). Una alternativa a los exentos o que no desean servir en las fuerzas armadas es el Sherut Leumi o servicio nacional, programa donde los voluntarios prestan servicio en hospitales, escuelas y otros lugares y actividades de interés público. Como resultado de la imposición del servicio militar, el ejército cuenta con unos 176 500 soldados activos y 445 000 reservistas adicionales, cifras muy elevadas para una población que apenas supera los 8 millones de habitantes.

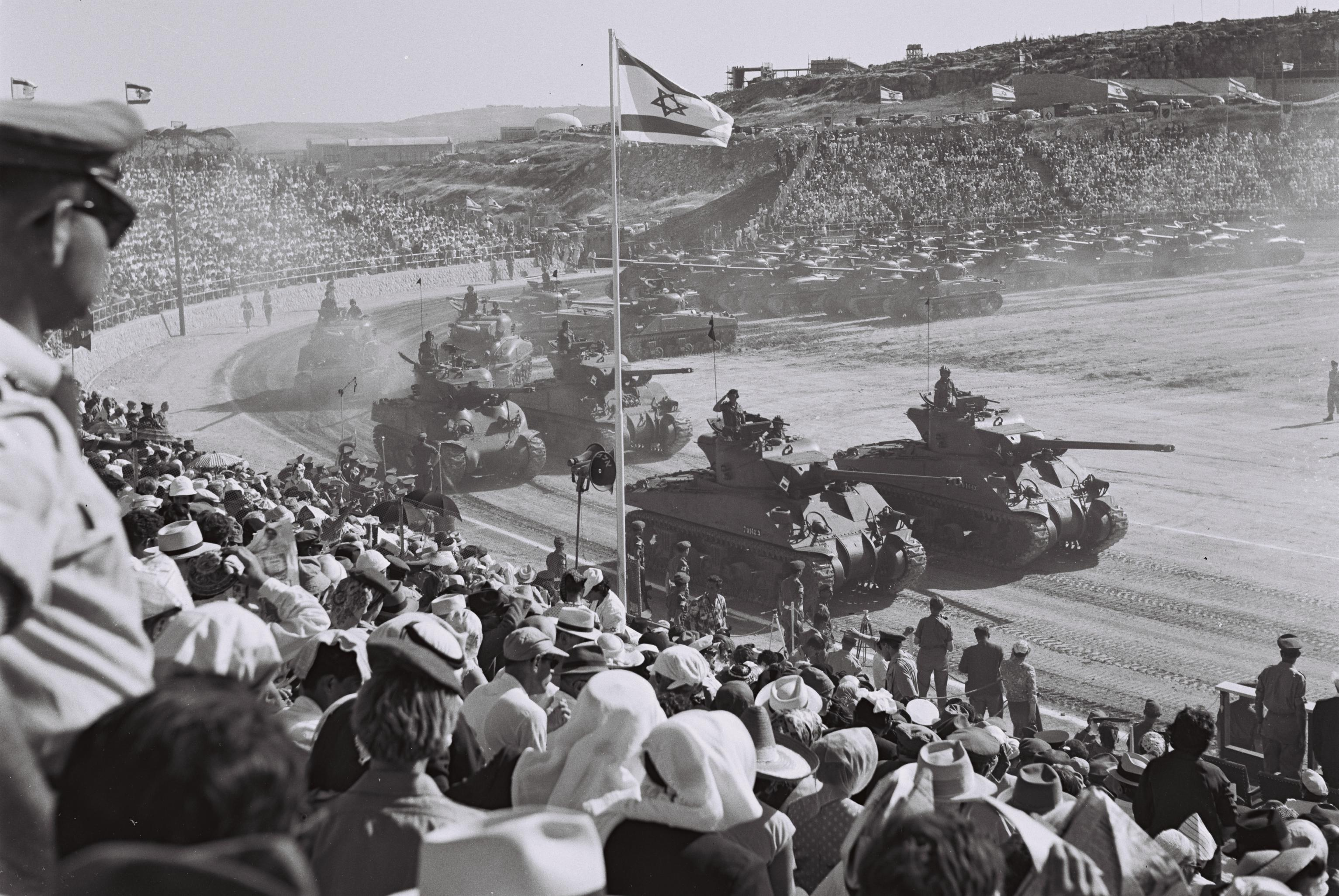
Fuerzas Armadas de Israel celebrando el día de la independencia (24 de abril de 1958).

El equipo militar del que dispone el país se compone en su mayoría de sistemas armamentísticos de alta tecnología diseñados y fabricados en Israel, así como importaciones extranjeras. Desde 1967, Estados Unidos ha sido el aliado y contribuyente extranjero más importante en cuanto a ayuda militar se refiere. Las buenas relaciones militares entre Estados Unidos e Israel aún se mantienen, pues solo entre 2013 y 2018, Israel recibió de Estados Unidos ayuda militar por valor de 3150 millones de dólares. Israel también cuenta con los misiles Arrow, que le permiten operar uno de los únicos escudos antimisiles que existen en el mundo, el Iron Dome o Cúpula de Hierro, sistema de misiles antibalístico que se ha ganado las felicitaciones de numerosos países a nivel mundial por interceptar cientos de Qassam, BM-21, Fajr-5 provenientes en su mayoría de la Franja de Gaza.
Desde la Guerra del Yom Kippur de 1973, Israel ha desarrollado una red espacial de satélites espía —oficialmente llamados de reconocimiento. El éxito del programa Ofeq, nombre que recibe esta red de satélites, ha convertido a Israel en uno de los únicos siete países en el mundo que cuentan con este tipo de sistema. Aunque nunca ha podido demostrarse, la comunidad internacional supone que Israel posee armamento nuclear desde la década de 1960, además de armas químicas y biológicas de destrucción masiva. Se estima que Israel posee entre 75 y 400 ojivas nucleares, capaces de ser lanzadas desde aviones, submarinos o misiles balísticos de largo alcance. Israel no ha firmado el Tratado de No Proliferación Nuclear y mantiene una política de ambigüedad deliberada sobre su capacidad nuclear, conocida como «ambigüedad estratégica». Desde la Guerra del Golfo de 1991, cuando Israel fue atacada por misiles Scud iraquíes, todas las casas del país deben tener una sala de seguridad o Merkhav Mugan, capaz de resistir ataques con armas químicas y biológicas.
Asimismo, el ejército israelí también desarrolla tareas de ocupación en Cisjordania, a través de la Administración Civil israelí, que es parte integral de las Fuerzas de Defensa de Israel y mando central de las operaciones sobre el terreno, tanto ordinarias como de emergencia.
Israel vive en estado de conflicto casi permanente debido a que su derecho a existir ha estado sujeto a controversias desde su fundación. Además de las guerras reconocidas como la Guerra árabe-israelí de 1948, la Guerra de Suez de 1956, la Guerra de los Seis Días de 1967, la Guerra de Desgaste de 1968-70, la Guerra de Yom Kipur de 1973, la Guerra del Líbano de 1982 y la Guerra del Líbano de 2006; Israel vivió una Primera Intifada en 1987, ataques con misiles iraquíes en 1991 previo a la Guerra del Golfo, la Segunda Intifada en 2000, el Conflicto de la Franja de Gaza de 2008-2009, la Operación Pilar Defensivo en 2012, los Enfrentamientos en los Altos del Golán de 2012-2013 y múltiples atentados suicidas. Israel ocupa el puesto 150 de 162 países en el Índice de Paz Global que dio Vision of Humanity en 2013. Las fuerzas armadas han sido acusadas, en 2009, por Human Rights Watch, de violar las leyes de guerra por no tomar todas las precauciones para distinguir entre civiles y combatientes antes de abrir fuego.
En su informe de 2014 Amnistía Internacional aseguró que las fuerzas armadas cometieron violaciones a los derechos humanos en su bloqueo a la Franja de Gaza, incluyendo desalojos forzosos, impedimento de la libertad de circulación, promoción de asentamientos ilegales, demolición de viviendas, expulsión de inmigrantes, detenciones administrativas sin juicio, destrucción de bienes y muerte de civiles durante la ofensiva militar. AI también informó que durante la Operación Margen Protector, grupos armados palestinos y la organización Hamás dispararon contra zonas civiles israelíes miles de cohetes y proyectiles de mortero asesinando civiles incluyendo niños.
Un relator de Naciones Unidas cuestionó en 2009 la legalidad de las ofensivas del ejército en la Franja de Gaza, al tiempo que la ONG israelí Rompiendo el Silencio, compuesta por veteranos de guerra, denunció los excesos en Gaza, acusando a Israel de no hacer distinción entre militares y civiles. En diciembre de 2004 el Ejército israelí admitió haber matado a 148 palestinos desarmados –la mayoría jóvenes militantes que atacaron a las Fuerzas Armadas israelíes con cócteles incendiarios y piedras, no armas– desde comienzos de ese mismo año.
En 2009, el embajador palestino ante la ONU en Ginebra, Ibrahim Khraishi, calificó de genocidio la ofensiva militar en Gaza, denominada por el Ejército israelí Operación Plomo Fundido. En septiembre de 2010, el Consejo de Derechos Humanos de la ONU calificó de violación grave de los derechos humanos y la ley humanitaria al ataque israelí a la llamada Flotilla de la Libertad, donde la Marina israelí, en aguas internacional, atacó con fuego real a distintas embarcaciones, matando a varios activistas (véase ataque a la flotilla de Gaza).
En junio de 2024, una comisión de la ONU que investiga los crímenes que se están produciendo en la Guerra de Gaza, concluyó que las autoridades de Israel son responsables de crímenes de guerra y de lesa humanidad al implicar «ataques sistemáticos contra la población civil», según un informe publicado por dicha comisión que analizó seis ataques israelíes contra edificios residenciales, campos de refugiados, una escuela y un mercado. Los ataque causaron un elevado número de víctimas civiles y una enorme destrucción de objetos no militares, «planteando serias dudas sobre la aplicación de las leyes de la guerra en cuanto a respeto de los principios de distinción, proporcionalidad y precaución». El reputado jurista Chris Sidoti, que integra dicha comisión, dijo que el Ejército de Israel «es uno de los más criminales del mundo». Sidoti hizo estas declaraciones en relación a una declaración de Benjamín Netanyahu, primer ministro de Israel, donde afirmaba que el Ejército de Israel es el «moral del mundo».

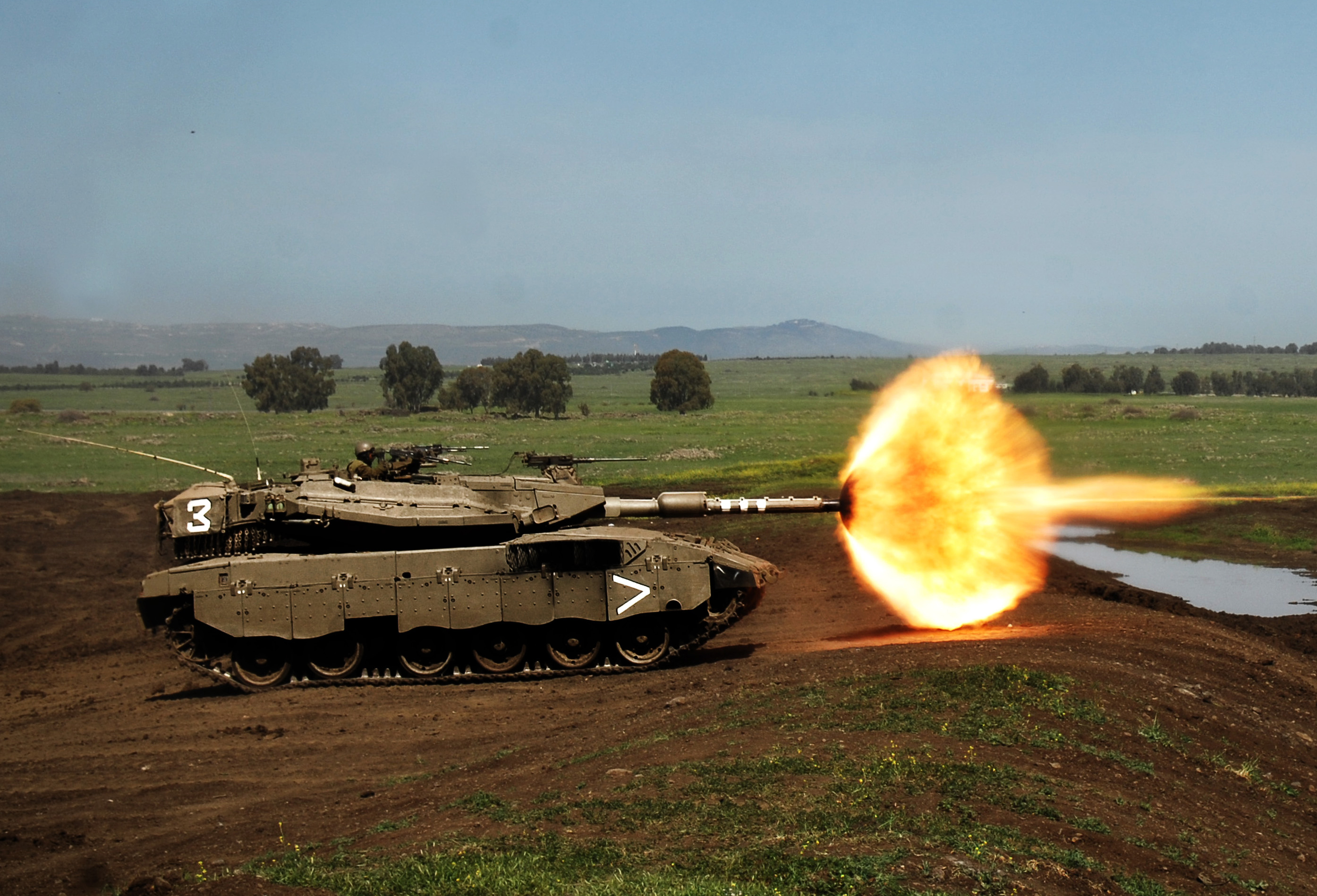
El Merkava, diseñado y fabricado en Israel, es el carro de combate principal de las Fuerzas de Defensa de Israel
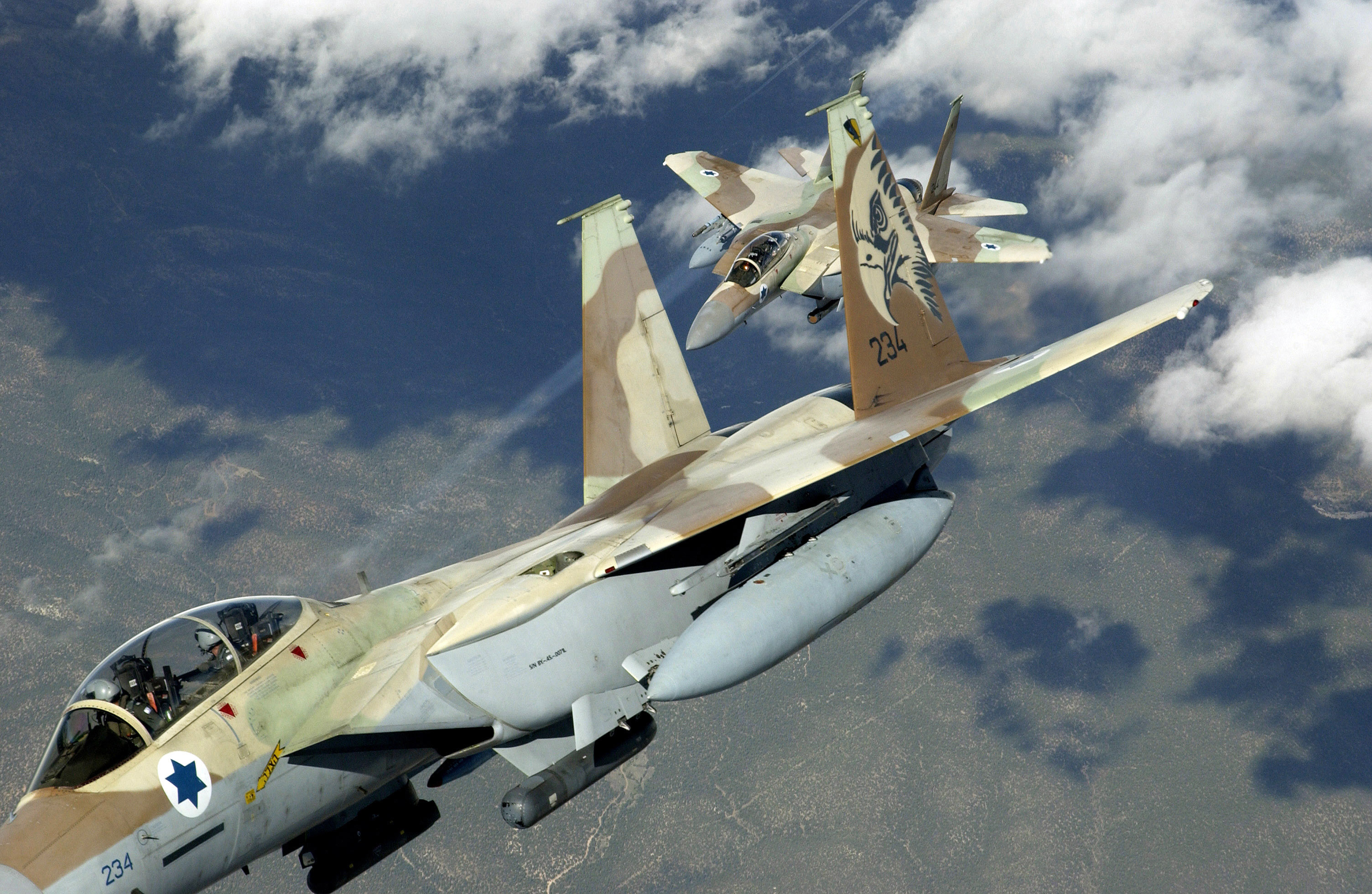
Vista de dos cazas F-15 de las Fuerzas Aéreas de Israel
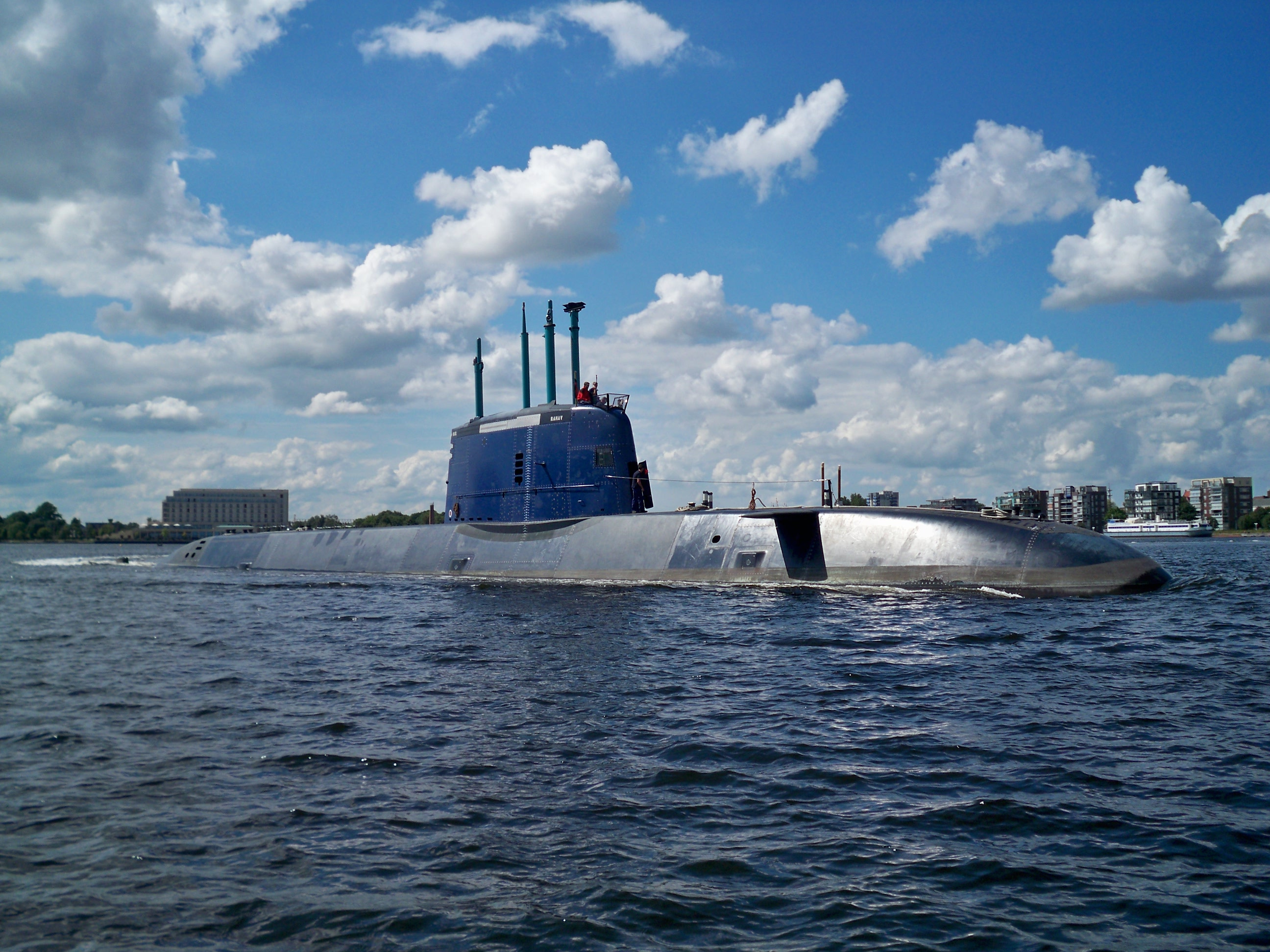
Submarino israelí de la Clase Dolphin, uno de los submarinos convencionales más avanzados del mundo
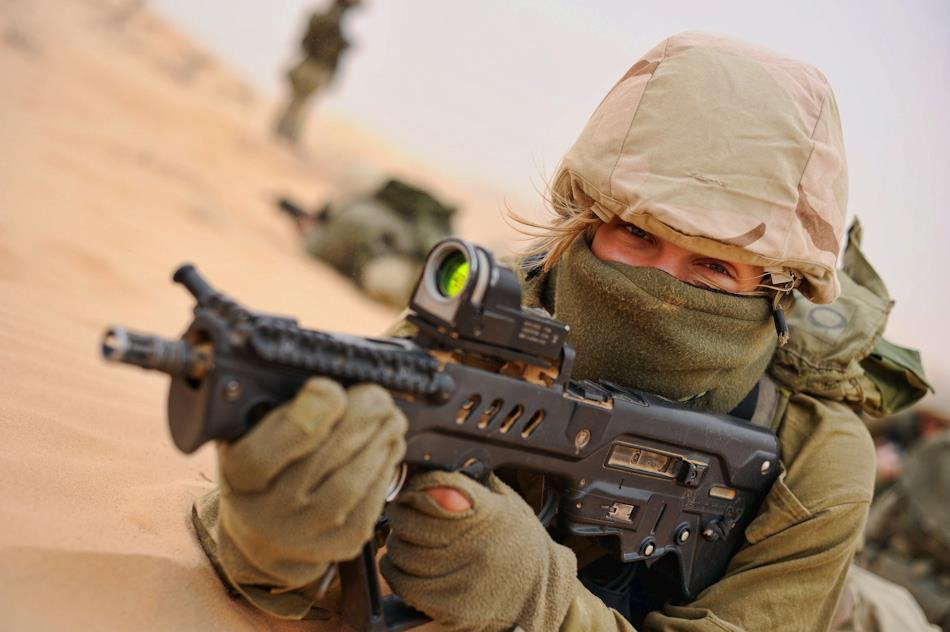
Una soldado de las Fuerzas de Defensa de Israel, perteneciente al batallón mixto Caracal, portando un IMI Tavor con mira reflex Meprolight 21

## Geografía

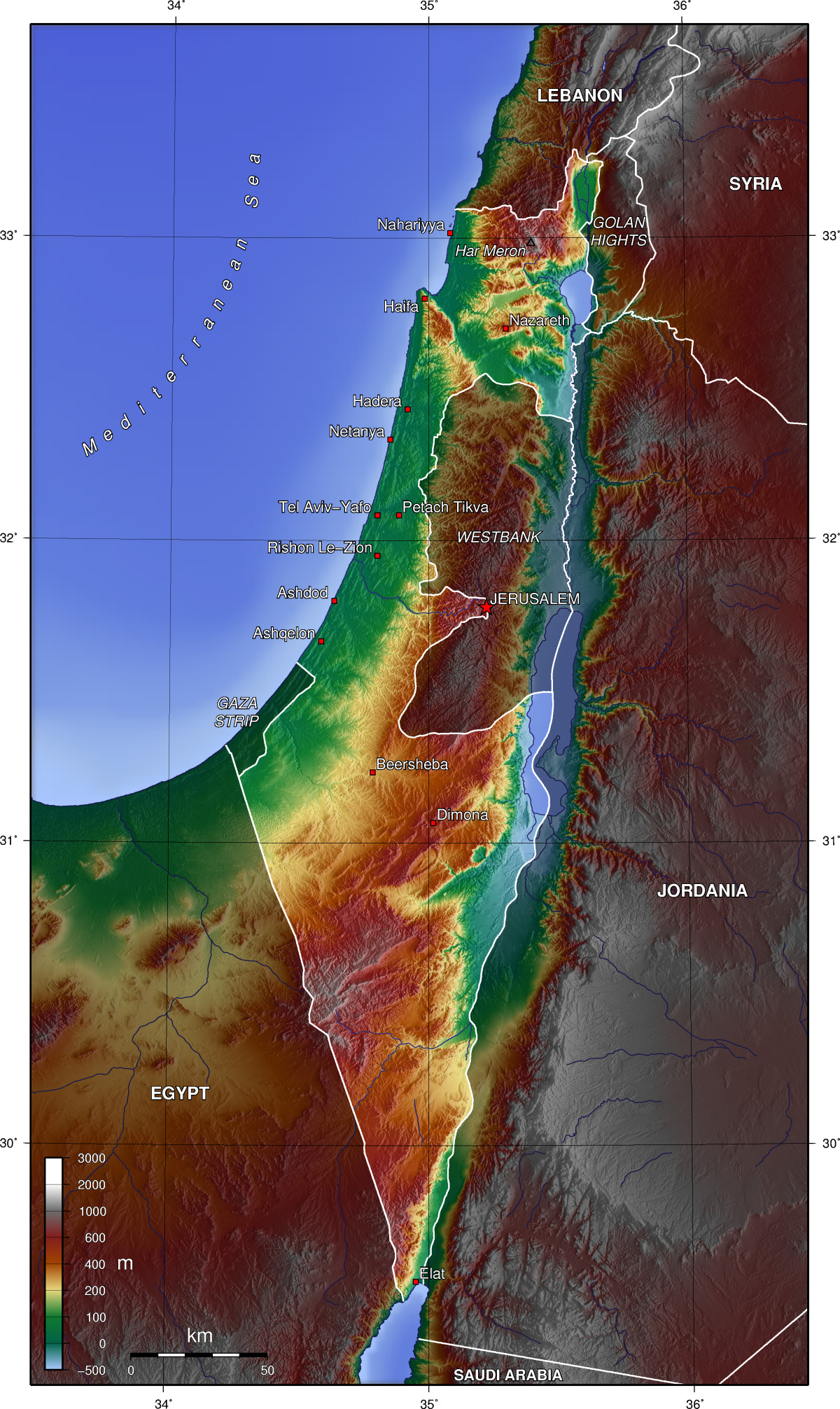
Mapa topográfico de Israel.

### Relieve
En Israel se distinguen tres regiones geomorfológicas, de oeste a este: la llanura costera mediterránea, la cordillera central y el valle del río Jordán (la depresión más profunda de la Tierra). A estas tres regiones, hay que sumar la del desierto del Néguev, compuesto por una planicie y montañas calcáreas y situado al sur de Israel. Las regiones áridas ocupan más de la mitad del territorio de Israel.

El cráter Ramon en el desierto del Néguev.

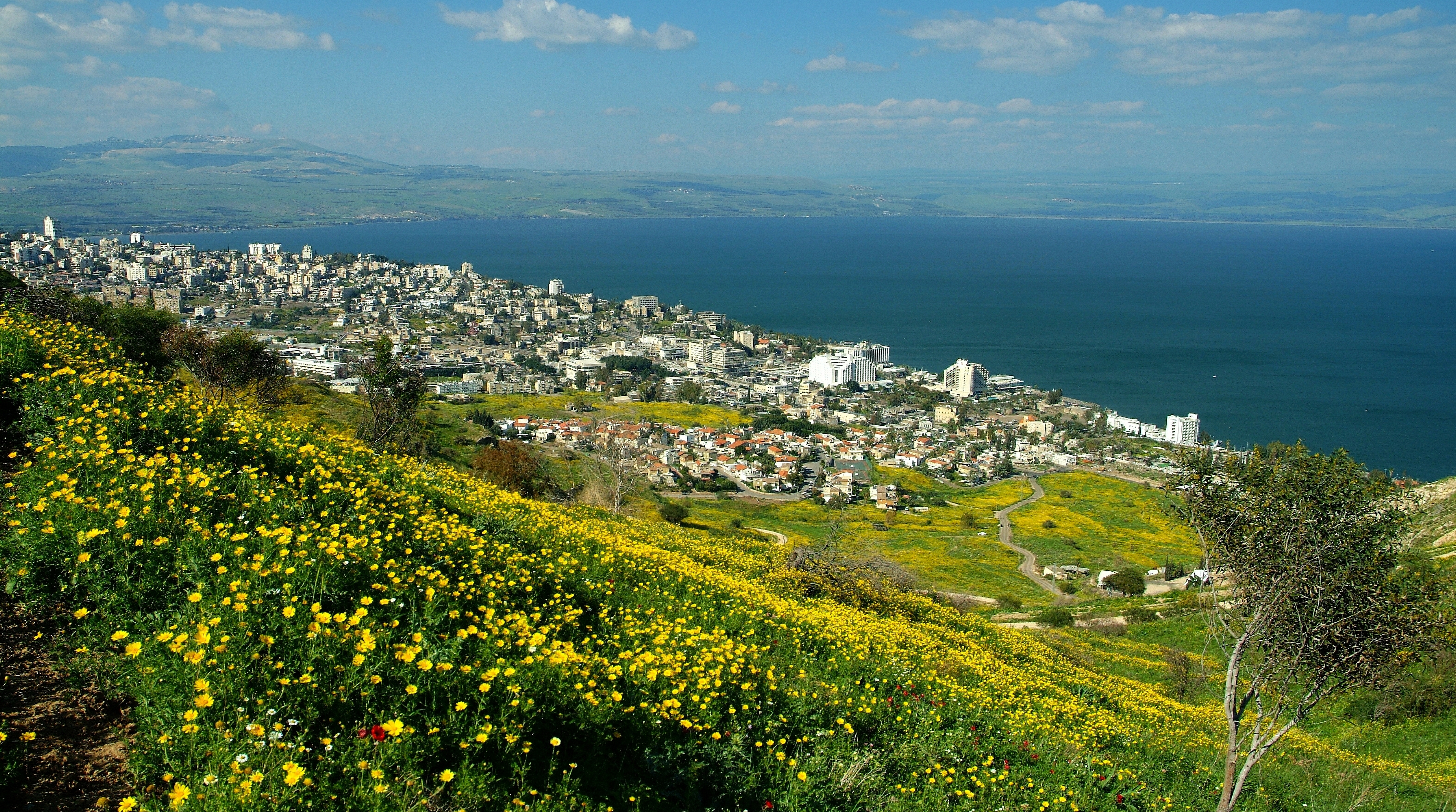
El mar de Galilea y Tiberíades.

Aun siendo desierto buena parte del territorio, en los valles abundan los lirios, y también los árboles como pinos, eucaliptos, olivos y acacias. Las retamas crecen esporádicamente en el desierto del Neguev. Existen iniciativas de reforestación que se llevan a cabo por todo el país, especialmente en las montañas, donde los pinos, robles, cipreses y laureles arraigan de forma exitosa.

### Clima
Situado entre los desiertos de África y Asia, de una parte, y del mar Mediterráneo, cálido y húmedo, de la otra, Israel se encuentra en una encrucijada de influencias climáticas que han permitido distinguir hasta cuarenta tipos distintos de clima en tan reducida superficie. El régimen térmico varía notablemente con la altitud y la continentalidad, especialmente en invierno: de oeste a este se va pasando de un clima típico mediterráneo a uno continental. Las regiones montañosas suelen ser ventosas y muy frías -a veces con nevadas-. El pico del Monte Hermón está cubierto de nieve la mayor parte del año y Jerusalén generalmente recibe al menos una nevada cada año. Las ciudades costeras, como Tel Aviv y Haifa, tienen un típico clima mediterráneo con frío y lluvioso, con inviernos largos y veranos muy calurosos. En el extremo sur, en el golfo de Eilat, el clima es tropical seco.
La temperatura más alta del continente asiático (53,7 °C o 129 °F) se registró en 1942 en el kibutz Tirat Zvi, al norte del valle del Jordán.
En general se aprecia una estación seca (abril-octubre) y una lluviosa (desde octubre-noviembre hasta abril). De mayo a septiembre, son raras las lluvias en Israel. El mayor porcentaje de lluvias se alcanza entre mediados de enero y principios de marzo. La pluviosidad se incrementa de sur a norte y de este a oeste.
Con escasos recursos hídricos, Israel ha desarrollado varias y variadas tecnologías para el ahorro de agua, incluidas las de riego por goteo. Los israelíes también aprovechan la considerable luz solar disponible para la energía solar, lo que hace de Israel la nación líder en uso per cápita de energía solar.

### Cambio climático
El cambio climático en Israel es el conjunto de causas, efectos y consecuencias del cambio climático en Israel, y por extensión en otros territorios del litoral oriental del mar Mediterráneo (clima subtropical-mediterráneo) y de las subregiones más áridas al este y al sur. Desde que fuera definido y abordado en la segunda mitad del siglo xx, ha sido un tema de debate en la sociedad israelí, cuyos efectos se han notado en la política y la industria locales, como, naturalmente, en los parajes naturales a lo largo y ancho del país.

## Economía

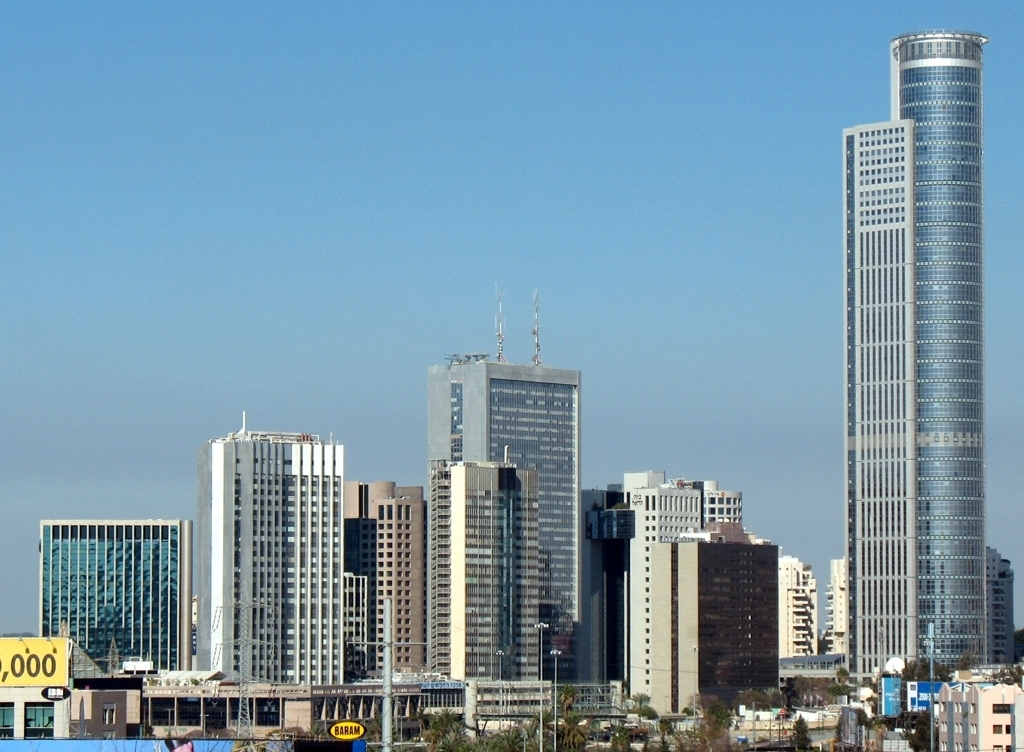
El principal distrito de negocios está localizado en Ramat Gan en las afueras de Tel Aviv, donde se encuentra el Distrito de la bolsa de diamantes.

Israel es considerado como el país más avanzado del sudoeste de Asia en el desarrollo económico e industrial. El país se ha clasificado en lo más alto en la región en el Índice de facilidad para hacer negocios del Banco Mundial, así como en el Índice de Competitividad Global del Foro Económico Mundial. Tiene el segundo mayor número de compañías Startup en el mundo (después de Estados Unidos) y el mayor número de empresas que cotizan en la bolsa de NASDAQ fuera de América del Norte. En 2022, Israel ocupó la 28.ª posición más alta del producto interno bruto y el 14.º producto interno bruto per cápita más alto con 527. 1 mil millones y 55,359 dólares, respectivamente. En 2007, Israel fue invitado a unirse a la Organización para la Cooperación y el Desarrollo Económico, que promueve la cooperación entre los países que se adhieren a los principios democráticos y explotar las economías de libre mercado.
A pesar de los limitados recursos naturales, el desarrollo intensivo de la agricultura y el sector industrial durante las últimas décadas convirtió a Israel prácticamente en autosuficiente en la producción de alimentos. Importantes importaciones a Israel, con un total de 47 800 millones de dólares en 2006, son los combustibles fósiles, materias primas y equipo militar.
Las principales exportaciones incluyen frutas, verduras, productos farmacéuticos, software, productos químicos, tecnología militar, y diamantes; en 2006 las exportaciones israelíes alcanzaron los 42 860 millones. Israel es líder mundial en la conservación del agua y la energía geotérmica, y su desarrollo de tecnologías de vanguardia en software, comunicaciones y las ciencias de la vida han evocado comparaciones con Silicon Valley.

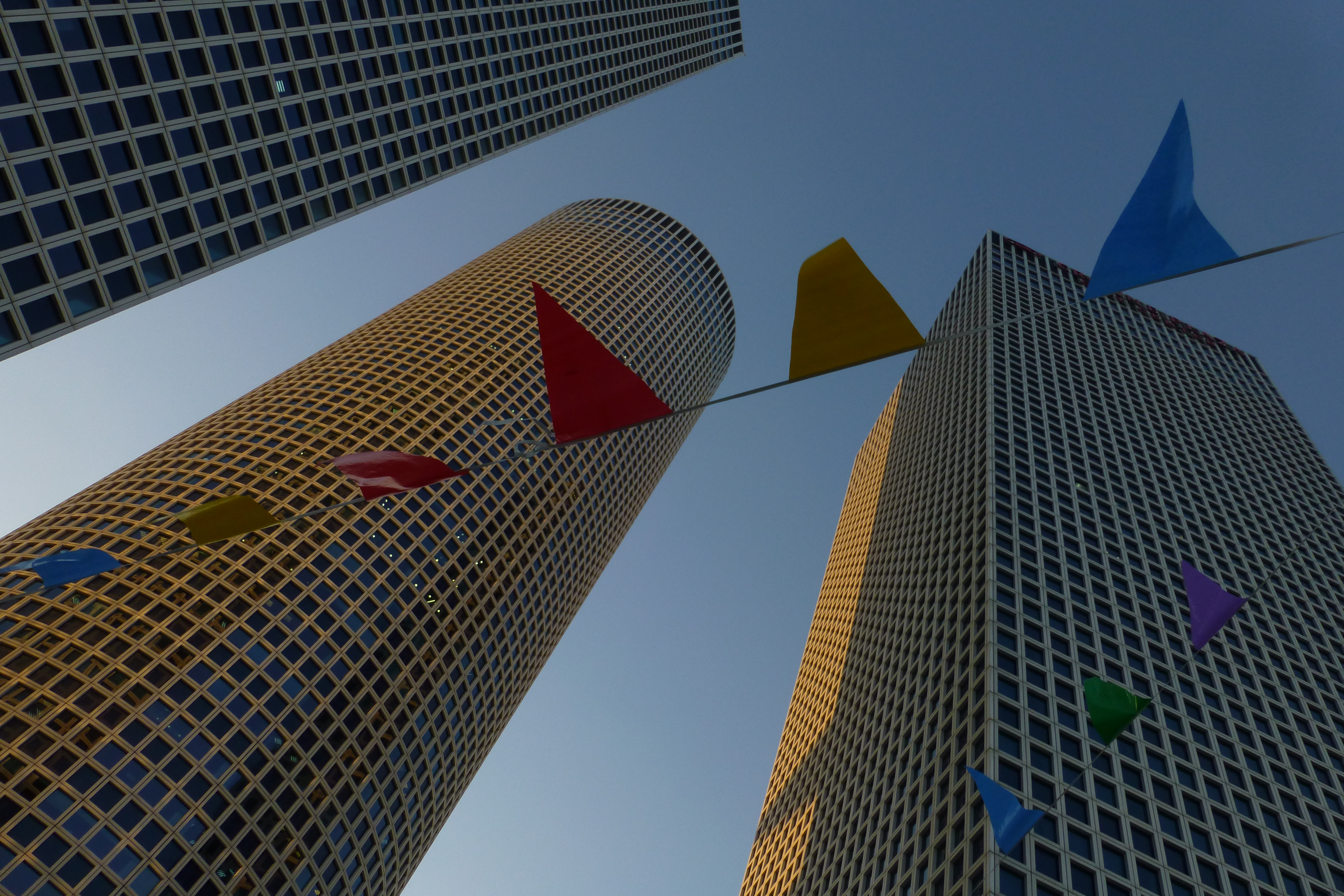
El Centro Azrieli en Tel Aviv, símbolo del dinamismo económico del país.

Intel y Microsoft construyeron su primeros centros extranjeros de Investigación y desarrollo en Israel. También otras empresas multinacionales de alta tecnología, como IBM, Cisco Systems y Motorola, han abierto centros tecnológicos en el país.
En Israel se cultiva algodón de fibra larga de alta calidad y hay piscifactorías especializadas en la cría de truchas, carpas y otros peces. Cuenta también con fama reconocida en el campo de la moda y como destino turístico. El turismo, especialmente el turismo religioso, es otra industria importante en Israel, con clima templado, playas, lugares arqueológicos e históricos, y geografía singular, recurriendo también a los turistas.
En 1998, la revista Newsweek situó a Tel Aviv entre las diez ciudades más influyentes del mundo en el ámbito tecnológico. Ya en los años 1990 Israel propuso al mundo árabe vecino transformar al Medio Oriente en uno de los más importantes centros tecnológicos y financieros del mundo.

### Moneda

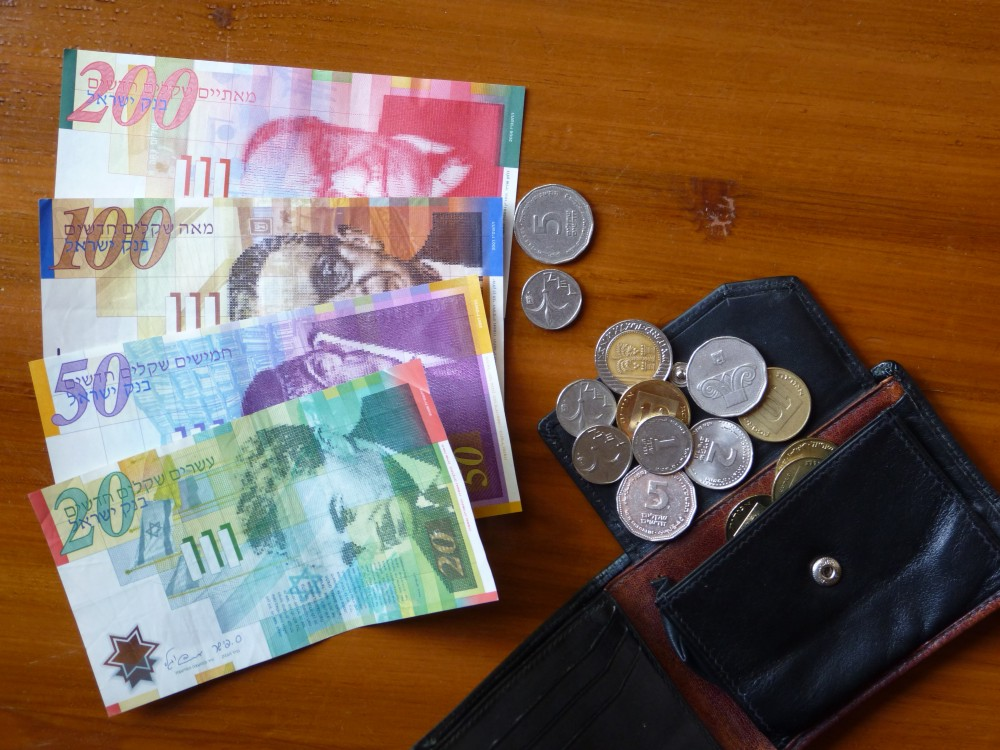
Monedas y billetes de nuevo séquel, la moneda israelí.

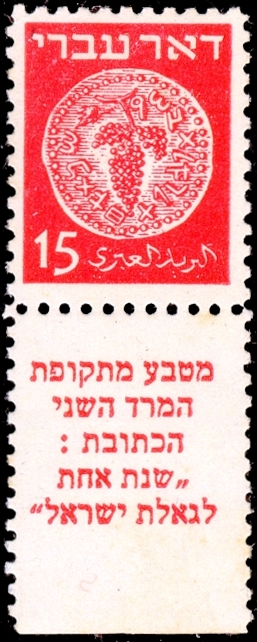
"Correo hebreo", sello postal de la primera y provisional serie de sellos del Estado de Israel, emitido horas después de la declaración de independencia.

Desde 1985, la moneda de Israel es el nuevo shékel (שקל חדש; NIS; símbolo: ₪). Su origen se remonta a la época mesopotámica, donde era utilizado como unidad de medida, pero no fue hasta los años 80 cuando el shekel reemplazó a la libra como divisa de Israel.
Un nuevo shékel se divide en 100 agorot (en singular agorá). Hay billetes de 20, 50, 100 y 200 nuevos shekalim. En cuanto a las monedas, las hay de 1 nuevo shékel, 2, 5 y 10 shekalim, y 10 y 50 agorot. El Banco de Israel es la institución que se encarga de la emisión de divisas. En su página web se puede consultar un catálogo de monedas y billetes desde 1948.
Se permite entrar en Israel con una cantidad ilimitada de divisas extranjeras en efectivo, cheques de viaje, letras de crédito, etc. Aunque la mayoría de los pagos se pueden realizar en euros o dólares, el cambio se entregará en nuevos shekalim. Para realizar cambios de moneda hay que dirigirse a los bancos, oficinas de cambio, oficinas de correos y algunos hoteles.

### Turismo
El turismo es una industria fundamental de Israel. Allí tienen acceso al público importantes centros arqueológicos de las civilizaciones romana y bizantina.
Estar ubicado en Tierra Santa ofrece una gran variedad de lugares religiosos, históricos y de importantes yacimientos arqueológicos. Además, dispone de modernos centros turísticos en sus playas y regiones para realizar ecoturismo.
Es importante señalar la creciente importancia del turismo de sol y playa, ubicado sobre todo en la zona del mar Muerto y el mar Mediterráneo cercana a la ciudad de Tel Aviv. En esta zona hay también numerosos balnearios y spas.
Cada año llegan millones de peregrinos cristianos, judíos y musulmanes a sus lugares santos. En Israel se puede visitar desde la Iglesia de la Natividad en Belén, que está construida sobre el lugar donde según la Biblia nació Jesús, hasta los Rollos del Mar Muerto en el Museo del Templo del Libro de Jerusalén. En Nazaret se visita la Basílica de la Anunciación, construida en el sitio donde el Arcángel Gabriel apareció ante María para anunciarle la llegada de Jesús. En Jerusalén, la Cúpula de la Roca, en el Monte del Templo, es el tercer sitio más importante del islam y ocupa el lugar desde el que se cree que Mahoma ascendió a los cielos. la iglesia del Santo Sepulcro en la colina del Gólgota es uno de los sitios más sagrados para la cristiandad pues señala el lugar de la crucifixión, entierro y resurrección de Jesús. Los judíos se acercan a rezar al Muro de los lamentos, el último remanente del segundo Templo de Jerusalén.

## Ciencia, educación y tecnología

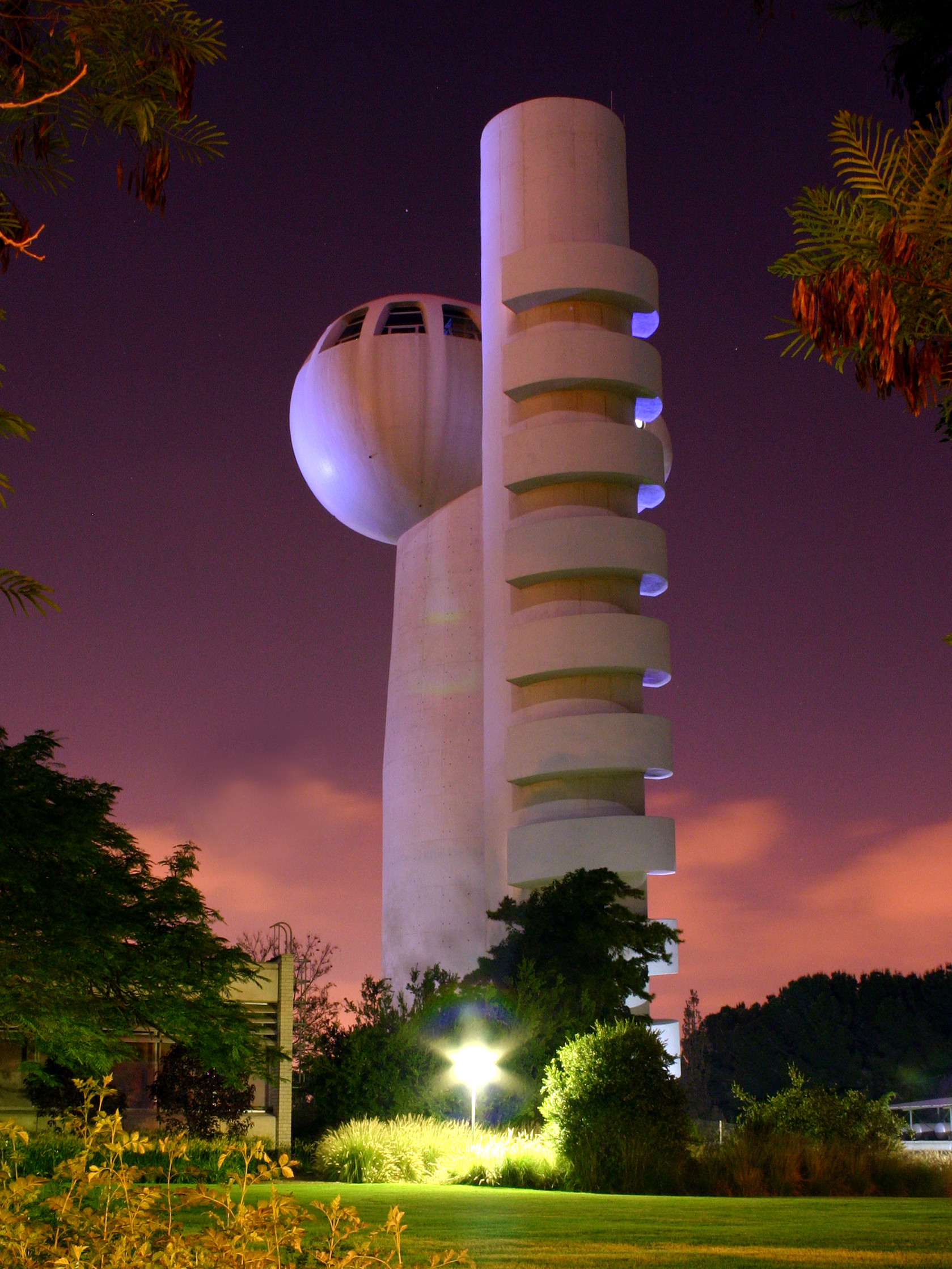
El acelerador de partículas del Instituto Weizmann de Ciencias, en Rehovot.

Israel tiene la mayor esperanza de vida escolar del sudoeste de Asia, y está junto con Japón con la segunda más alta esperanza de vida escolar del continente asiático (después de Corea del Sur). Asimismo Israel tiene la mayor tasa de alfabetización en Asia Sudoccidental, de acuerdo con las Naciones Unidas. La Ley de Educación del Estado, aprobada en 1953, estableció cinco tipos de escuelas: estatales laicas, estatales religiosas, ultraortodoxas, escuelas comunales y escuelas árabes.
La educación es obligatoria en Israel para los niños de edades comprendidas entre los tres y dieciocho años. Los estudios se dividen en tres niveles - escuela primaria (grados 1-6), escuela intermedia (grados 7-9) y High school (grados 10-12) - que culminan con los exámenes del certificado del Bagrut. Materias básicas como matemáticas, Torá, idioma hebreo, literatura hebrea y general, inglés, historia y educación cívica son necesarias para recibir un certificado de Bagrut. En las escuelas árabes, cristianas y drusas, el examen sobre los estudios de la Torá es sustituido por un examen sobre el islam, el cristianismo o el patrimonio druso, respectivamente. Existe un proyecto educativo, llamado Mano a mano, que, en 2014 ya tiene 5 escuelas públicas, en el cual los niños judíos, árabes cristianos, árabes musulmanes y drusos estudian juntos como forma de promover la paz y la inclusión social. En 2003, más de la mitad de todos los israelíes aprobaron el duodécimo grado obteniendo el certificado de matriculación.
Las ocho universidades públicas de Israel están subvencionadas por el Estado. La Universidad Hebrea de Jerusalén, la universidad más antigua de Israel, alberga la Biblioteca Nacional de Israel, el más grande repositorio de libros de temas judíos del mundo. En 2006, la Universidad Hebrea fue considerada 60.ª y 119.ª entre las mejores universidades del mundo. Otras universidades importantes en el país incluyen el Technion, el Instituto Weizmann de Ciencias, la Universidad de Tel Aviv, la Universidad Bar Ilán, la Universidad de Haifa, y la Universidad Ben-Gurión del Néguev. Las siete universidades de investigación de Israel (con exclusión de la Universidad Abierta) se han clasificado entre las mejores 500 en el mundo. Israel ocupa el tercer lugar en el mundo con el número de ciudadanos que tienen títulos universitarios (20 por ciento de la población). Durante la década de 1990, una afluencia de un millón de inmigrantes de la ex Unión Soviética (cuarenta por ciento de los cuales son titulados universitarios) han empujado a Israel a estimular el sector de la alta tecnología.
Diez israelíes han ganado el Premio Nobel en Ciencias. Entre otros, los biólogos Avram Hershko y Aarón Ciechanover del Technion compartieron el Nobel de Química en 2004. El psicólogo americano-israelí Daniel Kahneman ganó en 2002 el Nobel de Economía. En 2005 Robert Aumann, de la Universidad Hebrea de Jerusalén, también ganó el Nobel de Economía. Israel lidera la producción de publicaciones científicas per cápita en el mundo, siendo uno de los primeros Estados en dicho ranking; en un estudio realizado en 2006 ocupaba el tercer puesto mundial, con 1018 artículos por año y por cada 1 000 000 personas. También presume de ser uno de los países con más patentes registradas per cápita, siendo el país con más patentes en el sector de las telecomunicaciones a nivel global. Según el Índice global de innovación, a cargo de la Organización Mundial de la Propiedad Intelectual, en su versión 2023, Israel se ubicó en lugar 13 en innovación entre 132 países del mundo, mientras que en 2022, ocupó el lugar 16. La industria tecnológica en el país es de las más densas del mundo per cápita, 16 veces mayor que la media europea. En 2003, Ilan Ramon se convirtió en el primer astronauta israelí, que actuó como especialista del STS-107, en la fatal misión del Transbordador espacial Columbia.
Los aportes israelíes a la ciencia y a la tecnología han sido muy significativos y más si se tiene en cuenta su pequeño tamaño. Desde su fundación, Israel ha dedicado notables esfuerzos a la ciencia y a la ingeniería. Los científicos israelíes han realizado contribuciones relevantes a la genética, a la informática, a la electrónica, a la óptica y a otras industrias de alta tecnología. La ciencia israelí es bien conocida por su vanguardista tecnología militar. Israel ha sido también pionera en tecnología agrícola avanzada. Israel tiene una alta reputación en física teórica y también es apreciada su desarrollada medicina.
Israel ocupa el tercer puesto en gasto en Investigación y Desarrollo, el octavo en preparación tecnológica (de acuerdo con el gasto de sus compañías en I+D, la creatividad de su comunidad científica, el número de ordenadores personales y el índice de penetración de Internet), el undécimo en innovación, el decimosexto en exportaciones de alta tecnología y el decimoséptimo en logros tecnológicos en la lista Nation Master de países en el mundo por estándares económicos.

## Demografía

Evolución demográfica.

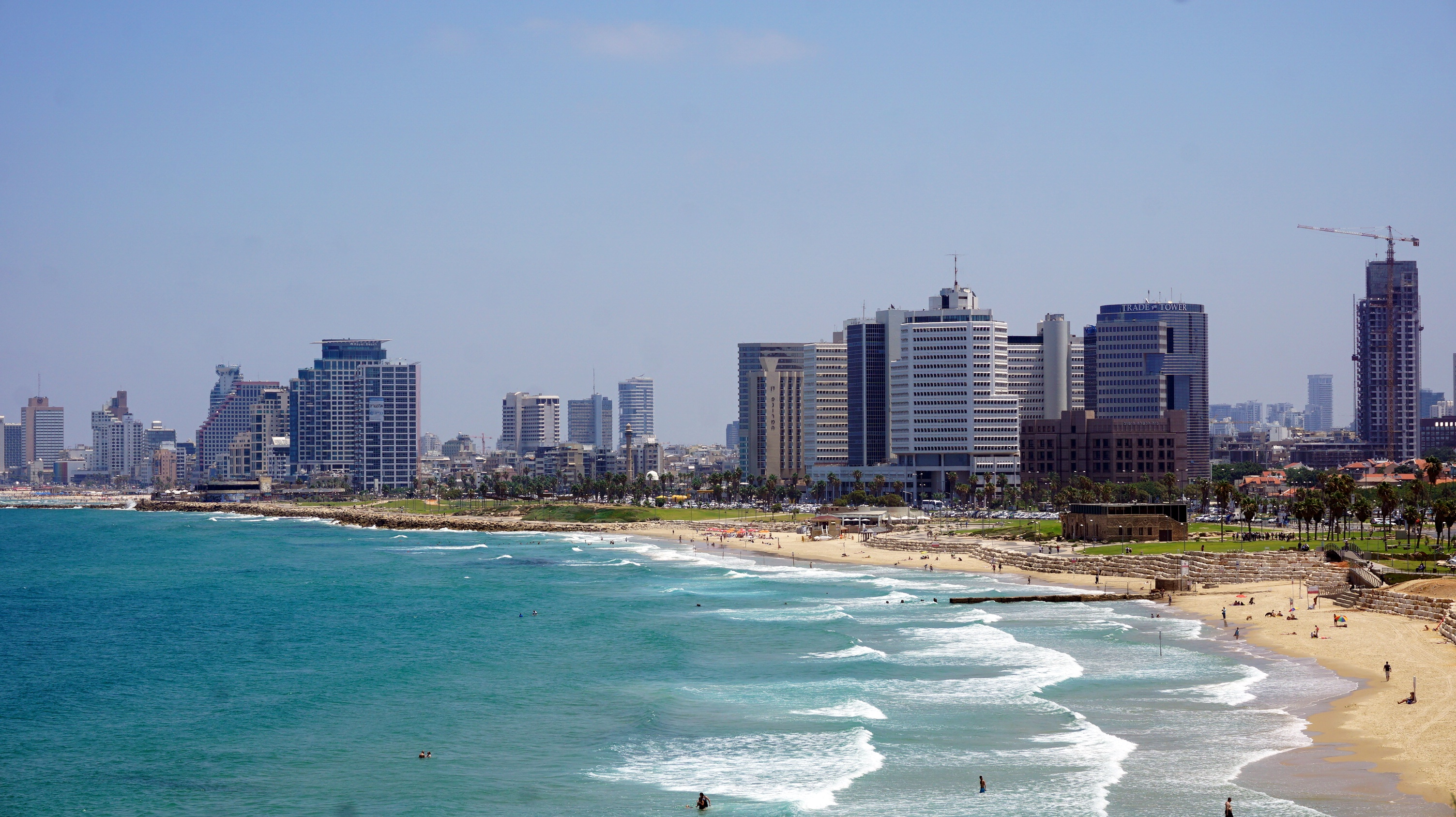
Playa de Tel Aviv.

Israel es un país de tamaño pequeño, con una población de 9,9 millones de habitantes (2024); de ellos, el 73,2 % son judíos, y el 21,1 % árabes. Los judíos son 7,2 millones, los árabes son 2,1 millones y 564 000 son árabes cristianos, drusos o no tienen afiliación religiosa. En los territorios de Judea y Samaria (también conocidos como Cisjordania) y Jerusalén Este, en 2005 la población era de 2,3 millones. Estas cifras se habían doblado en 2023, cuando unos 506 000 colonos vivían en los 127 asentamientos reconocidos por Israel y 135 asentamientos ilegales en Cisjordania. En Jerusalén Este vivían 201 200 colonos a finales de 2014, y en los Altos del Golán unos 25000 a finales de 2021.
En septiembre de 2005 las autoridades israelíes pusieron en marcha el Plan de desconexión de la Franja de Gaza, que pasó a ser administrada por la Autoridad Nacional Palestina. El proceso de retirada del territorio implicó conflictos dentro de la sociedad israelí, debido a la retirada de casi 8000 colonos judíos que vivían en la Franja de Gaza, frente a una población de 1,4 millones de palestinos.
En 1948, cuando nace el nuevo Estado, la población total de Israel era de 914 700 habitantes, 156 000 de ellos no judíos (principalmente árabes). Entre 1948 y 1960 la población inmigrante judía se incrementó en 1,1 millones de personas, emigrados desde países musulmanes, por temor a las represalias por la fundación del Estado de Israel, como Marruecos (400 000), Irán (200 000), Argelia (150 000), Libia (150 000), Irak (140 000), Túnez (120 000), Yemen (60 000), Siria (35 000) y Líbano (5000). También emigró al nuevo Estado la exigua comunidad judía de Europa tras el Holocausto, menos de un cuarto de millón de personas. Otros flujos inmigratorios posteriores se han producido tras la caída de la Unión Soviética, tras la cual muchos judíos de Rusia, Ucrania y Bielorrusia decidieron emigrar a Israel, así como muchos judíos de Argentina tras la grave crisis económica que sufrió este país durante la década de 2000. La población sefardí en el Estado de Israel es hoy en día de unas 500 000 personas. Unas 600 000 personas en Israel tienen la nacionalidad estadounidense.
La población está desigualmente repartida por el territorio, siendo la región central y la costera del Mediterráneo las más pobladas, con índices superiores a los 300 habitantes por km². En el sur la media no supera los 55 habitantes por km².

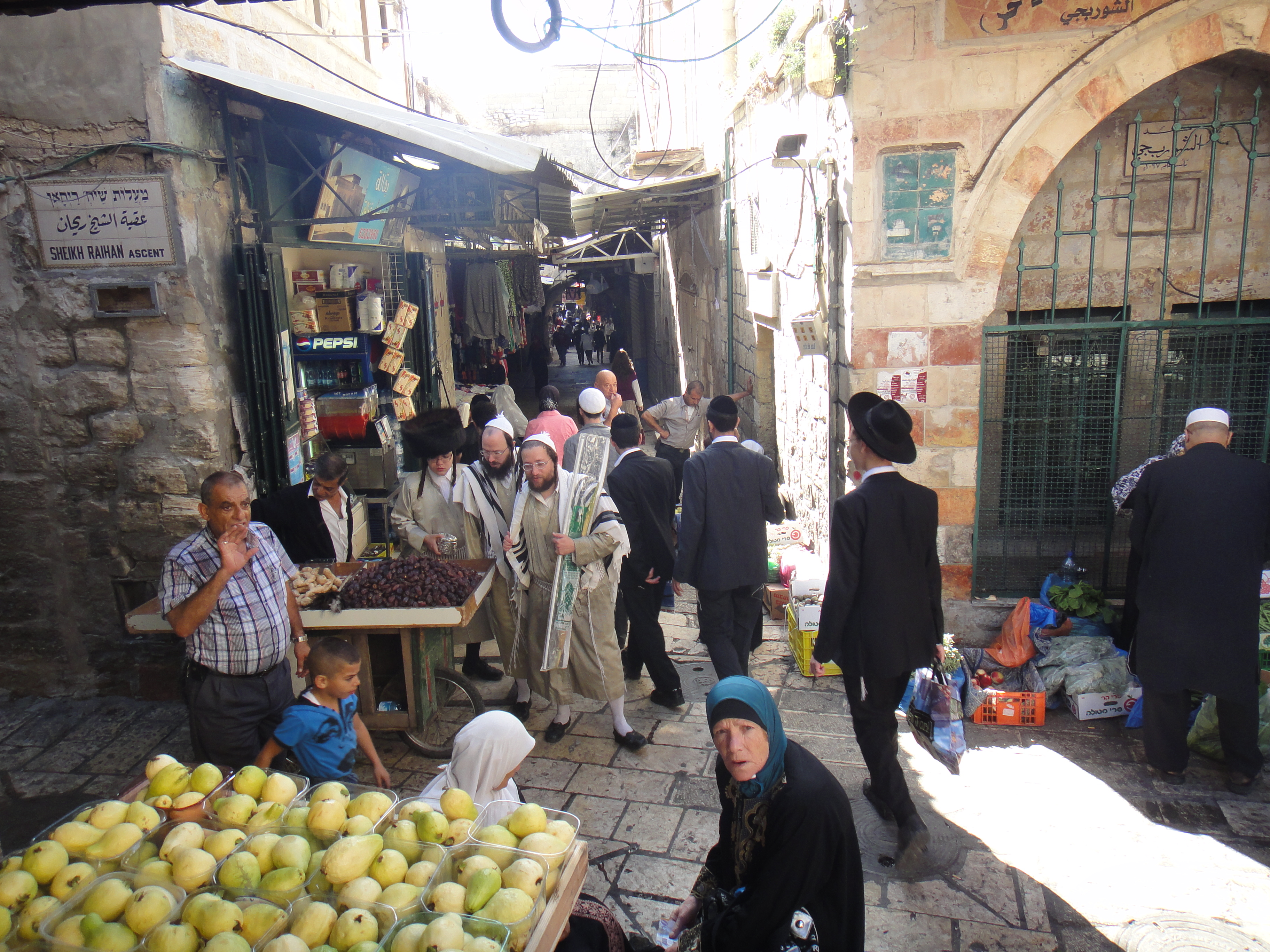
Ciudad vieja de Jerusalén.

En 2013 la esperanza de vida fue de 83,60 años para las mujeres y 80 para los varones, la más alta de la región. Aunque subió en cantidad de años con respecto a años anteriores, en 2010 ocupaba el puesto número 9 entre 180 países y en 2011 estaba situado en el 11 entre los países con mayor esperanza de vida.

### Áreas metropolitanas
Se aprecia una doble ocupación del territorio: por un lado las ciudades (Jerusalén, Tel Aviv, Haifa, Beersheba y Eilat son las principales), y por otro lado una ocupación rural en forma de kibutz, un establecimiento agrícola con una forma de explotación del terreno y convivencia comunal.
En 2006, la Oficina Central de Estadísticas israelí definía tres áreas metropolitanas: Tel Aviv (3 millones de habitantes), Haifa (980 600) y Jerusalén, la capital (706 368).

### Religión

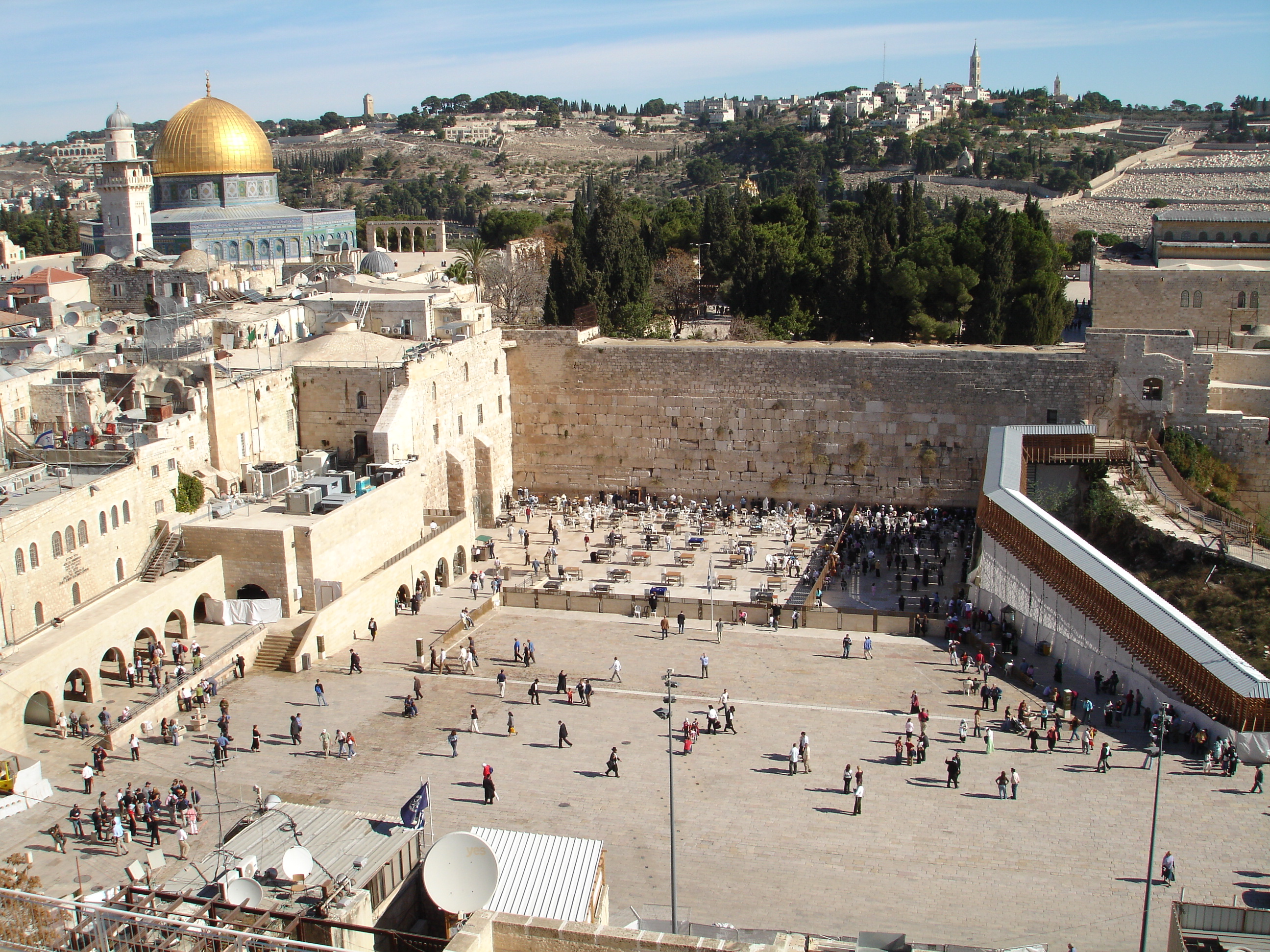
La Cúpula de la Roca y el Muro de las Lamentaciones, Jerusalén.

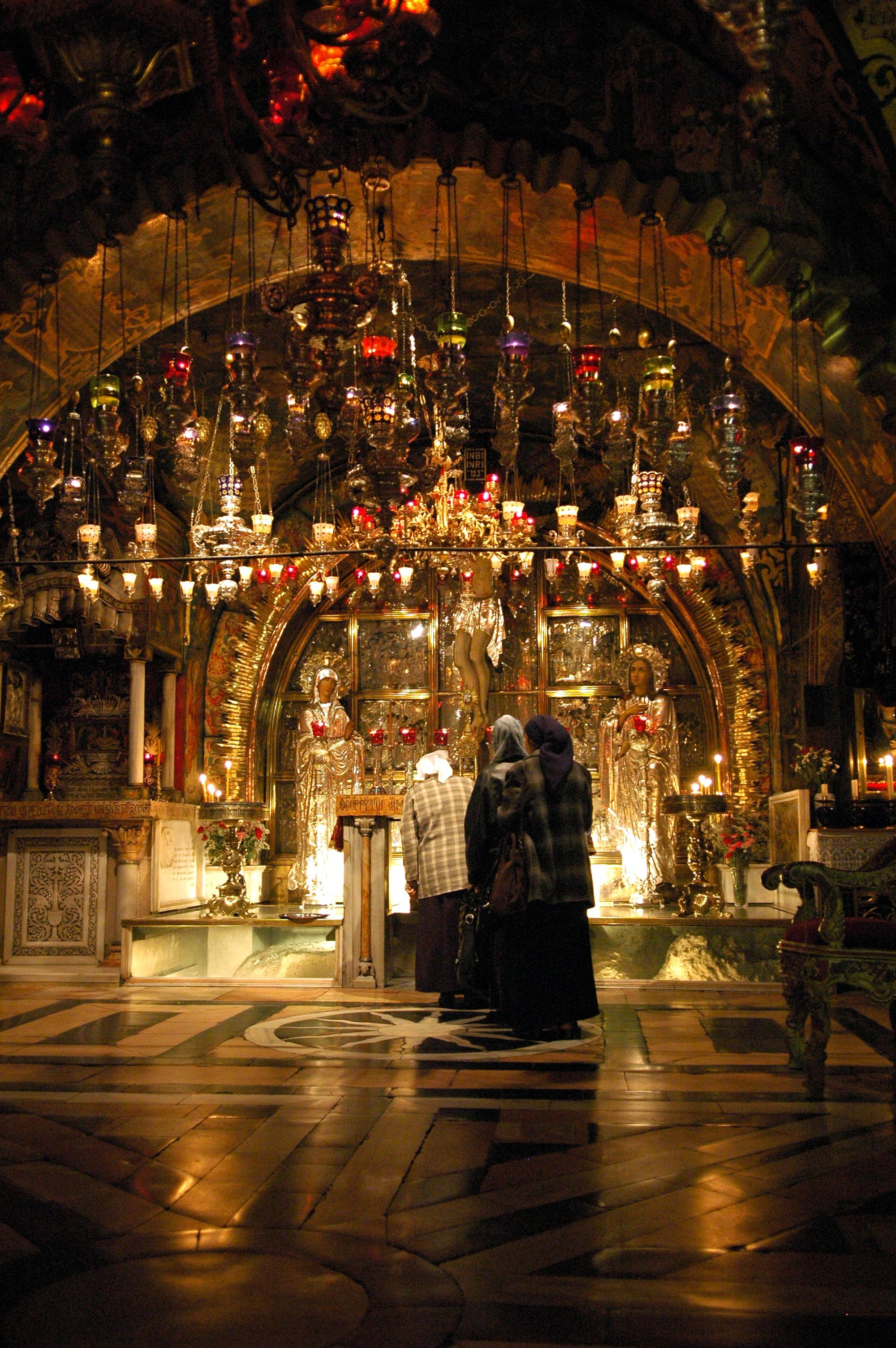
El Santo Sepulcro en el Gólgota, venerado por los cristianos por ser el lugar en que se produjo la crucifixión de Jesús.

El Estado de Israel es el único país del mundo donde la mayoría de la población es seguidora del judaísmo. El cristianismo y el islam también tienen importante presencia de creyentes entre los ciudadanos israelíes. Además, también hay otras minorías religiosas como los drusos y los bahaíes. Israel concentra innumerables sitios sagrados de las tres grandes religiones monoteístas y reconoce la libertad religiosa de todos, permitiendo a los peregrinos de todo el mundo el libre acceso a los lugares sagrados.
Según una encuesta realizada en 2011 por el Instituto Central de Estadísticas de Israel, el 75,3 % de la población total de Israel está compuesta por judíos (5 837 000 personas). El 20,5 % son seguidores del islam (1 587 000 personas). Las otras religiones representan el 4,2 % de la población (322 000 personas).
Las religiones más practicadas en Israel son judaísmo (75 %), islam (16 %), cristianismo (católicos y ortodoxos) (2 %) y drusismo (2 %). Hay también algunas otras minorías como mesiánicos, bahaíes e incluso budistas. El Derecho israelí garantiza de forma explícita iguales derechos a todos los ciudadanos con independencia de su religión o grupo étnico. Sin embargo, la ley otorga trato preferencial en determinados aspectos para aquellos individuos que cumplen los criterios de la Ley del Retorno, lo cual es un asunto controvertido pues la mencionada ley difiere del criterio religioso sobre quién cumple el estatus de judío.

#### Festividades
Al ser un Estado mayoritariamente judío, las principales festividades que se celebran en el país pertenecen a esa confesión: Purim, Pésaj, Shavuot, Rosh Hashaná, Yom Kipur, Sucot, Simjat Torá y Jánuca; otras festividades menores son Tu Bishvat y Tisha b'Av.
En Israel también existen conmemoraciones o aniversarios seculares, como Yom HaShoah (Día del recuerdo del Holocausto), Yom Ha'atzmaut (Día de la Independencia) y Yom Hazikarón (Día del Recuerdo).

#### Religión y ciudadanía: matrimonio y familia
Israel carece de un sistema de matrimonio civil, es decir, la opción de casarse a través de las autoridades civiles (como un juzgado, un ayuntamiento o un representante legal). Aunque se reconoce a todo matrimonio proveniente de cualquier lugar del mundo, dentro de Israel solo es posible contraer matrimonio a través de las autoridades religiosas, cualquiera que sea la religión. En julio de 2011, la Knéset rechazó una propuesta para facilitar la celebración de matrimonio civil en el país con 40 votos en contra y 17 a favor. Debido a las complicadas relaciones históricas entre religión y Estado, que tienen su origen en la propia definición de Israel como Estado judío, el país hebreo es actualmente el único Estado democrático que no facilita el matrimonio civil como alternativa viable.
Debido a ello, y dado el constante aumento de ciudadanos israelíes que prefieren casarse «por lo civil», se ha desarrollado toda una industria de viajes matrimoniales, que combinan turismo con servicios de casamiento. Entre los destinos más comunes destacan países como el vecino Chipre (famoso por sus ofertas dirigidas a este público) y países del norte de Europa. También existen empresas especializadas en este tipo de turismo, que ofrecen servicios que van desde la gestión documental y de los requisitos legales hasta el propio plan de vacaciones. La pareja recién casada, al regresar a Israel, se registra entonces como pareja casada a todos los efectos.
Aunque la mayoría de personas que se casan en el extranjero lo hacen voluntariamente, en el caso de las parejas que no comparten la misma religión, este tipo de soluciones es más bien su única opción para casarse, aunque la mayoría de matrimonios de religión mixta son de personas que ya llegan a Israel casadas. También es el caso de las personas judías no reconocidas como tal por el Rabinato de Israel (muchas de ellas siendo ciudadanos de origen judío procedentes de países de la antigua Unión Soviética). Similarmente, al no poder celebrar un matrimonio civil en Israel, las parejas del mismo sexo deben casarse en el extranjero, y registrar su cambio de estado civil al regresar a Israel. En Tel Aviv, de las ciudades más reconocidas internacionalmente por su tolerancia —y cantidad— de personas LGBT+, muchos prefieren normalizar sus relaciones sin casarse formalmente. El estado civil de parejas de mismo sexo casadas en otros países es reconocido en Israel y apoyado por la mayoría de ciudadanos (y la gran mayoría de los no religiosos).
En cuanto al divorcio, las parejas heterosexuales que comparten la misma religión —y sobre todo si es judía—, aunque se hayan casado por lo civil en otro país, deben pasar por una ceremonia religiosa a fin de ser reconocidos como divorciados a ojos de la halajá, aunque el divorcio se hubiera cursado con anterioridad en el país donde originalmente se había celebrado la boda. Debido a que muchos ciudadanos israelíes, aun considerándose laicos, ven importancia en el reconocimiento de las autoridades religiosas, sobre todo cara al reconocimiento de la condición de sus hijos como judíos, por lo general se tolera esta norma, aun cuando no se apoya. Cabe subrayar, no obstante, que siendo Israel judicialmente un Estado laico, en casos polémicos, incluso decisiones del Alto Tribunal Rabínico (la más alta instancia entre los tribunales judíos) pueden ser apeladas ante la Corte Suprema de Israel.
En Israel es el rabinato ortodoxo quien tiene el monopolio sobre los servicios religiosos oficiales. El mismo se ha enfrentado en múltiples ocasiones con otras corrientes del judaísmo, más comunes en países como Estados Unidos, donde, más allá del judaísmo conservador y reformista (ambas corrientes menos estrictas del judaísmo) existe hasta la llamada «ortodoxia light», más flexible que la ortodoxia tradicional. Ello ha llevado a importantes choques a nivel religioso e institucional entre las autoridades religiosas israelíes y las de otros países. Sin embargo, cabe destacar que el Estado de Israel reconoce a cualquier judío de cualquier condición, incluidos los convertidos al judaísmo en cualquiera de las tres corrientes principales, como judíos a efectos civiles, por lo que, entre otros, tienen el derecho a inmigrar a Israel bajo Ley del Retorno, obteniendo la nacionalidad israelí. De hecho, en 2021 la Corte Suprema decretó que el Estado es obligado a reconocer a cualquier converso al judaísmo, de cualquier corriente, como persona de religión judía. Muchas parejas judías, donde al menos un cónyuge no es reconocido como judío por la ortodoxia, habiéndose ya casado en su país de origen, celebran en Israel una ceremonia religiosa —aunque no oficial— dirigida por un rabino de su propia comunidad o corriente religiosa, con la jupá, la ketubá y todos los elementos de una boda judía tradicional (aunque la ketubá muchas veces suele ser más paritaria y adaptada a los tiempos). Lo mismo hacen parejas casadas que no inmigran a Israel, pero quieren celebrar su matrimonio en la Tierra Santa.

## Cultura

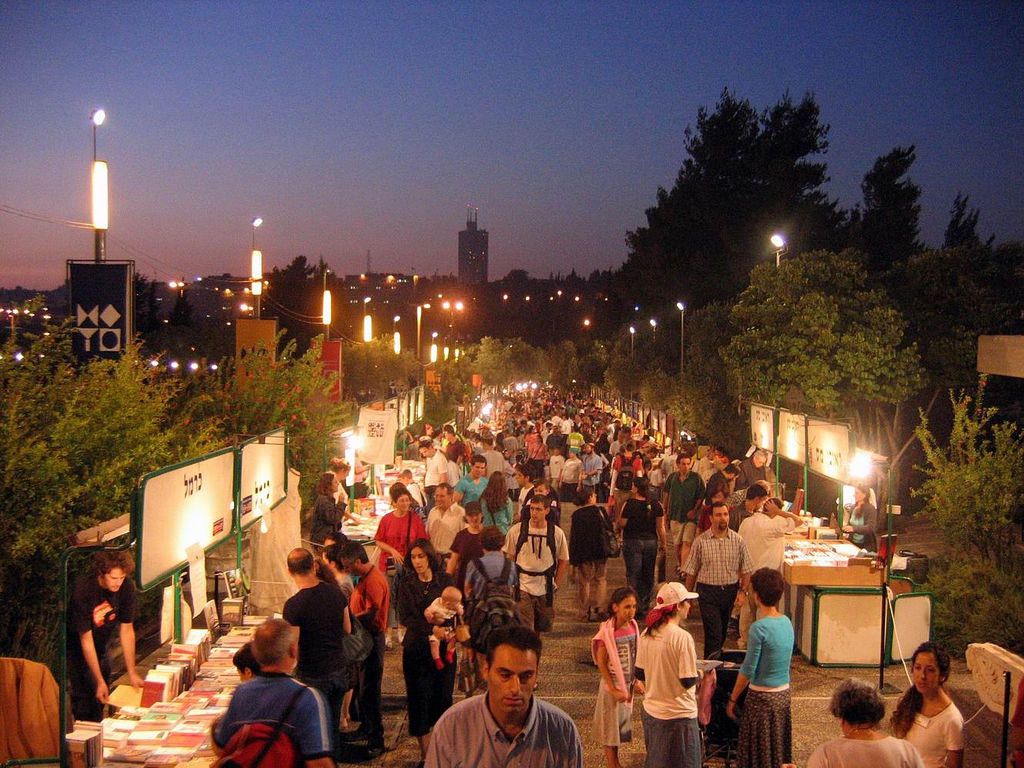
Semana del Libro Hebreo en Jerusalén (2005).

La cultura de Israel es inseparable de la historia del judaísmo y del pueblo judío que la preceden.
La diversidad cultural de Israel se deriva de la diversidad de su población: judíos de todo el mundo llevaron sus tradiciones culturales y religiosas consigo, creando un crisol de costumbres y creencias de la cultura judía. Israel es el único país del mundo donde la vida gira en torno al calendario hebreo. El trabajo y las vacaciones escolares son determinadas por las fiestas judías, y el día oficial de descanso es el sábado, el Shabat. La importante minoría árabe de Israel también ha dejado su impronta en la cultura israelí en esferas tales como la arquitectura, música, y cocina.

### Literatura
La literatura israelí es principalmente la poesía y la prosa escrita en hebreo, como parte del renacimiento del hebreo como lengua hablada desde mediados del siglo XIX, aunque un pequeño espacio de la literatura se publica en otros idiomas, como el árabe y el inglés. Por ley, dos copias de todos los impresos publicados en Israel deben ser depositados en la Biblioteca Nacional de Israel y en la Universidad Hebrea de Jerusalén. En 2001, la ley fue enmendada para incluir grabaciones de audio y vídeo así como también otros medios de comunicación no impresos. En 2006, el 85 por ciento de los 8000 libros trasladados a la biblioteca estaban en hebreo. La Semana del Libro Hebreo (en hebreo: שבוע הספר‎) se celebra en junio con características de las ferias del libro, lecturas públicas y apariciones de los autores israelíes por todo el país. Durante la semana es entregado el principal premio literario de Israel, el Premio Sapir. En 1966 Shmuel Yosef Agnón compartió el Premio Nobel de Literatura con la autora judía alemana Nelly Sachs. Escritores como Amos Oz, David Grossman, Abraham B. Yehoshúa, Aharon Appelfeld, Meir Shalev o la poetisa Margalit Matitiahu (que escribe en hebreo y en ladino), han sido considerados los principales representantes de la literatura israelí actual.

### Arte
Aunque el papel de Israel en la escena artística mundial haya seguido siendo relativamente menor; Israel tiene tradiciones artísticas únicas, en particular el arte místico judío, inspirado en la Cabalá y el Zohar. Otro movimiento artístico que tuvo un gran impacto fue la Escuela de París. El arte israelí ha estado fuertemente influenciado por los maestros del arte de origen judío, como Soutine, Kikoine, Frenkel, Chagall y otros. El arte israelí también ha llegado a reflejar el holocausto, las guerras y las historias bíblicas. Bezalel fue la primera escuela de arte en Israel. En la década de 1920 Isaac Frenkel fue el primero en introducir el arte moderno, fuertemente influenciado por la escuela de París.
Hoy en día, el arte israelí ha crecido hasta abarcar una amplia variedad, incluido el arte óptico, arte digital, arte IA y la escultura de sal.

### Música y danza

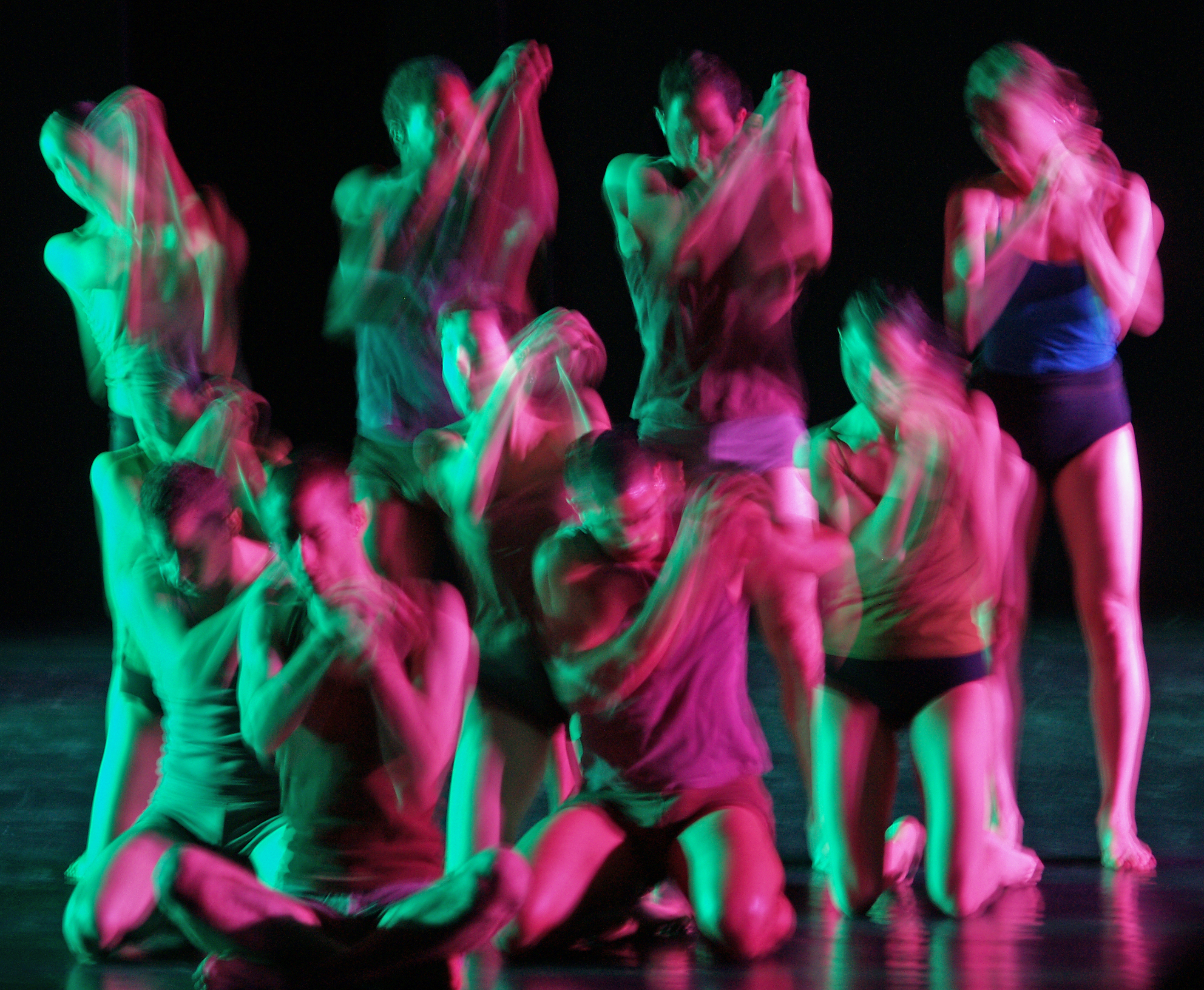
Compañía de Danza Batsheva en Tel Aviv.

La música israelí contiene una gran variedad de influencias procedentes de la Diáspora; música yemenita, melodías Hasidicas, música árabe, música griega, jazz y pop rock y son todos parte de la escena musical, al tiempo que hace buen uso de elementos de la cultura moderna. Las canciones populares nacionales, conocidas como שירי ארץ ישראל (Shirei Eretz Israel o "Cantos de la Tierra de Israel"), narran las experiencias de los pioneros en la construcción de la patria judía, Eretz Israel. Entre los Israelíes de fama mundial se encuentra la Orquesta Filarmónica de Israel, que se encuentra en actividad desde hace más de setenta años y hoy en día realiza más de doscientos conciertos cada año. Israel también ha producido muchos músicos notorios, algunos lograron el estrellato internacional. Noa, Uzi Hitman, Itzhak Perlman, Ofra Haza y Pinchas Zukerman son algunos de los músicos nacidos en Israel aclamados internacionalmente; también destacan Mayumana o Dana International. En otro orden de cosas, Israel ha participado en el Festival de la Canción de Eurovisión casi cada año desde 1973, ganando la competición cuatro veces (1978, 1979, 1998 y 2018), hospedando el festival en dos ocasiones en Jerusalén, y en en una en Tel Aviv.  Eilat ha organizado su propio festival de música internacional, el Red Sea Jazz Festival, cada verano desde 1987,
También originarios de Israel son algunos intérpretes que están adquiriendo gran relevancia en la actualidad como Oren Lavie.

### Teatro
En Israel existe el teatro nacional, Habimá, en Tel aviv en donde hay obras de temática judía. También se representan clásicos en hebreo, ya sean dramas, comedias o musicales. Además se encuentra el teatro Cámer un complejo de 4 salas, creado en 1970. En Haifa se encuentra el teatro municipal, el mismo representa obras tanto israilies como internacionales ya sean clásicas o modernas.
Continuando con la tradición del teatro yidis en Europa Oriental, Israel mantiene una escena vibrante.[cita requerida] Fundado en 1918, el Teatro Habima de Tel Aviv es la más antigua compañía de teatro de repertorio y teatro nacional.

### Museos
Tel Aviv, Haifa, Herzliya y Jerusalén poseen los más importantes museos de arte, y muchos pueblos y kibutz disponen de pequeños museos.
El Museo de Israel en su capital, Jerusalén, es una de las más importantes instituciones culturales de Israel, donde se alojan los manuscritos del Mar Muerto junto con una extensa colección de arte popular y religioso judío y arte europeo. El Museo Nacional del Holocausto, Yad Vashem, es el mayor alojamiento del mundo de archivos relacionados con la información sobre el Holocausto. El Beth Hatefutsoth (Museo de la Diáspora), en el campus de la Universidad de Tel Aviv, es un museo interactivo dedicado a la historia de las comunidades judías de todo el mundo. Aparte de los principales los museos en las grandes ciudades, hay muy alta calidad de espacios de arte en muchas ciudades y kibutz. Mishkan Le'Omanut en el kibutz Ein Harod Meuhad es el mayor museo de arte en el norte del país.

## Deportes

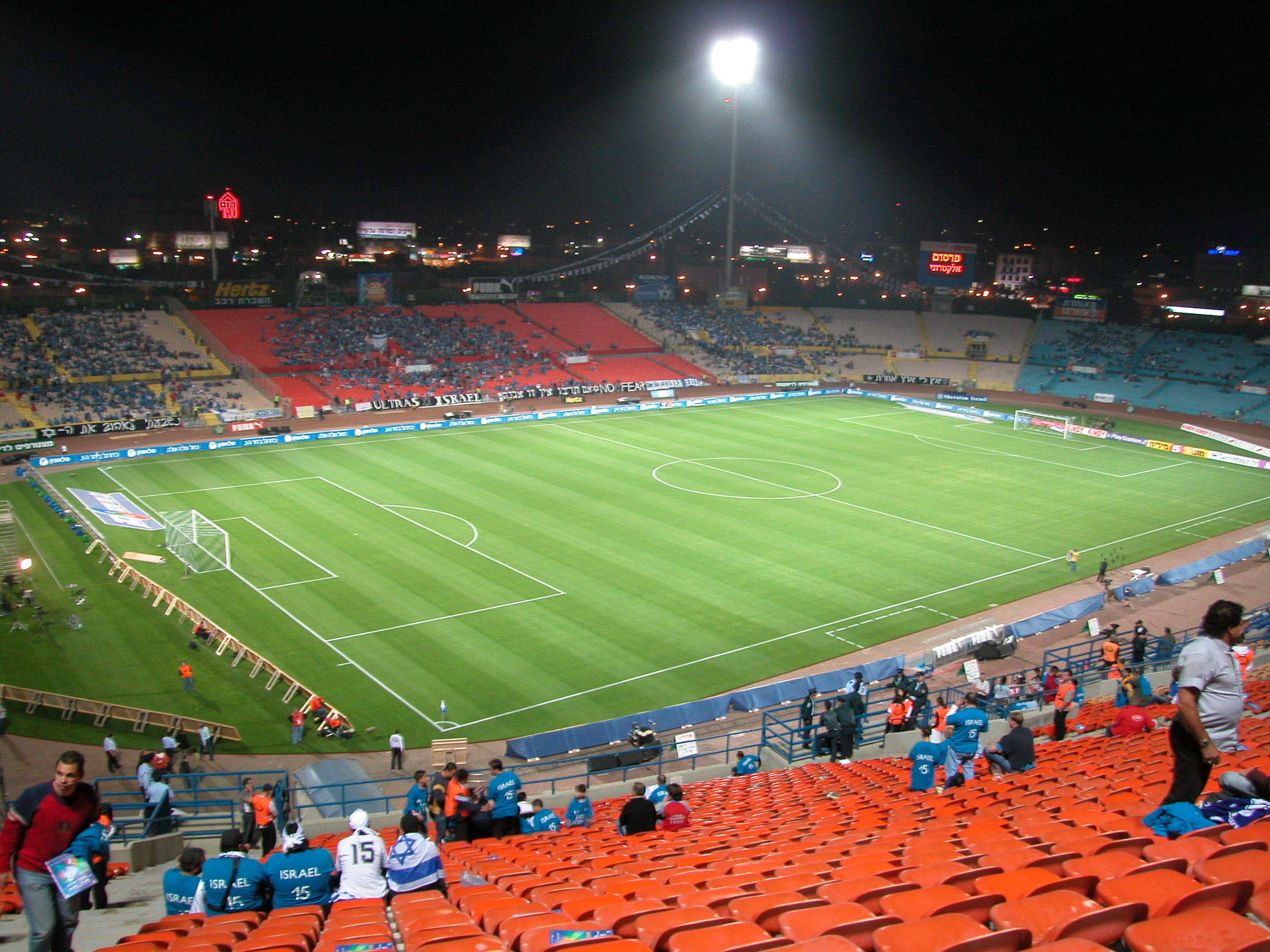
Estadio Ramat Gan, el mayor estadio de Israel.

En Israel se practican habitualmente diversos deportes: desde la natación, fútbol, baloncesto y tenis, hasta la gimnasia, hockey, rugby, judo, ajedrez, atletismo, voleibol y balonmano.
Hasta la fecha, Israel ha ganado seis medallas olímpicas desde su primera victoria en 1992, incluyendo una medalla de oro en windsurf en los Juegos Olímpicos de Atenas 2004.

Aunque el fútbol y el baloncesto son los deportes más populares, Israel ha obtenido éxitos también en otros deportes, como balonmano y atletismo. Cabe mencionar también, que Israel tuvo su primera participación en el Clásico Mundial de Béisbol (evento mundial de éste deporte) en 2017, teniendo logros sorpresivos como la clasificación invicta a 2.ª ronda, asegurando así también su participación al siguiente certamen en 2021.
Con 50 000 buzos licenciados, Israel tiene la más alta tasa mundial de buzos per cápita.[cita requerida] Un incentivo para el buceo lo brinda la fascinante vida marina tropical en el mar Rojo. Otros populares deportes acuáticos incluyen windsurf, esquí acuático y navegación, así como deportes de playa como el voleibol de playa y las "raquetas", un juego desarrollado localmente que es una especie de "ping pong de playa".
A pesar de estar ubicado geográficamente en Asia, Israel participa en competiciones internacionales deportivas asociado siempre a federaciones europeas (UEFA, EHF) o competiciones europeas (Eurobasket). Probablemente el club israelí más conocido internacionalmente es el Maccabi Tel Aviv, que ha obtenido cinco títulos europeos de baloncesto (incluyendo dos euroligas en 2004 y 2005). Esto es debido al rechazo de los países árabes, junto a algunos africanos y asiáticos, a participar con Israel en eventos deportivos. La FIFA, desde el mundial de 1970, decidió incluir a Israel en la UEFA para evitar que los países árabes se retiraran en masa.
Beerseba se ha convertido en un centro nacional de ajedrez y hogar de muchos campeones de ajedrez de la antigua Unión Soviética. La ciudad acogió el equipo Campeón del Mundo de ajedrez en 2005, y en la ciudad se enseña ajedrez en los jardines de infancia. Dos años después, en 2007, Boris Abramovich Gelfand obtuvo el segundo lugar en el Campeonato Mundial de Ajedrez.